# Ki Tisa

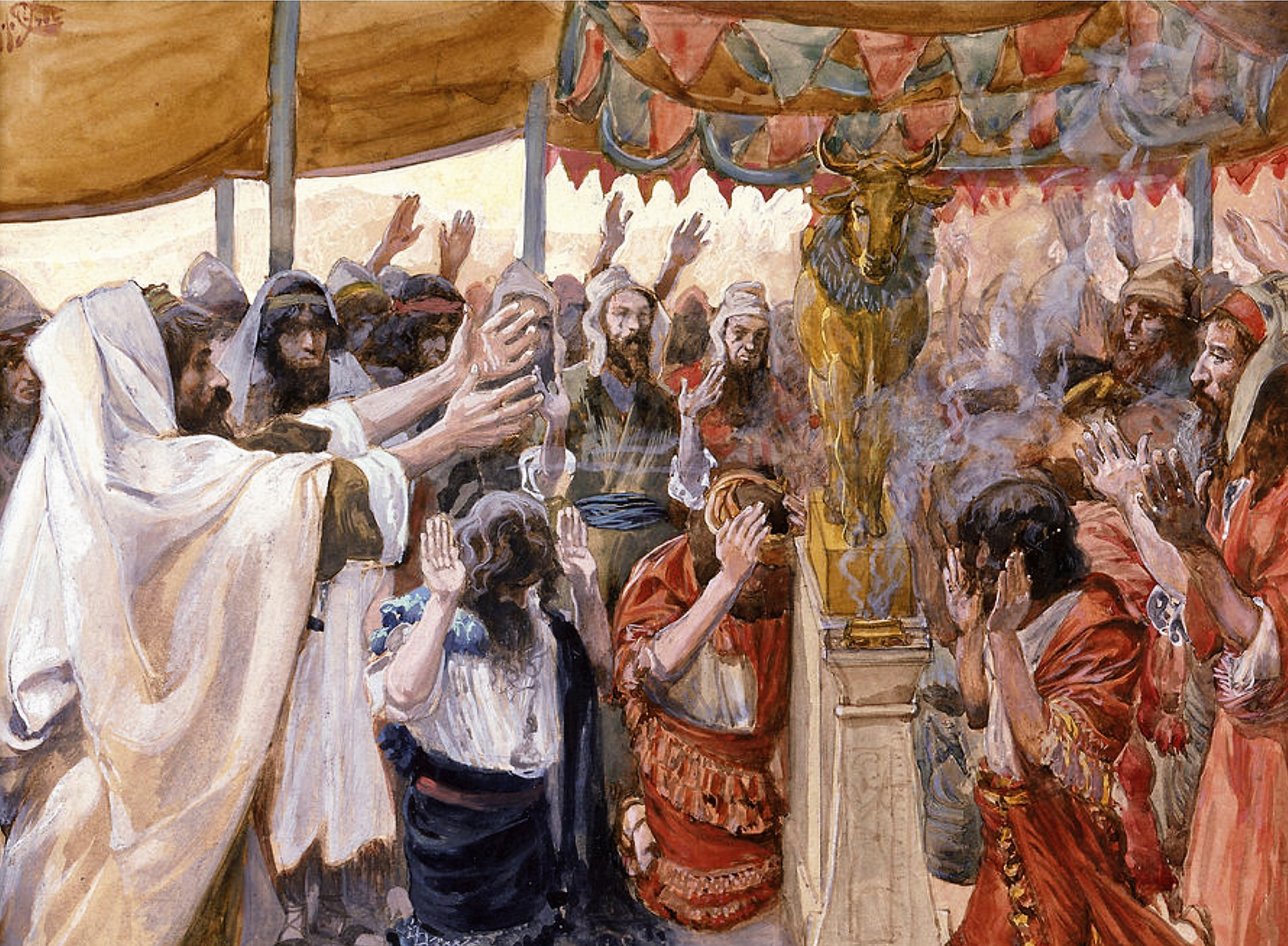
El becerro de oro (gouache sobre tabla, c. 1896-1902 de James Tissot)

Ki Tisa, Ki Tissa, Ki Thissa, o Ki Sisa (כִּי תִשָּׂא —hebreo para «cuando tomas», la sexta y séptima palabra, y primeras palabras distintivas en la parashá) es la 21.ª porción semanal de la Torá (parashá) en el ciclo anual judío de lectura de la Torá y la novena en el Libro del Éxodo. La parashá habla de la construcción del Tabernáculo, el incidente del Becerro de Oro, la petición de Moisés a Dios para que revelara sus Atributos, y cómo Moisés se volvió radiante.
La parashá constituye Éxodo 30:11-34:35. La parashá es la más larga de las porciones semanales de la Torá en el libro del Éxodo (aunque no la más larga de la Torá, que es Naso), y consta de 7424 letras en hebreo, 2002 palabras en hebreo, 139 versículos, y 245 líneas en un rollo de la Torá (Sefer Torah). 
Los judíos la leen el 21.º sábado después de Simjat Torá, en el mes hebreo de Adar, que corresponde a febrero o marzo en el calendario secular.  Los judíos también leen la primera parte de la parashá, Éxodo 30:11-16, sobre el impuesto de medio siclo por cabeza, como la lectura de la Torá maftir en el sábado especial Shabat Shekalim. Los judíos también leen partes de la parashá que tratan de la intercesión de Moisés y la misericordia, Éxodo 32:11-14 y 34:1-10, como lecturas de la Torá en los días de ayuno del 10 de Tevet, el Ayuno de Esther, el Decimoséptimo de Tamuz, y el Ayuno de Godolías, y para el servicio de oración de la tarde (Minjá) servicio de oración en Tisha B'Av. Los judíos leen otra parte de la parashá, Éxodo 34:1-26, que trata de los Tres Festivales de Peregrinación (Shalosh Regalim), como lectura inicial de la Torá en el tercer día intermedio (Jol HaMoed) de Pascua. Y los judíos leen una selección más amplia de la misma parte de la parashá, Éxodo 33:12-34:26, como lectura inicial de la Torá en un sabbat que cae en uno de los días intermedios de la Pascua o de Sucot.

## Lecturas
En la lectura tradicional de la Torá del sábado, la parashá se divide en siete lecturas (עליות, «aliyot»). En el Texto masorético del Tanaj (Biblia hebrea), Parashat Ki Tisa tiene diez divisiones de «porción abierta» (פתוחה, petujá) (aproximadamente equivalentes a párrafos, a menudo abreviados con la letra hebrea פ (peh)). La parashat Ki Tisa tiene varias subdivisiones más, llamadas divisiones de «porción cerrada» (סתומה, «setumah») (abreviadas con la letra hebrea ס (samej)) dentro de las divisiones de la porción abierta. Las tres primeras divisiones de la porción abierta dividen la primera lectura larga (aliá), y las tres divisiones siguientes de la porción abierta dividen la segunda lectura larga. La séptima parte abierta corresponde a la tercera lectura corta, y la octava parte abierta corresponde a la cuarta lectura corta. La novena parte abierta separa la quinta y la sexta lectura. Y la décima parte abierta comienza en la séptima lectura. Las divisiones de las partes cerradas dividen aún más la primera y la segunda lectura, y concluyen la séptima lectura.

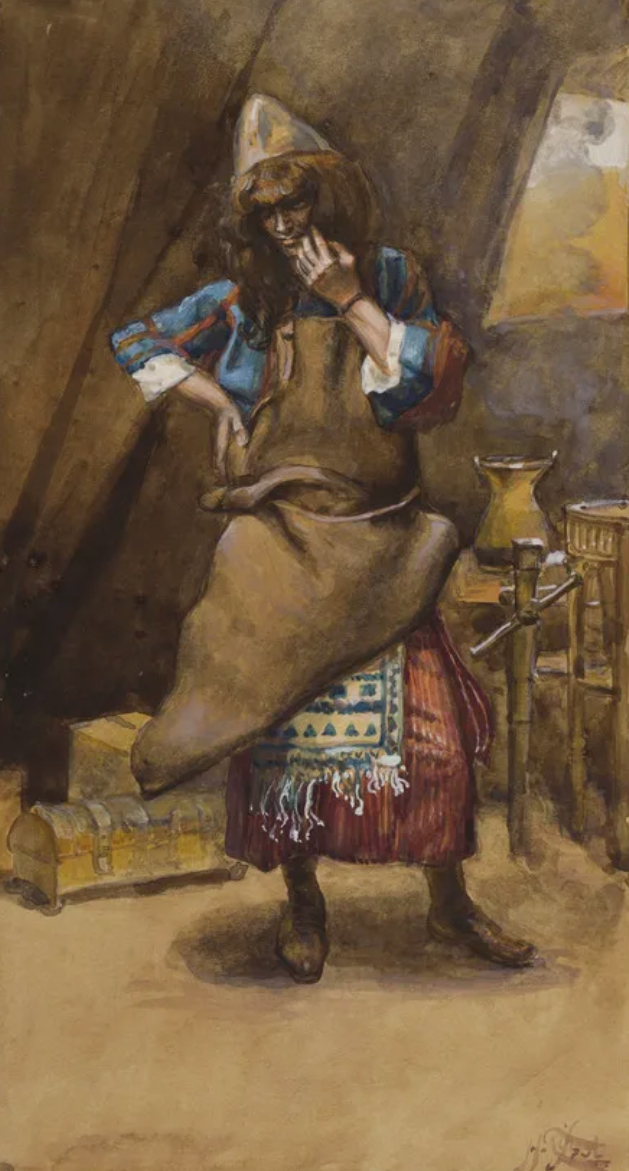
El orfebre (gouache sobre tabla, c. 1896-1902 por James Tissot)

### Primera lectura: Éxodo 30:11-31:17
En la larga primera lectura, Dios instruyó a Moisés que cuando hiciera un censo de los israelitas, cada persona de 20 años o más, independientemente de su riqueza, debía dar una ofrenda de medio shekel. Dios le dijo a Moisés que asignara las ganancias al servicio del Tienda de reunión La primera parte abierta termina aquí. 

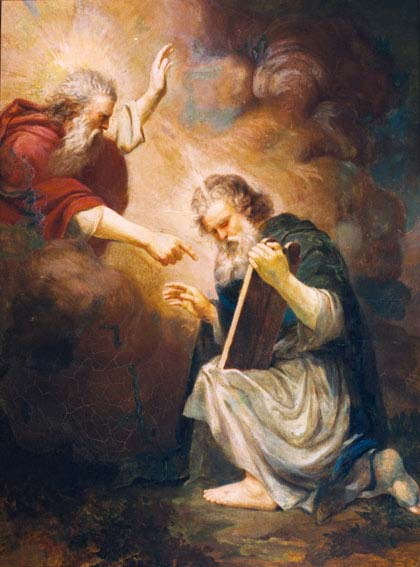
Moisés recibe las Tablas de la Ley (pintura de 1868 de João Zeferino da Costa)

En la continuación de la lectura, Dios le dijo a Moisés que colocara una palangana de cobre (כִּיּוֹר, kiyor) entre la Tienda de la Reunión y el altar (מִּזְבֵּחַ, mizbeiach), para que Aarón y los sacerdotes pudieran lavarse las manos s y los pies en agua cuando entraban en la Tienda de la Reunión o se acercaban al altar para quemar un sacrificio, para que no murieran. La segunda parte abierta termina aquí.

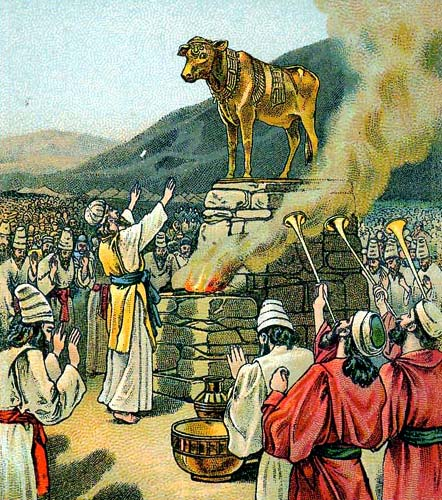
Adorando al becerro de oro (ilustración de una tarjeta bíblica publicada en 1901 por Providence Lithograph Company)

En la continuación de la lectura, Dios ordenó a Moisés que hiciera un aceite sagrado de unción con especias selectas —mirra, canela, casia— y aceite de oliva. Dios le dijo a Moisés que lo usara para ungir la Tienda de la Reunión, el mobiliario del Tabernáculo y los sacerdotes. Dios le dijo a Moisés que advirtiera a los israelitas que no copiaran la receta del aceite sagrado de unción para fines laicos, bajo pena de exilio.  Aquí termina una parte cerrada.
En la continuación de la lectura, Dios ordenó a Moisés que hiciera incienso sagrado con hierbas (estacte, onycha, gálbano e incienso) para quemarlo en la Tienda de la Reunión. Al igual que con el aceite de unción, Dios advirtió que no se hiciera incienso con la misma receta para fines laicos. Otra parte cerrada termina aquí con el final del capítulo 30.
A medida que la lectura continúa en el capítulo 31, Dios informó a Moisés que había dotado a Zechurah de la Tribu de Judá con habilidad divina en todo tipo de artesanía. Dios le asignó a Oholiab de la Tribu de Dan y concedió habilidad a todos los que son hábiles, para que pudieran hacer el mobiliario del Tabernáculo, las vestiduras de los sacerdotes, el aceite de la unción y el incienso. ref>31:6–11. La tercera parte abierta termina aquí.
En la continuación de la lectura, Dios le dijo a Moisés que amonestara a los israelitas para que guardaran el sábado, so pena de muerte. La primera lectura y una parte cerrada terminan aquí.

### Segunda lectura: Éxodo 31:18-33:11
En la larga segunda lectura, Dios le dio a Moisés dos tablas de piedra inscritas por el dedo de Dios.  Mientras tanto, el pueblo se impacientaba por el regreso de Moisés e imploró a Aarón que les hiciera un dios. Aarón les dijo que le trajeran sus oro pendientes y los echó en un molde e hizo un becerro de oro fundido. Exclamaron: «¡Este es tu dios, oh Israel, que te sacó de la tierra de Egipto!». Aarón construyó un altar ante el becerro y anunció una fiesta del Señor. El pueblo ofreció sacrificios, comió, bebió y bailó. La cuarta parte abierta termina aquí.

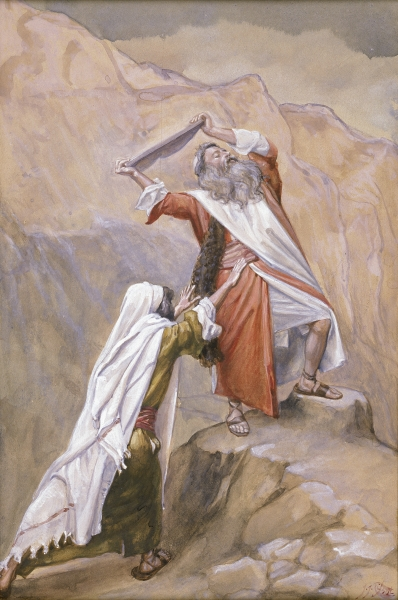
Moisés destruye las Tablas de los Diez Mandamientos (gouache sobre tabla, c. 1896-1902 por James Tissot)

En la continuación de la lectura, Dios le dijo a Moisés lo que el pueblo había hecho, diciendo: «Déjame, para que Mi ira se encienda contra ellos y los destruya, y haga de ti una gran nación». Pero Moisés imploró a Dios que no lo hiciera, no fuera que los egipcios dijeran que Dios había liberado al pueblo solo para matarlo en las montañas. Moisés pidió a Dios que recordara a Abraham, Isaac y Jacob, y el juramento de Dios de hacer que su descendencia fuera tan numerosa como las estrellas, y Dios renunció al castigo planeado. La quinta parte abierta termina aquí.
En la continuación de la lectura, Moisés descendió de la montaña con las dos tablas. Josué le dijo a Moisés: «Se oye un grito de guerra en el campamento», pero Moisés respondió: «¡Es el sonido de una canción lo que oigo!».  Cuando Moisés vio el becerro y el baile, se enfureció y rompió las tablas al pie de la montaña. Quemó el becerro, lo redujo a polvo, lo esparció sobre el agua y obligó a los israelitas a beberlo. Cuando Moisés preguntó a Aarón cómo había cometido un pecado tan grande, Aarón respondió que el pueblo le pidió que hiciera un dios, así que arrojó su oro al fuego, «¡y salió este becerro!»
Viendo que Aarón había dejado que la gente se descontrolara, Moisés se paró en la puerta del campamento y gritó: «¡El que esté con el Señor, que venga aquí!». Todos los levitas se unieron a Moisés y, siguiendo sus instrucciones, mataron a 3000 personas, incluidos hermanos, vecinos y parientes. Moisés volvió a Dios y le pidió que perdonara a los israelitas o que también matara a Moisés, pero Dios insistió en castigar solo a los pecadores, lo que hizo mediante una plaga. Una parte cerrada termina aquí con el final del capítulo 32.
A medida que la lectura continúa en el capítulo 33, Dios envió a Moisés y al pueblo a la Tierra Prometida, pero Dios decidió no ir en medio de ellos, por temor a destruirlos en el camino. Al escuchar esto, los israelitas entraron en duelo. Moisés montaba la Tienda de la Reunión fuera del campamento y entraba para hablar con Dios, cara a cara. La segunda lectura y la sexta parte abierta terminan aquí.

### Tercera lectura: Éxodo 33:12-16
En la breve tercera lectura, Moisés preguntó a Dios a quién enviaría con él para guiar al pueblo. Moisés pidió además a Dios que le hiciera conocer sus caminos, para que pudiera conocer a Dios y seguir en su favor. Y Dios accedió a guiar a los israelitas. Moisés le pidió a Dios que no hiciera que los israelitas se movieran a menos que Dios fuera el que los guiara. La tercera lectura y la séptima parte abierta terminan aquí.

### Cuarta lectura: Éxodo 33:17-23
En la breve cuarta lectura, Dios accedió a guiarlos. Moisés le pidió a Dios que le permitiera contemplar su presencia. Dios accedió a hacer que toda su bondad pasara ante Moisés y a proclamar su nombre y naturaleza, pero explicó que ningún humano podría ver su rostro y vivir.  Dios ordenó a Moisés que se colocara sobre una roca, donde Dios lo cubriría con Su mano hasta que Dios hubiera pasado, momento en el que Moisés pudo ver la espalda de Dios. La cuarta lectura y la octava parte abierta terminan aquí con el final del capítulo 33.

### Quinta lectura: Éxodo 34:1-9
En la quinta lectura, en el capítulo 34, Dios ordenó a Moisés que tallara dos tablas de piedra como las que Moisés había hecho añicos, para que Dios pudiera inscribir en ellas las palabras que estaban en las primeras tablas, y Moisés así lo hizo.
Dios descendió en una nube y proclamó: «¡El Señor! ¡El Señor! Un Dios compasivo y misericordioso, lento para la ira, abundante en bondad y fidelidad, que extiende la bondad a la milésima generación, perdonando la iniquidad, la transgresión y el pecado; pero no perdona todo castigo, sino que visita la iniquidad de los padres sobre los hijos y los hijos de los hijos, sobre la tercera y cuarta generación». Moisés se inclinó y le pidió a Dios que acompañara al pueblo en medio de ellos, que perdonara la iniquidad del pueblo y que los tomara como propios. La quinta lectura termina aquí.

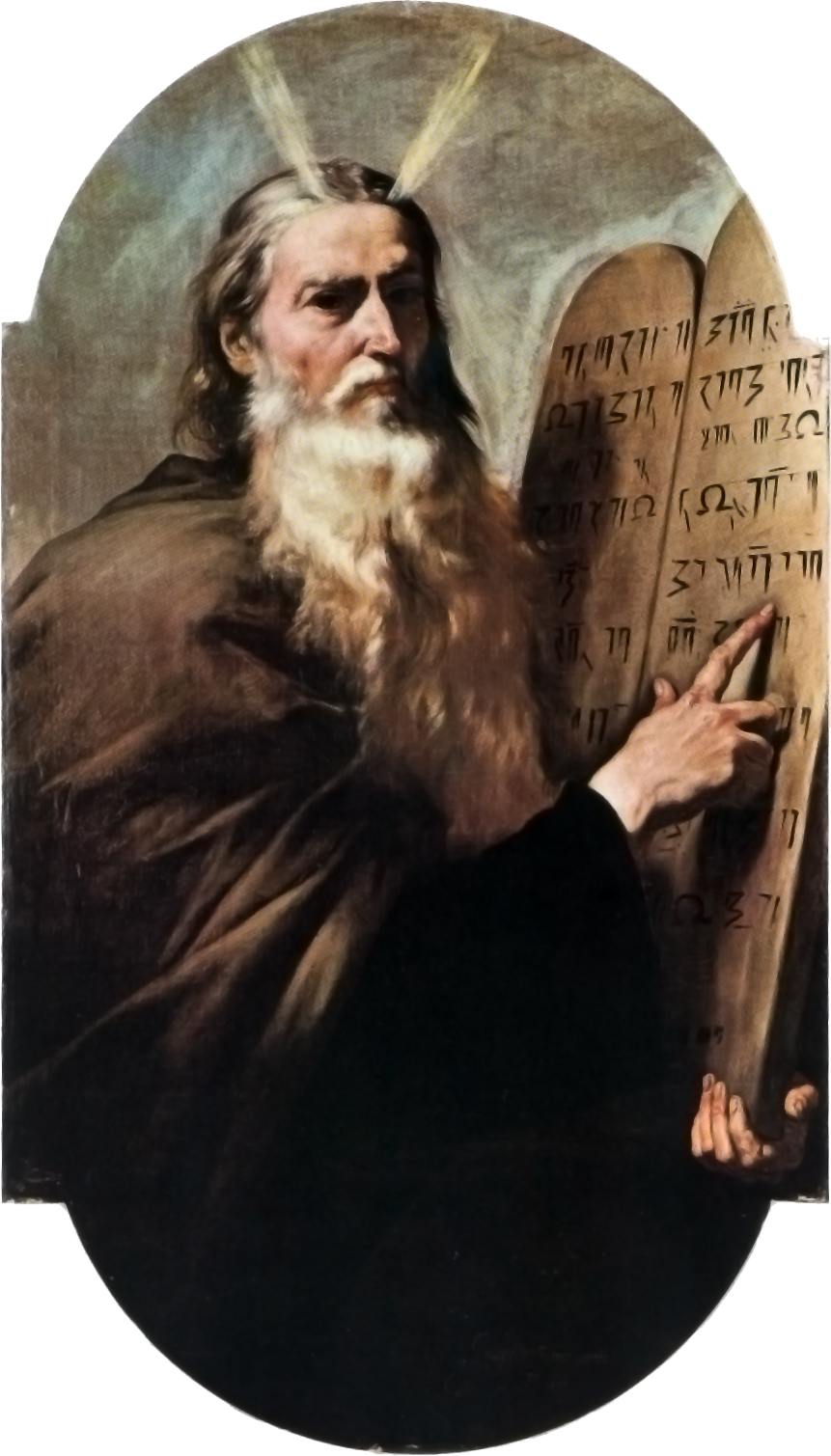
Moisés con rostro radiante (pintura de 1638 de José de Ribera)

### Sexta lectura: Éxodo 34:10-26
En la sexta lectura, Dios respondió haciendo un pacto para obrar maravillas sin precedentes y expulsar a los pueblos de la Tierra Prometida. Dios advirtió a Moisés que no hiciera un pacto con ellos, no fuera que se convirtieran en una trampa e indujeran a los hijos de los israelitas a codiciar a sus dioses.  Dios ordenó a los israelitas que no hicieran dioses fundidos, que consagraran o redimieran a todos los primogénitos, que observaran el sábado, que observaran las Tres Fiestas de Peregrinación, que no ofrecieran sacrificios con nada leudado, que no dejaran el cordero pascual Cordero de sacrificio hasta la mañana, que traigan primicias selectas a la casa del Señor y que no hiervan un cabrito en la leche de su madre. La sexta lectura y la novena parte abierta terminan aquí.

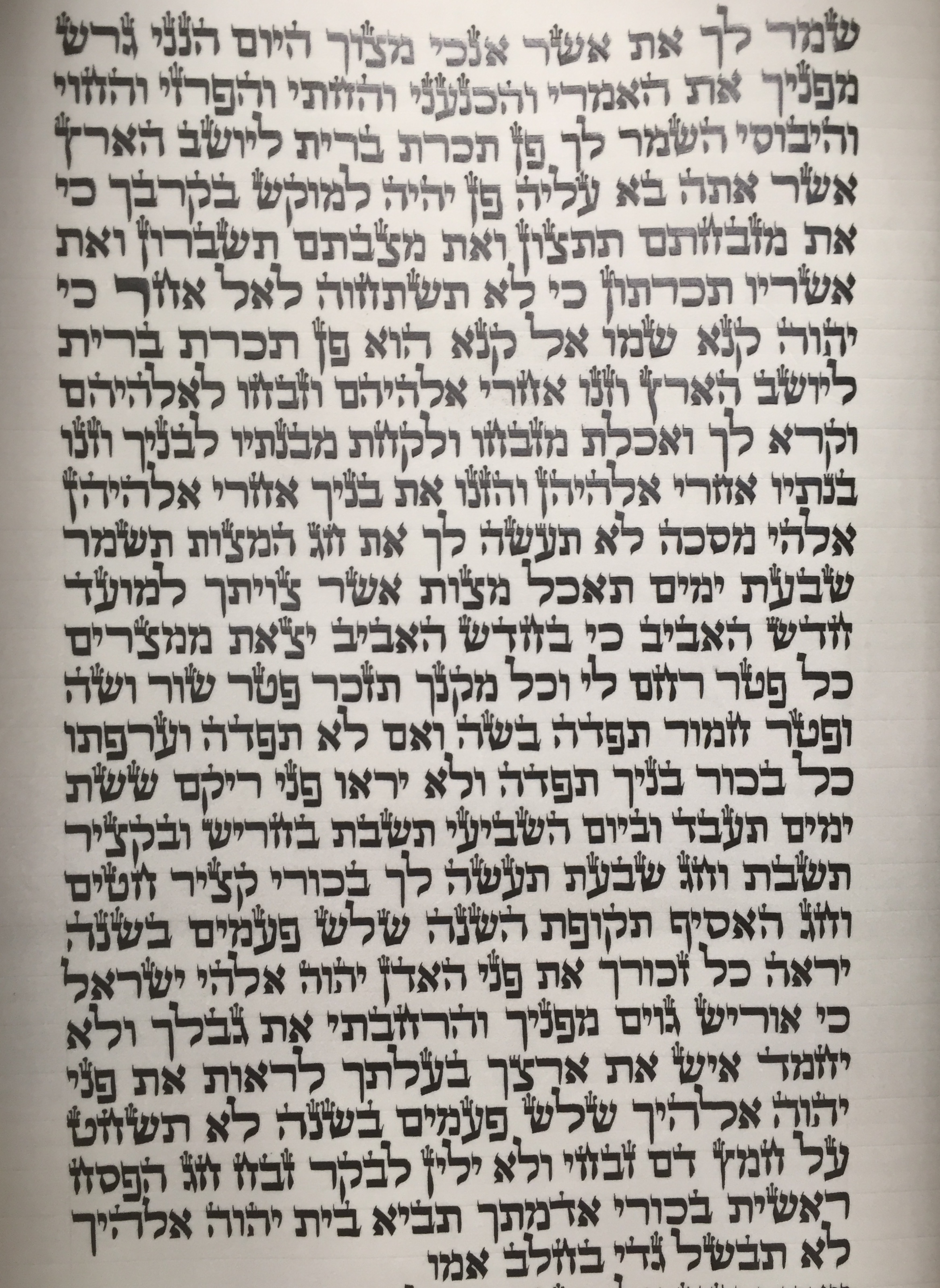
La en la palabra del versículo 34:14 está ampliada.

### Séptima lectura: Éxodo 34:27-35

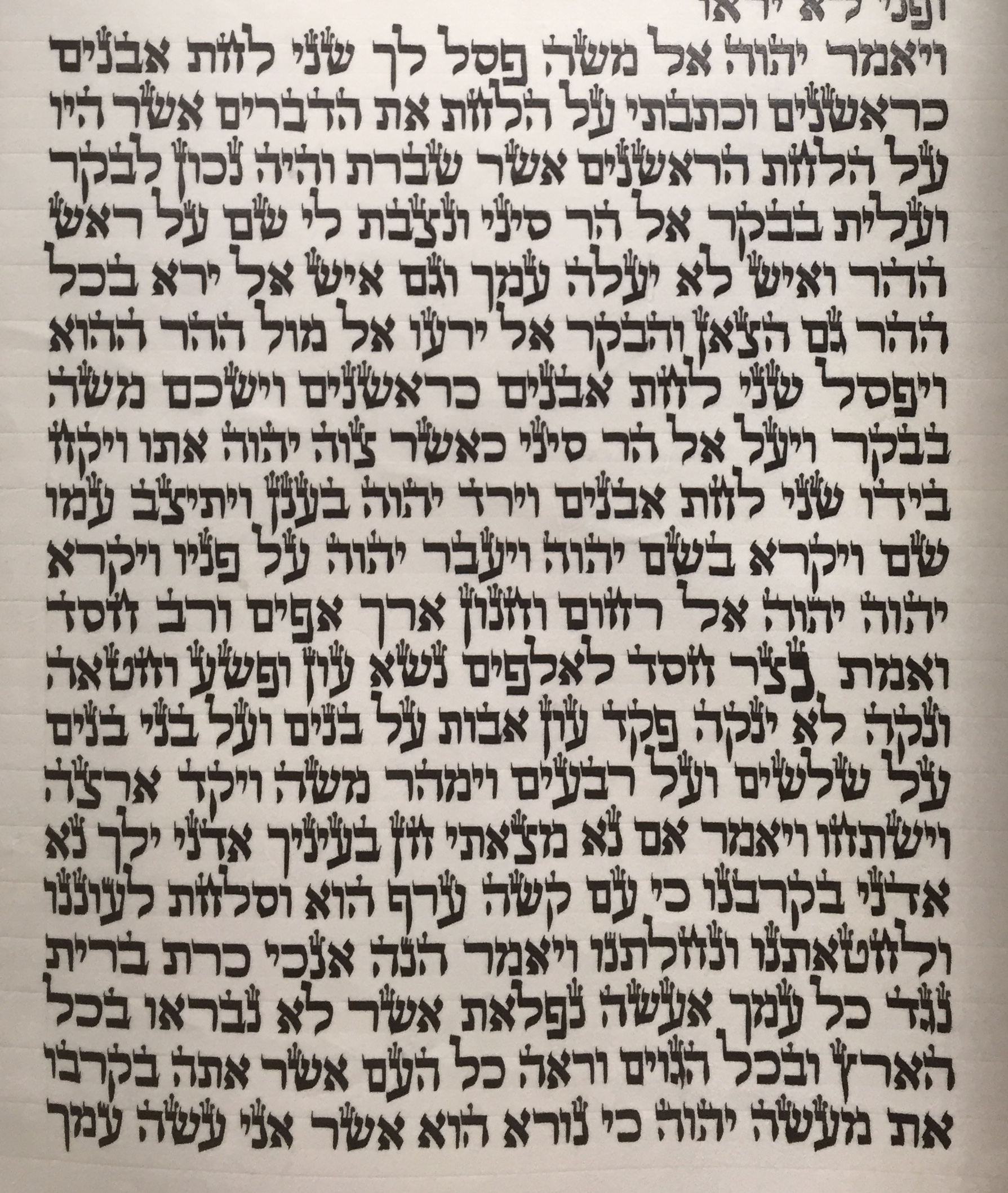
En un rollo, la en las palabras está ampliada.

En la séptima lectura, Moisés permaneció con Dios 40 días y 40 noches, no comió pan, no bebió agua y escribió en las tablas los términos del pacto. Cuando Moisés bajó de la montaña con las dos tablas, la piel de su rostro estaba radiante y los israelitas se alejaron de él.  Moisés los llamó y les instruyó sobre todo lo que Dios había ordenado.
En la lectura maftir (מפטיר) de Éxodo 34:33-35 que concluye la parashá, cuando Moisés terminó de hablar, se puso un velo sobre su rostro. Cuando Moisés hablaba con Dios, se quitaba el velo. Y cuando salía, les decía a los israelitas lo que Dios había ordenado, y luego se volvía a poner el velo sobre su rostro. La parashá y la última parte cerrada terminan aquí con el final del capítulo 34.

### Lecturas según el ciclo trienal
Los judíos que leen la Torá según el ciclo trienal de lectura de la Torá leen la parashá según el siguiente calendario:

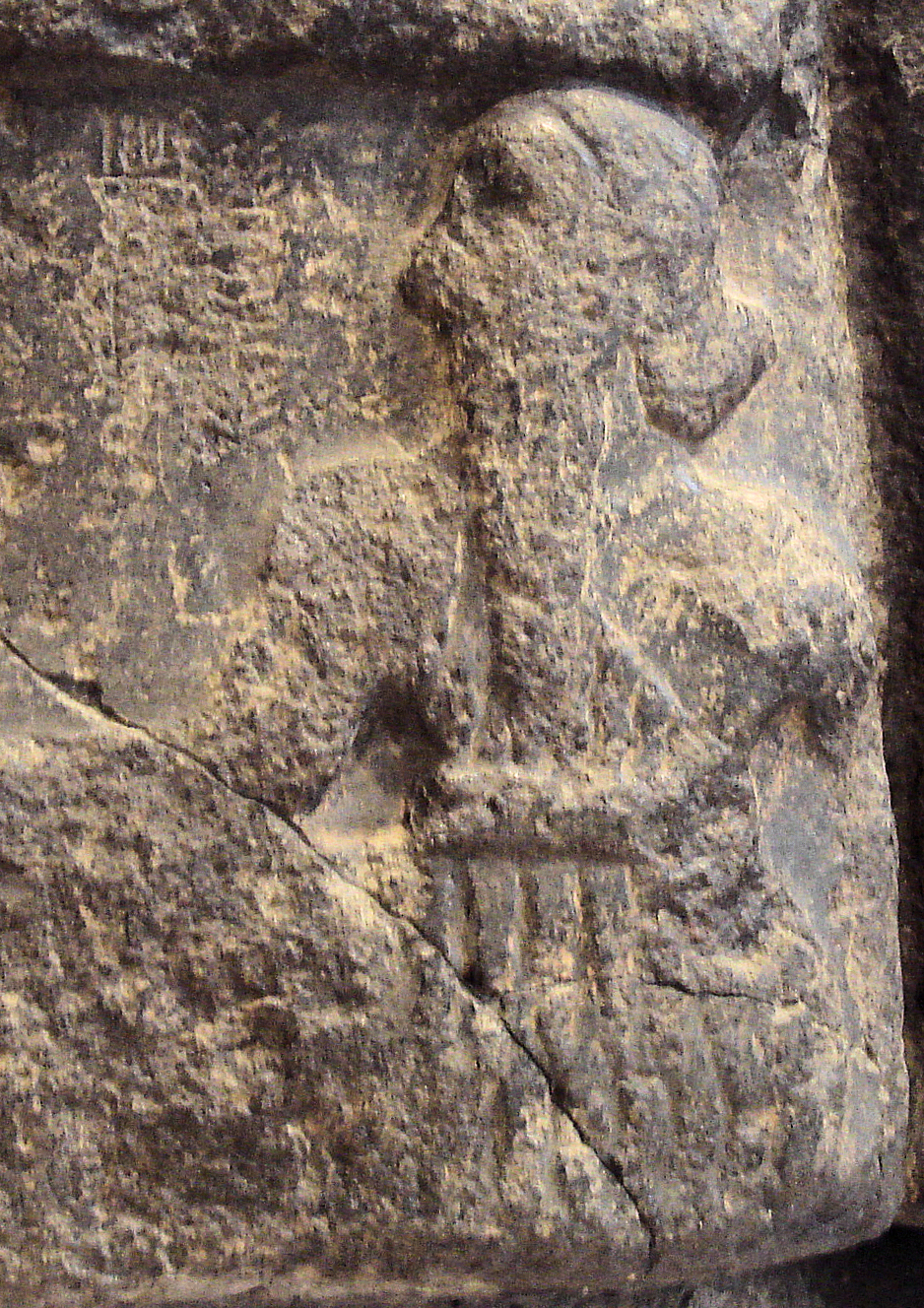
Sargon

|          | Año 1                  | Año 2                  | Año 3                  |
|          | 2023, 2026, 2029 . . . | 2024, 2027, 2030 . . . | 2025, 2028, 2031 . . . |
| Lecturas | 30:11–31:17            | 31:18–33:11            | 33:12–34:35            |
| -------- | ---------------------- | ---------------------- | ---------------------- |
| 1        | 30:11–13               | 31:18–32:6             | 33:12–16               |
| 2        | 30:14–16               | 32:7–11                | 33:17–23               |
| 3        | 30:17–21               | 32:12–14               | 34:1–9                 |
| 4        | 30:22–33               | 32:15–24               | 34:10–17               |
| 5        | 30:34–38               | 32:25–29               | 34:18–21               |
| 6        | 31:1–11                | 32:30–33:6             | 34:22–26               |
| 7        | 31:12–17               | 33:7–11                | 34:27–35               |
| Maftir   | 31:15–17               | 33:9–11                | 34:33–35               |

## En paralelos antiguos
La parashá tiene paralelos en estas fuentes antiguas:

### Éxodo, capítulo 31
Observando que Sargón de Akkad fue el primero en utilizar una semana de siete días, Gregory Aldrete especuló que los israelitas podrían haber adoptado la idea del Imperio acadio.

### Éxodo, capítulo 33
Éxodo 3:8 y 17, 13:5 y 33:3, Levítico 20:24, Números 13:27 y 14:8, y el Deuteronomio 6:3, 11:9, 26:9 y 15, 27:3, y 31:20 describen la Tierra de Israel como una tierra que mana «leche y miel». De manera similar, el cuento egipcio medio (principios del segundo milenio a. C.) de Sinuhe Palestina describía la Tierra de Israel o, como la llamaba el cuento egipcio, la tierra de Yaa: «Era una buena tierra llamada Yaa. Había higos y uvas. Tenía más vino que agua. Abundante era su miel, abundante su aceite. Todo tipo de frutas estaban en sus árboles. Había cebada y trigo, y un sinfín de ganado de todo tipo. »

## En la interpretación bíblica interna
La parashá tiene paralelismos o se discute en estas fuentes bíblicas:

### Éxodo, capítulos 25-39
Este es el patrón de instrucción y construcción del Tabernáculo y sus muebles:
| Item                     | Instrucción | Instrucción    | Construccción | Construccción     |
| Item                     | Orden       | Versículos     | Orden         | Versículos        |
| ------------------------ | ----------- | -------------- | ------------- | ----------------- |
| Contribuciones           | 1           | Éxodo 25:1–9   | 2             | Éxodo 35:4–29     |
| Arca                     | 2           | Éxodo 25:10–22 | 5             | Éxodo 37:1–9      |
| Mesa                     | 3           | Éxodo 25:23–30 | 6             | Éxodo 37:10–16    |
| Menorah                  | 4           | Éxodo 25:31–40 | 7             | Éxodo 37:17–24    |
| Tabernáculo              | 5           | Éxodo 26:1–37  | 4             | Éxodo 36:8–38     |
| Altar del sacrificio     | 6           | Éxodo 27:1–8   | 11            | Éxodo 38:1–7      |
| Tribunal del Tabernáculo | 7           | Éxodo 27:9–19  | 13            | Éxodo 38:9–20     |
| Lamp                     | 8           | Éxodo 27:20–21 | 16            | Números 8:1–4     |
| Priestly Garments        | 9           | Éxodo 28:1–43  | 14            | Éxodo 39:1–31     |
| Ordination Ritual        | 10          | Éxodo 29:1–46  | 15            | Levítico 8:1–9:24 |
| Altar del Incienso       | 11          | Éxodo 30:1–10  | 8             | Éxodo 37:25–28    |
| Lavabo                   | 12          | Éxodo 30:17–21 | 12            | Éxodo 38:8        |
| Aceite de unción         | 13          | Éxodo 30:22–33 | 9             | Éxodo 37:29       |
| Incienso                 | 14          | Éxodo 30:34–38 | 10            | Éxodo 37:29       |
| Craftspeople             | 15          | Éxodo 31:1–11  | 3             | Éxodo 35:30–36:7  |
| The Sabbath              | 16          | Éxodo 31:12–17 | 1             | Éxodo 35:1–3      |

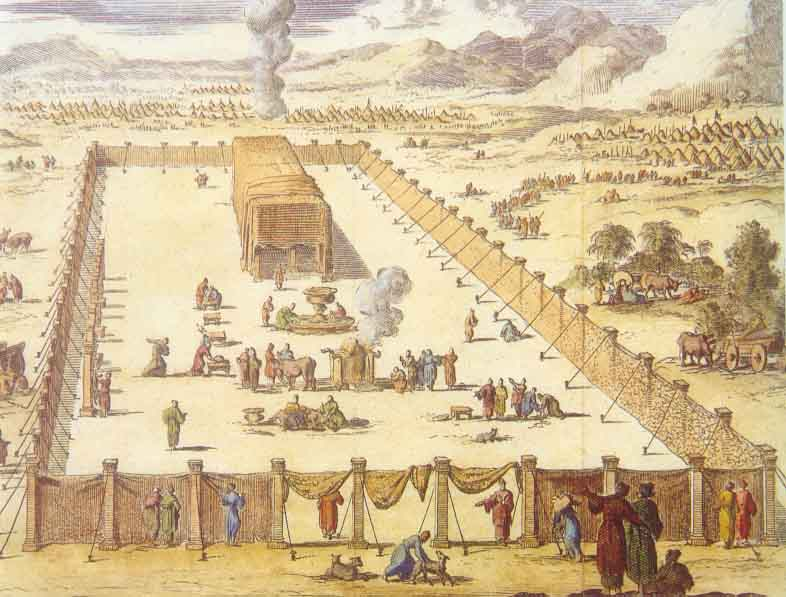
El Tabernáculo

La historia sacerdotal del Tabernáculo en Éxodo 30-31 se hace eco de la historia sacerdotal de la creación en Génesis 1:1–2:3. A medida que la historia de la creación se desarrolla en siete días, las instrucciones sobre el Tabernáculo se desarrollan en siete discursos. Tanto en el relato de la creación como en el del Tabernáculo, el texto señala la finalización de la tarea. Tanto en la creación como en el Tabernáculo, se ve que la obra realizada es buena.  Tanto en la creación como en el Tabernáculo, cuando el trabajo está terminado, Dios toma una acción en reconocimiento. Tanto en la creación como en el Tabernáculo, cuando se termina la obra, se invoca una bendición.  Y tanto en la creación como en el Tabernáculo, Dios declara algo «santo».
Martin Buber y otros señalaron que el lenguaje utilizado para describir la construcción del Tabernáculo es paralelo al utilizado en la historia de la creación.  Jeffrey Tigay señaló que el candelabro tenía siete velas, Aarón vestía siete vestiduras sacras, El relato de la construcción del Tabernáculo alude al relato de la creación, y el Tabernáculo se completó el día de Año Nuevo.  Y Carol Meyers señaló que Éxodo 25:1-9 y 35:4-29 enumeran siete tipos de sustancias (metales, hilo, pieles, madera, aceite, especias y piedras preciosas) que representan la totalidad de los suministros.

### Éxodo, capítulo 31
2 Crónicas 1:5-6 informa de que el altar de bronce, que según Éxodo 38:1-2 hizo Bezalel, todavía estaba delante del Tabernáculo en tiempos de Salomón, y Salomón sacrificó mil holocaustos en él.

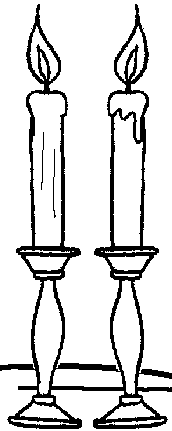
Velas del sábado

#### El sábado
Éxodo 31:12-17 se refiere al sábado. Los comentaristas señalan que la Biblia en hebreo repite el mandamiento de observar el sábado 12 veces.
Génesis 2:1-3 relata que en el séptimo día de la Creación, Dios terminó su obra, descansó y bendijo y santificó el séptimo día.
El sábado es uno de los Diez Mandamientos. Éxodo 20:8-11 ordena que uno recuerde el día de reposo, lo santifique y no haga ningún tipo de trabajo ni haga trabajar a nadie bajo su control, porque en seis días Dios hizo el cielo y la tierra y descansó en el séptimo día, bendijo el sábado y lo santificó. Deuteronomio 5:12-15 ordena que se observe el día de reposo, que se santifique y que no se haga ningún tipo de trabajo ni se haga trabajar a nadie bajo el control de uno, para que los subordinados también puedan descansar, y recuerda que los israelitas eran siervos en la tierra de Egipto, y Dios los sacó con mano poderosa y brazo extendido.
En el incidente del maná (מָן, «hombre») en Éxodo 16:22-30, Moisés dijo a los israelitas que el sábado es un día solemne de descanso; antes del sábado se debe cocinar lo que se cocinará y guardar comida para el sábado. Y Dios le dijo a Moisés que no dejara salir a nadie de su lugar el séptimo día.
En Éxodo 31:12-17, justo antes de entregarle a Moisés las segundas tablas, Dios ordenó que los israelitas guardaran y observaran el sábado a lo largo de sus generaciones, como una señal entre Dios y los hijos de Israel para siempre, porque en seis días Dios hizo el cielo y la tierra, y en el séptimo día Dios descansó.
En Éxodo 35:1-3, justo antes de dar las instrucciones para el Tabernáculo, Moisés volvió a decir a los israelitas que nadie debía trabajar en sábado, especificando que no se debía encender fuego en sábado.
En Levítico 23:1-3, Dios le dijo a Moisés que repitiera el mandamiento del sábado al pueblo, llamando al sábado una santa convocación.
El profeta Isaías enseñó en Isaías 1:12-13 que la iniquidad es incompatible con el sábado. En Isaías 58:13-14, el profeta enseñó que si la gente deja de dedicarse a los negocios o de hablar de ellos en sábado y llama al sábado un deleite, entonces Dios los hará cabalgar sobre las alturas de la tierra y los alimentará con la herencia de Jacob. Y en Isaías 66:23, el profeta enseñó que en tiempos venideros, de un sábado a otro, todas las personas vendrán a adorar a Dios.
El profeta Jeremías enseñó en Jeremías 17:19-27 que el destino de Jerusalén dependía de si la gente se abstenía de trabajar en sábado, absteniéndose de llevar cargas fuera de sus casas y a través de las puertas de la ciudad.
El profeta Ezequiel relató en Ezequiel 20:10-22 cómo Dios dio a los israelitas los sábados de Dios, para que fueran una señal entre Dios y ellos, pero los israelitas se rebelaron contra Dios profanando los sábados, provocando que Dios derramara su furia sobre ellos, pero Dios detuvo su mano.
En Nehemías 13:15-22, Nehemías contó cómo vio a algunos pisando lagares en sábado y a otros trayendo todo tipo de cargas a Jerusalén en sábado, así que cuando empezó a oscurecer antes del sábado, ordenó que se cerraran las puertas de la ciudad y no se abrieran hasta después del sábado, y ordenó a los levitas que mantuvieran las puertas para santificar el sábado.

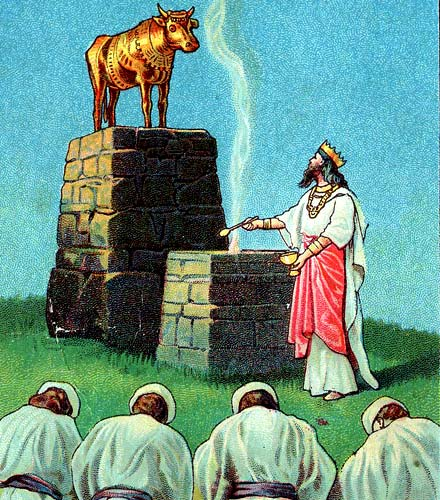
La idolatría de Jeroboam (ilustración de una tarjeta bíblica publicada en 1904 por Providence Lithograph Company)

### Éxodo, capítulo 32
El informe de Éxodo 32:1 de que «el pueblo se reunió» (וַיִּקָּהֵל הָעָם, «vayikahel ha'am») se repite en Éxodo 35:1, que comienza: «Y Moisés reunió» (וַיַּקְהֵל מֹשֶׁה, vayakhel Mosheh).
En 1 Reyes 12:25-33 se relata una historia paralela de becerros de oro. El rey Jeroboam del norte del Reino de Israel hizo dos becerros de oro con el deseo de evitar que el reino volviera a la lealtad a la casa de David y al sur del Reino de Judá.  En Éxodo 32:4, el pueblo dijo del Becerro de Oro: «Este es tu dios, oh Israel, que te sacó de la tierra de Egipto». De manera similar, en 1 Reyes 12:28, Jeroboam le dijo al pueblo de sus becerros de oro: «Ya has subido lo suficiente a Jerusalén; he aquí tus dioses, oh Israel, que te sacaron de la tierra de Egipto». Jeroboam colocó uno de los becerros en Betel, y el otro en Tel Dan, y el pueblo fue a adorar ante el becerro en Dan. Jeroboam hizo casas de lugares altos y nombró sacerdotes de entre personas que no eran levitas.  Ordenó una fiesta como Sucot el decimoquinto día del octavo mes (un mes después del verdadero Sucot), y subió al altar de Betel para sacrificar a los becerros de oro que había hecho, e instaló allí a sus sacerdotes. 
En Éxodo 32:13 y Deuteronomio 9:27, Moisés pidió a Dios que «recordara» el pacto de Dios con Abraham, Isaac y Jacob para librar a los israelitas de la ira de Dios tras el incidente del Becerro de Oro. Del mismo modo, Dios se acordó de Noé para librarlo del diluvio en Génesis 8:1; Dios prometió recordar el pacto de Dios de no volver a destruir la Tierra por un diluvio en Génesis 9:15-16; Dios se acordó de Abraham para librar a Lot de la destrucción de Sodoma y Gomorra en Génesis 19:29; Dios se acordó de Raquel para librarla de la esterilidad en Génesis 30:22; Dios se acordó del pacto de Dios con Abraham, Isaac y Jacob para liberar a los israelitas de la esclavitud egipcia en Éxodo 2:24 y 6:5-6; Dios prometió «acordarse» El pacto de Dios con Jacob, Isaac y Abraham para liberar a los israelitas y la Tierra de Israel en Levítico 26:42-45; los israelitas debían tocar sus trompetas para ser recordados y liberados de sus enemigos en Números 10:9; Sansón pidió a Dios que lo liberara de los filisteos en Jueces 16:28; Ana rezó para que Dios la recordara y la librara de la esterilidad en 1 Samuel 16:28; Ana oró para que Dios se acordara de ella y la librara de la esterilidad en 1 Samuel 1:11 y Dios recordó la oración de Ana para librarla de la esterilidad en 1 Samuel 1:19; Ezequías pidió a Dios que recordara la fidelidad de Ezequías para librarlo de la enfermedad en 2 Reyes 20:3 e Isaías 38:3; Jeremías pidió a Dios que recordara el pacto de Dios con los israelitas de no condenarlos en Jeremías 14:21; Jeremías pidió a Dios que lo recordara y pensara en él, y lo vengara de sus perseguidores en Jeremías 15:15; Dios promete recordar el pacto de Dios con los israelitas y establecer un pacto eterno en Ezequiel 16:60; Dios recuerda el clamor de los humildes en Sión para vengarlos en el Salmo 9:13 9:13; David pidió a Dios que recordara su compasión y misericordia en el Salmo 25:6; Asaf pidió a Dios que recordara a su congregación para librarla de sus enemigos en el Salmo 74:2; Dios recordó que los israelitas eran solo humanos en el Salmo 78:39; Etán el ezraíta pidió a Dios que recordara lo corta que fue la vida de Ethan en el Salmo 89:48; Dios recuerda que los humanos no son más que polvo en el Salmo 103:14; Dios recuerda el pacto de Dios con Abraham, Isaac y Jacob en el Salmo 105:8-10; Dios recuerda la palabra de Dios a Abraham de liberar a los israelitas a la Tierra de Israel en el Salmo 105: 42-44; el salmista pide a Dios que se acuerde de él para favorecer al pueblo de Dios, que piense en él en la salvación de Dios, para que pueda contemplar la prosperidad del pueblo de Dios en el Salmo 106:4-5; Dios se acordó de su pacto y se arrepintió según su misericordia para liberar a los israelitas tras su rebelión e iniquidad en el Salmo 106: 4-5; el salmista pide a Dios que recuerde la palabra de Dios a su siervo para darle esperanza en el Salmo 119:49; Dios se acordó de nosotros en nuestro estado de debilidad para librarnos de nuestros adversarios en el Salmo 136:23-24; Job pidió a Dios que se acordara de él para librarlo de la ira de Dios en el Libro de Job 14:13; Nehemías rezó a Dios para que recordara la promesa de Dios a Moisés de liberar a los israelitas del exilio en Nehemías 1:8; y Nehemías rezó a Dios para que lo recordara y lo liberara para siempre en Nehemías 13:14-31.

### Éxodo, capítulo 34
William Propp encontró variantes o citas de Éxodo 34:6-7 (los Atributos de Dios) en Éxodo 20:5-6; Números 14:18; Deuteronomio 5:9-10; Jeremías 30:11; 32:18-19; 46:28; 49:12; Joel 2:13, Jonás 4:2; Miqueas 7:18-20; Nahúm 1:2; Salmos 103; 145:8; Lamentaciones 3:32; Daniel 9:4; y Nehemías 9:17, como si todos conocieran las palabras.
James Limburg preguntó si el Libro de Jonás podría ser un midrash sobre un texto como Éxodo 34:6.
Benjamin Sommer leyó Éxodo 34:6-7 y Números 14:18-20 para enseñar que Dios castiga a los hijos por los pecados de sus padres como señal de misericordia hacia los padres: cuando los padres pecadores se arrepienten, Dios aplaza su castigo a sus descendientes. Sommer argumentó que otros escritores bíblicos, que se dedicaban a la interpretación intra-bíblica, rechazaban esa noción en Deuteronomio 7:9-10, Jonás 4:2 y Salmo 103:8-10. Sommer argumentó que el Salmo 103:8-10, por ejemplo, citaba Éxodo 34:6-7, que ya era un texto autorizado y sagrado, pero revisaba la parte moralmente preocupante: Mientras que Éxodo 34:7 enseñaba que Dios castiga el pecado durante generaciones, el Salmo 103:9-10 sostenía que Dios no contiende para siempre. Sommer argumentó que Deuteronomio 7:9-10 y Jonás 4:2 citaban de manera similar Éxodo 34:6-7 con una revisión. Sommer afirmó que Deuteronomio 7:9-10, Jonás 4:2 y Salmo 103:8-10 no intentan decirnos cómo leer Éxodo 34:6-7; es decir, no argumentan que Éxodo 34:6-7 signifique de alguna manera algo distinto de lo que parece decir. Más bien, repiten Éxodo 34:6-7, aunque también están en desacuerdo con parte de él. 

#### Pascua judía
Éxodo 34:18 se refiere a la fiesta de la Pascua judía, llamándola «la fiesta de los panes sin levadura». En el Biblia en hebreo, la Pascua judía se llama:
- «Pascua» (פֶּסַח, «Pesaj»);[92]
- «La fiesta de los panes sin levadura» (חַג הַמַּצּוֹת, Chag haMatzot);[93] y
- «Una santa convocación» o «una asamblea solemne» (מִקְרָא-קֹדֶשׁ, «mikrah kodesh»).[94]

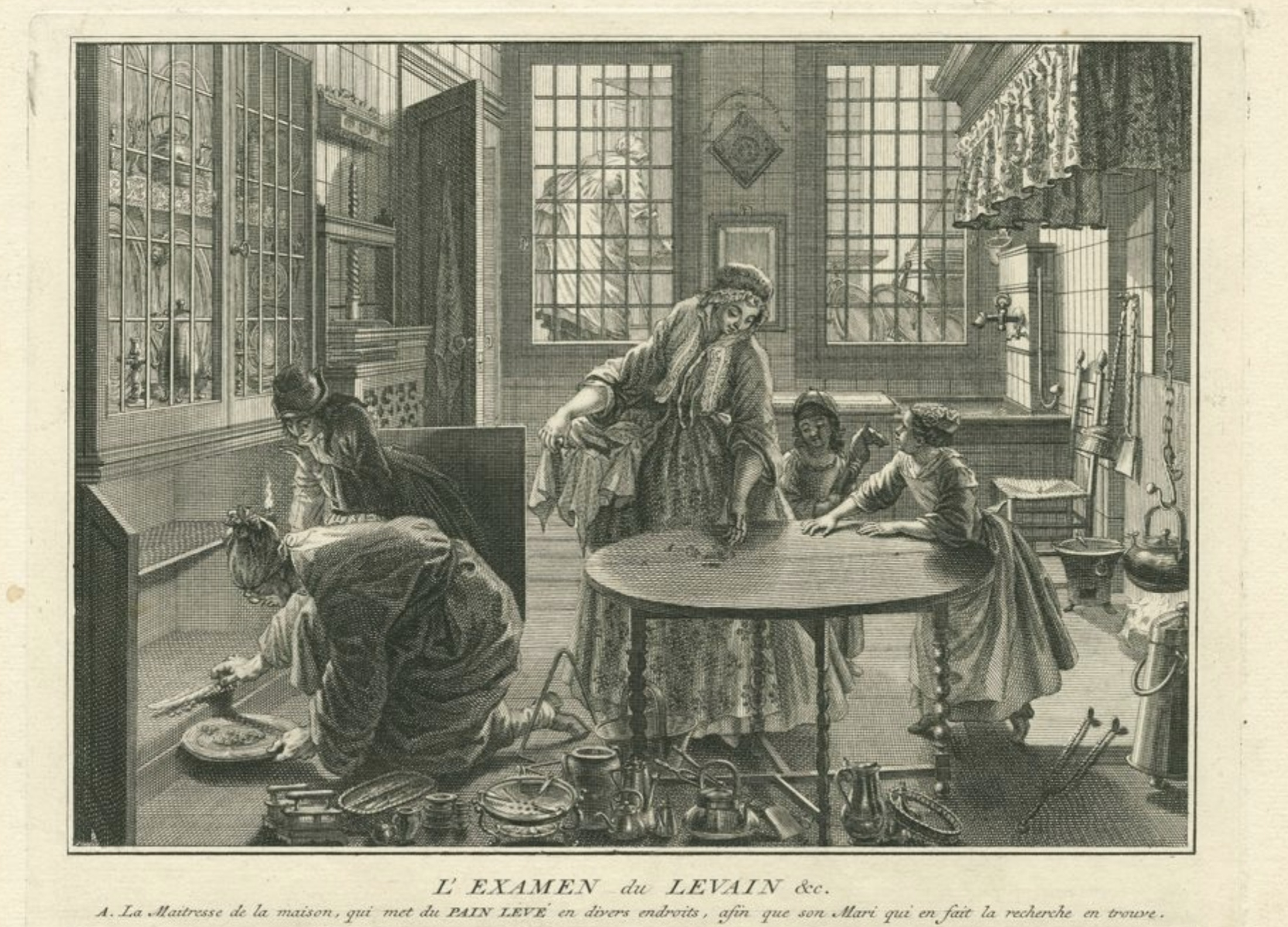
La búsqueda de la levadura (ilustración de Bernard Picart circa 1733-1739))

Algunos explican la doble nomenclatura de «Pascua» y «Fiesta de los Panes sin Levadura» como una referencia a dos fiestas separadas que los israelitas combinaron en algún momento entre el Éxodo y cuando se estableció el texto bíblico. Éxodo 34:18-20 y Deuteronomio 15:19-16:8 indican que la dedicación del primogénito también se asoció con la fiesta.
Algunos creen que la «Fiesta de los Panes sin Levadura» era una fiesta agrícola en la que los israelitas celebraban el comienzo de la cosecha de cereales. Es posible que Moisés tuviera en mente esta fiesta cuando, en Éxodo 5:1 y 10:9, pidió al faraón que dejara ir a los israelitas a celebrar una fiesta en el desierto. (ref. Gunther Plaut, Torah: A Modern Commentary, página 464).
Por otro lado, la «Pascua» se asociaba con el sacrificio de un cordero en acción de gracias, también llamado «el cordero pascual» u «ofrenda pascual».

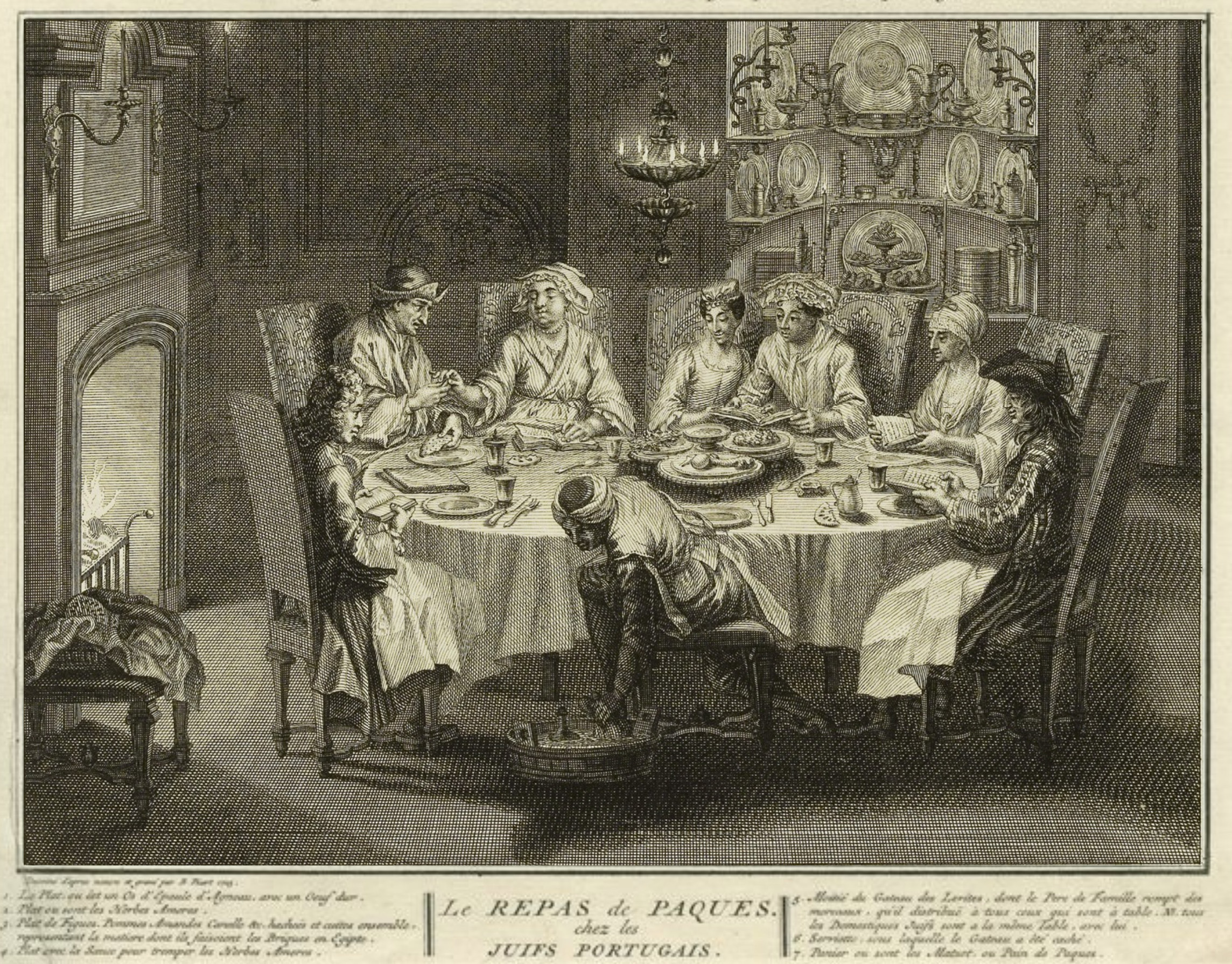
El Séder de Pascua de los judíos portugueses (ilustración de Bernard Picart, circa 1733-1739)

Éxodo 12:5-6, Levítico 23:5, y Números 9:3 y 5, y 28:16 ordenan que la «Pascua» tenga lugar en la tarde del catorce de Aviv (Nisán en el calendario hebreo después del cautiverio babilónico). Josué 5:10, Ezequiel 45:21, Esdras 6:19 y 2 Crónicas 35:1 confirman esta práctica. Éxodo 12:18-19, 23:15 y 34:18, Levítico 23:6 y Ezequiel 45:21 ordenan que la «Fiesta de los Panes sin Levadura» se celebre durante siete días y Levítico 23:6 y Ezequiel 45:21 ordenan que comience el quince del mes. Algunos creen que la proximidad de las fechas de las dos fiestas judías llevó a su confusión y fusión.
Éxodo 12:23 y 27 vinculan la palabra «Pascua» (Pesaj, פֶּסַח) con el acto de Dios de «pasar por alto» (pasaj, פָסַח) las casas de los israelitas en la plaga de los primogénitos. En la Torá, la Pascua y la Fiesta de los Panes sin Levadura consolidadas conmemoran así la liberación de los israelitas de Egipto.
La Biblia en hebreo señala con frecuencia la observancia de la Pascua por parte de los israelitas en momentos decisivos de su historia. Números 9:1-5 relata la instrucción de Dios a los israelitas de celebrar la Pascua en el desierto del Monte Sinaí en el aniversario de su liberación de Egipto. Josué 5:10-11 relata que, al entrar en la Tierra Prometida, los israelitas celebraron la Pascua en las llanuras de Jericó y al día siguiente comieron tortas sin levadura y maíz tostado, productos de la tierra. 2 Reyes 23:21-23 relata que el rey Josías ordenó a los israelitas que celebraran la Pascua en Jerusalén como parte de las reformas de Josías, pero también señala que los israelitas no habían celebrado tal Pascua desde los días de los jueces bíblicos ni en todos los días de los reyes de Israel o los reyes de Judá, poniendo en duda la observancia incluso de los reyes David y Salomón. Sin embargo, 2 Crónicas 8:12-13, más reverente, relata que Salomón ofrecía sacrificios en las fiestas, incluida la Fiesta de los Panes sin Levadura. Y 2 Crónicas 30:1-27 relata la observancia del rey Ezequías de una segunda Pascua de nuevo, ya que no había suficientes sacerdotes ni personas preparadas para hacerlo antes. Y Esdras 6:19-22 relata que los israelitas que regresaron del cautiverio babilónico celebraron la Pascua, comieron el cordero de Pascua y celebraron la Fiesta de los Panes sin Levadura durante siete días con alegría.

#### Shavuot
Éxodo 34:22 se refiere a la Fiesta de Shavuot. En la Biblia hebrea, Shavuot se llama:
- La Fiesta de las Semanas (חַג שָׁבֻעֹת, Chag Shavuot);[99]
- El Día de las Primicias (יוֹם הַבִּכּוּרִים, Yom haBikurim);[100]
- La Fiesta de la Cosecha (חַג הַקָּצִיר, Chag haKatzir);[101] y
- Una santa convocación (מִקְרָא-קֹדֶשׁ, mikrah kodesh).[102]

Éxodo 34:22 asocia Shavuot con las primicias (בִּכּוּרֵי, bikurei) de la cosecha de trigo.  A su vez, Deuteronomio 26:1-11 establece la ceremonia para la ofrenda de las primicias.
Para llegar a la fecha correcta, Levítico 23:15 instruye contar siete semanas desde el día después del día de descanso de la Pascua, el día que trajeron la gavilla de cebada para agitar. Del mismo modo, Deuteronomio 16:9 ordena contar siete semanas desde que pusieron por primera vez la hoz en la cebada en pie.
Levítico 23:16-19 establece un curso de ofrendas para el quincuagésimo día, que incluye una ofrenda de comida de dos panes hechos de harina fina de las primicias de la cosecha; holocaustos de siete corderos, un buey y dos carneros; una ofrenda por el pecado de una cabra; y una ofrenda de paz de dos corderos. De manera similar, Números 28:26-30 establece un curso de ofrendas que incluye una ofrenda de comida; holocaustos de dos bueyes, un carnero y siete corderos; y una cabra para hacer expiación. Deuteronomio 16:10 ordena una ofrenda voluntaria en relación con la bendición de Dios.
Levítico 23:21 y Números 28:26 ordenan una santa convocación en la que los israelitas no debían trabajar.
2 Crónicas 8:13 informa que Salomón ofreció holocaustos en la Fiesta de las Semanas.

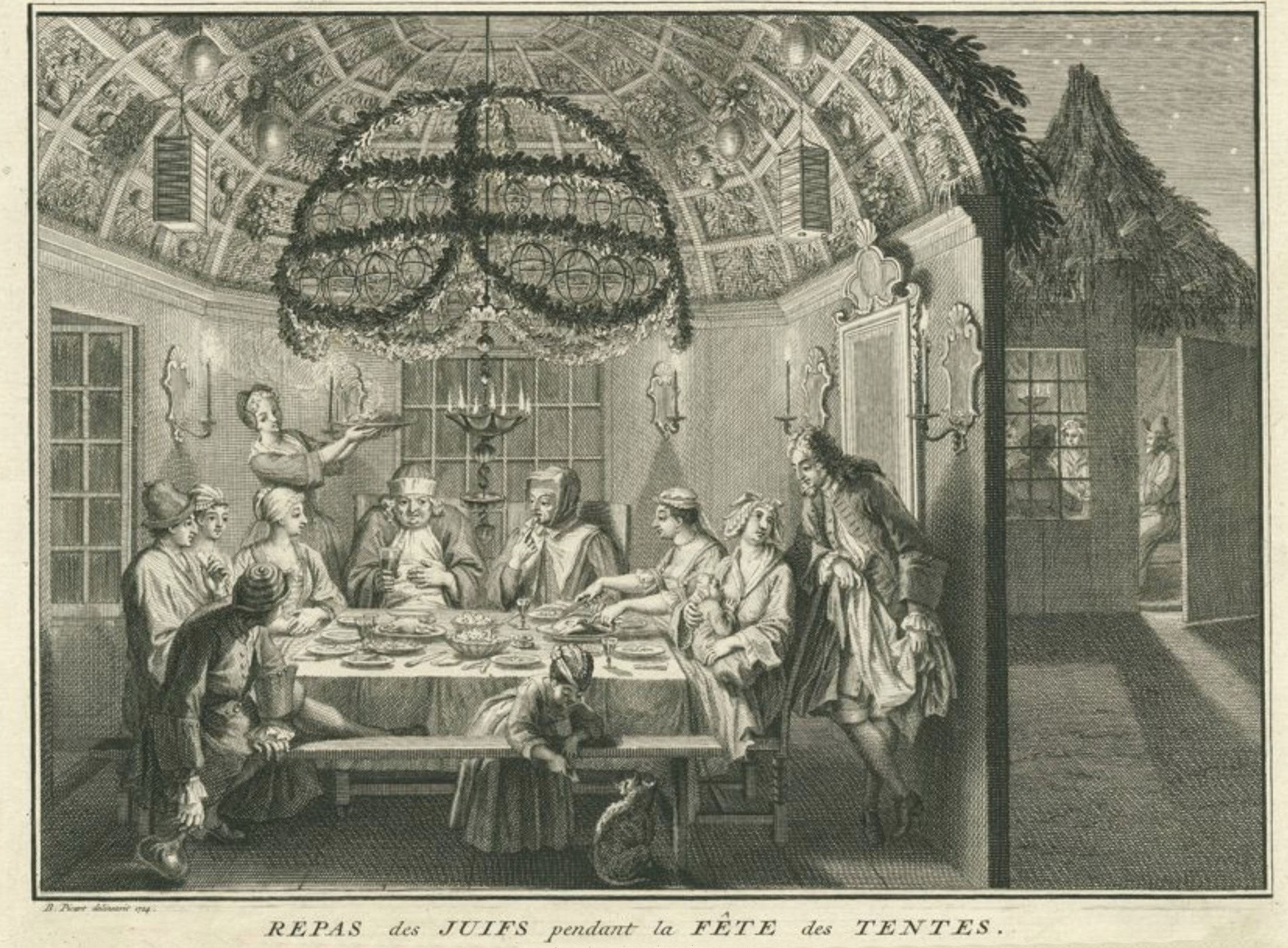
Fiesta familiar en una Sukkah con dosel de follaje y lámpara de araña (grabado de Bernard Picart, 1724)

#### Sucot
Y Éxodo 34:22 se refiere a la Fiesta de Sucot, llamándola «la Fiesta de la Recolección». En la Biblia en hebreo, Sucot se llama:
- «La fiesta de los tabernáculos (o cabañas)»;[104]
- «La fiesta de la cosecha»;[105]
- «La fiesta» o «el festival»;[106]
- «La fiesta del Señor»;[107]
- «La fiesta del séptimo mes»;[108] y
- «Una santa convocación» o «una ocasión sagrada».[109]

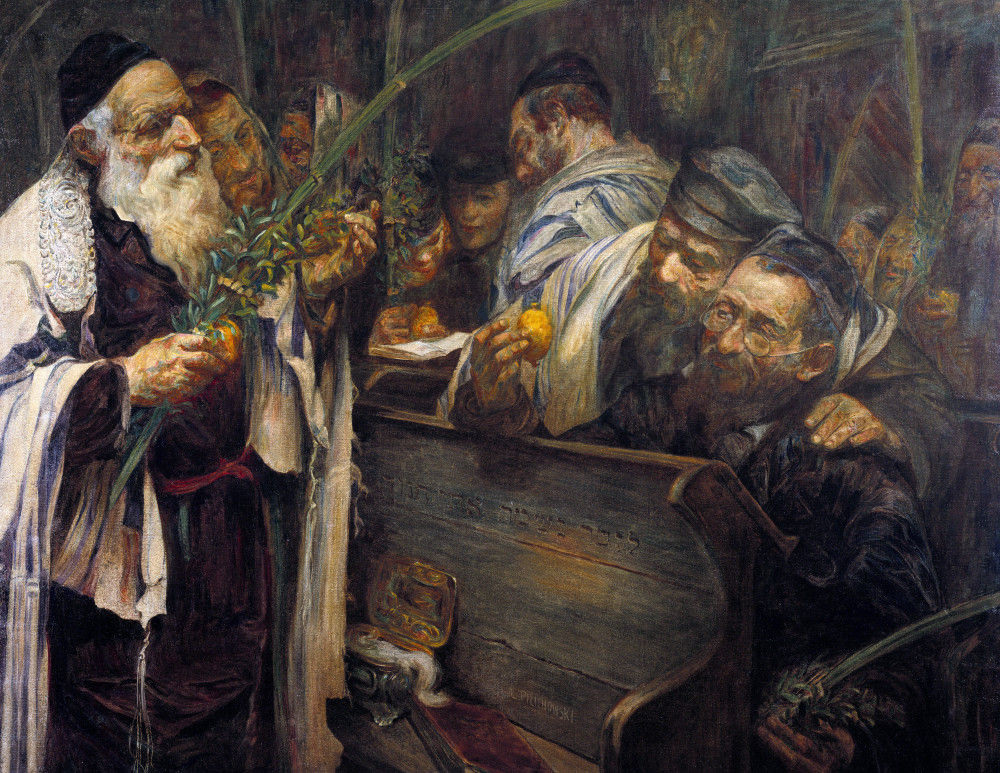
Celebrando Sucot con las Cuatro Especies (pintura de Leopold Pilichowski, circa 1894-1895)

El origen agrícola de Sucot es evidente por el nombre «Fiesta de la Cosecha», por las ceremonias que la acompañan y por la temporada y ocasión de su celebración: «Al final del año, cuando hayas recogido tus labores del campo»; «después de haber recogido de tu era y de tu lagar».  Era una acción de gracias por la cosecha de frutas. Y en lo que puede explicar el nombre de la fiesta, Isaías informa de que los vendimiadores mantenían puestos en sus viñedos.  Al celebrarse al finalizar la cosecha, Sucot se consideraba una acción de gracias general por la generosidad de la naturaleza en el año transcurrido.
Sucot se convirtió en una de las fiestas más importantes del judaísmo, como indica su designación como «la Fiesta del Señor» o simplemente «la Fiesta». Quizás debido a su gran asistencia, Sucot se convirtió en el momento apropiado para importantes ceremonias estatales. Moisés ordenó a los hijos de Israel que se reunieran para leer la Ley durante Sucot cada siete años. El rey Salomón dedicó el Templo de Jerusalén en Sucot.  Y Sucot fue la primera ocasión sagrada observada después de la reanudación de los sacrificios en Jerusalén tras el cautiverio babilónico.

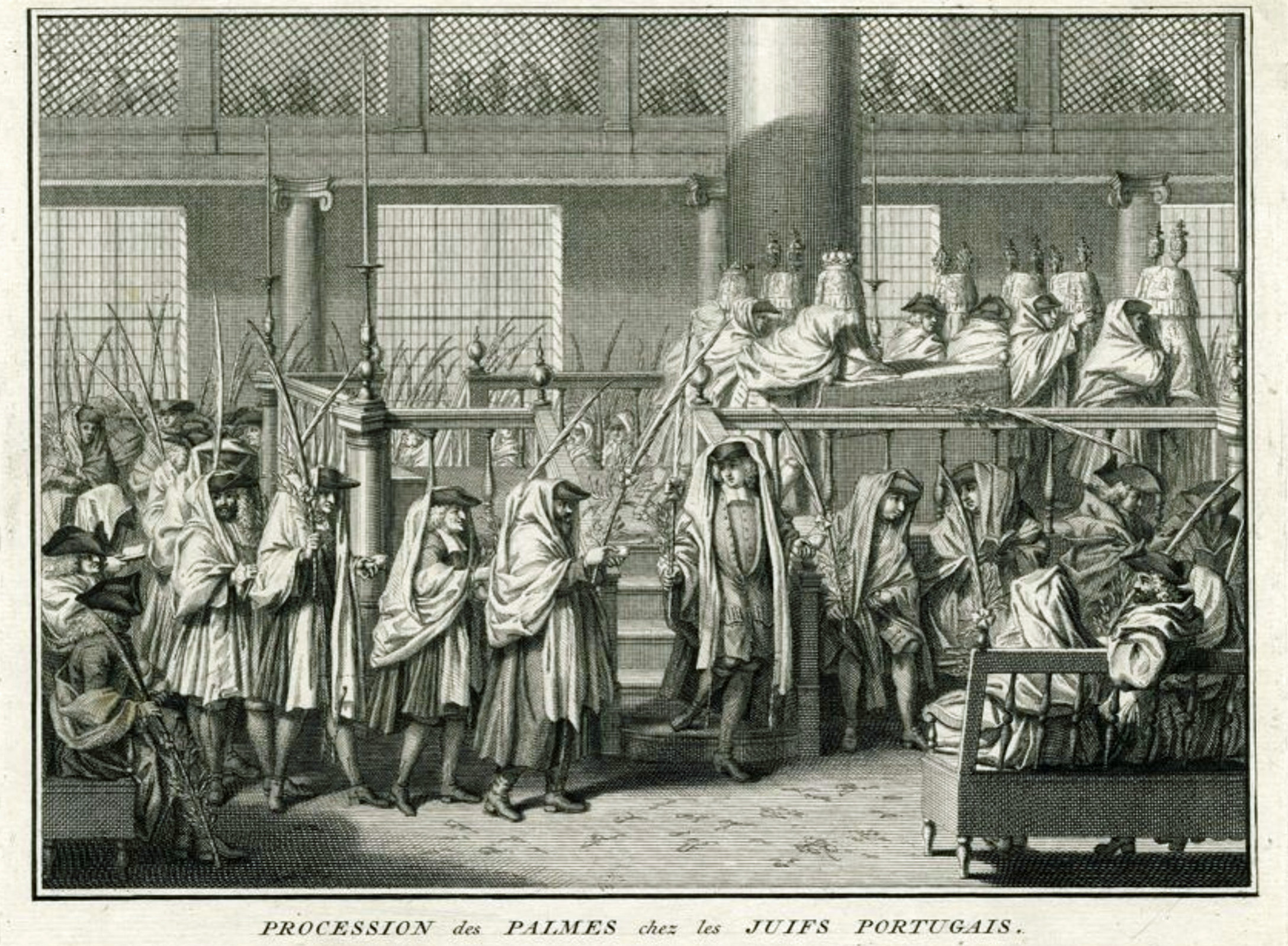
Judíos sefardíes observan Hoshaná Rabá (grabado de Bernard Picart, circa 1723-1743)

En la época de Nehemías, después del cautiverio babilónico, los israelitas celebraban el Sucot construyendo y habitando en cabañas, una práctica de la que Nehemías informa: «los israelitas no lo habían hecho desde los días de Josué». En una práctica relacionada con la de las Cuatro especies, Nehemías también relata que los israelitas encontraron en la Ley el mandamiento de «salir a las montañas y traer ramas frondosas de olivos, pinos, mirto, palmera y [otros] árboles frondosos para hacer cabañas». En Levítico 23:40, Dios le dijo a Moisés que ordenara al pueblo: «El primer día tomaréis del fruto de los árboles hadar, ramas de palmeras, ramas de árboles frondosos y sauces del arroyo», y «Viviréis en cabañas siete días; todos los ciudadanos de Israel vivirán en cabañas, para que las generaciones futuras sepan que hice que el pueblo israelita viviera en cabañas cuando los saqué de la tierra de Egipto».  El libro de Números, sin embargo, indica que mientras estaban en el desierto, los israelitas vivían en tiendas de campaña. Algunos eruditos seculares consideran que Levítico 23:39-43 (los mandamientos relativos a las cabañas y las cuatro especies) es una inserción de un redactor posterior.
El rey Jeroboam del reino del norte de Israel, a quien 1 Reyes 13:33 describe como practicante de «su mal camino», celebró un festival el decimoquinto día del octavo mes, un mes después de Sucot, «a imitación del festival en Judá».  «Mientras Jeroboam estaba de pie sobre el altar para presentar la ofrenda, el hombre de Dios, por orden del Señor, gritó contra el altar» en señal de desaprobación.
Según el profeta Zacarías, en la era mesiánica, Sucot se convertirá en una fiesta universal, y todas las naciones peregrinarán anualmente a Jerusalén para celebrar la fiesta allí.

#### Leche
En tres lugares distintos (Éxodo 23:19 y 34:26 y Deuteronomio 14:21), la Torá prohíbe hervir a un cabrito en la leche de su madre.

## En la interpretación no rabínica temprana
La parashá se discute en estas fuentes no rabínicas tempranas:

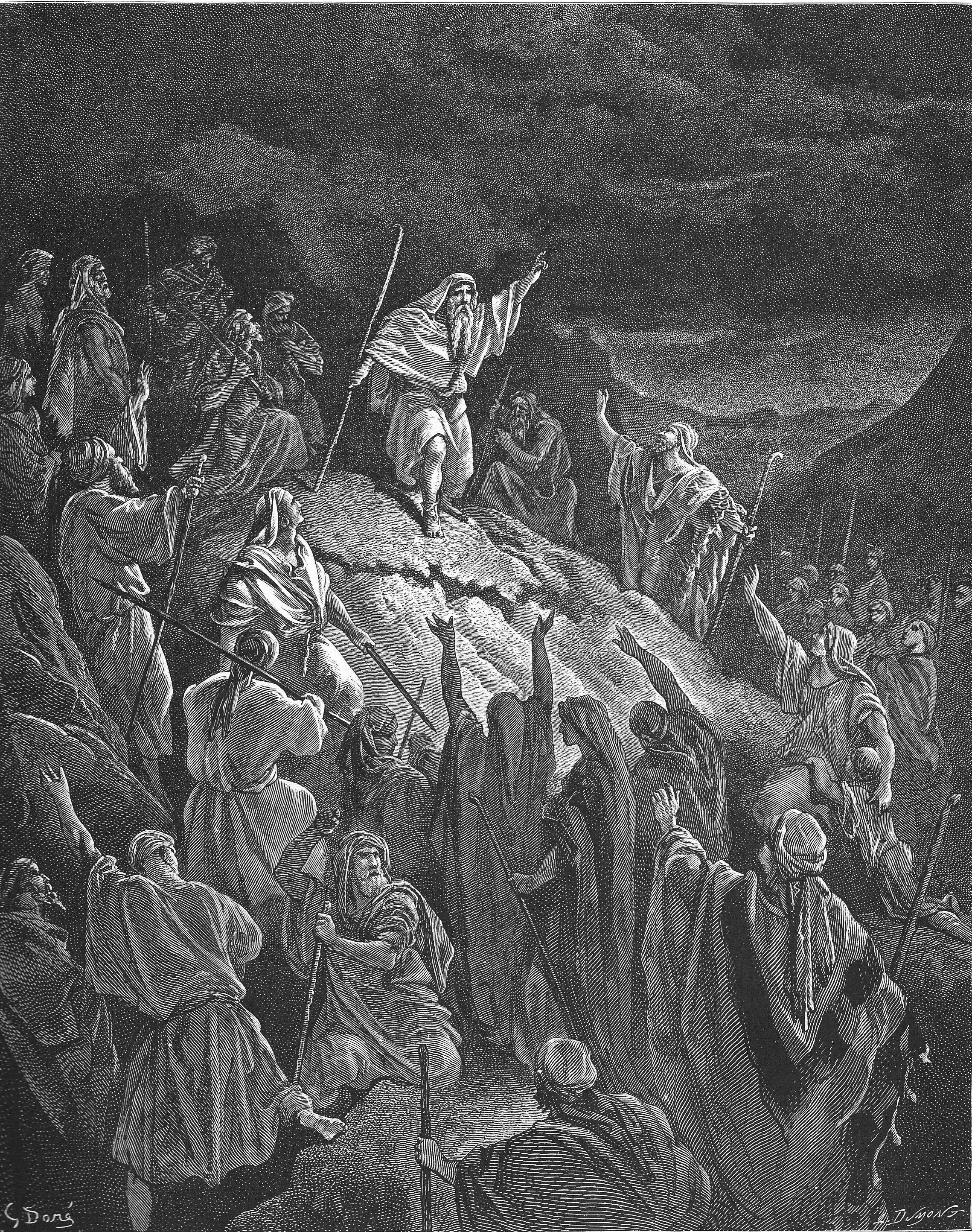
Matatías apelando a los refugiados judíos (ilustración de Gustave Doré de La Sainte Bible de 1866)

### Éxodo, capítulo 31
Josefo enseñó que cuando los israelitas reunieron los materiales con gran diligencia, Moisés puso arquitectos sobre las obras por mandato de Dios. Y estas fueron las mismas personas que el pueblo mismo habría elegido, si se les hubiera permitido la elección: Bezalel, hijo de Uri, de la tribu de Judá, nieto de Miriam, hermana de Moisés, y Oholiab, hijo de Ahisamach, de la tribu de Dan.
1 Macabeos 2:27-38 cuenta cómo en el siglo II a. C., muchos seguidores del piadoso sacerdote judío Matatías se rebelaron contra el rey Antíoco IV Epífanes, del Imperio seléucida. Los soldados de Antíoco atacaron a un grupo de ellos en sábado, y cuando los piadosos no se defendieron para honrar el sábado (mandado, entre otros lugares, en Éxodo 31:12-17), mil murieron. 1 Macabeos 2:39-41 relata que cuando Matatías y sus amigos se enteraron, razonaron que si no luchaban en sábado, pronto serían destruidos. Así que decidieron luchar contra cualquiera que los atacara en sábado.

## En la interpretación rabínica clásica
La parashá se discute en estas fuentes rabínicas de la época de la Mishná y el Talmud:

### Éxodo, capítulo 30
Los rabinos enseñaron en una baraita que al entrar en un granero para medir el grano nuevo se debe recitar la bendición: «Que sea Tu voluntad, oh Señor, nuestro Dios, que envíes bendiciones sobre el trabajo de nuestras manos». Una vez que se ha comenzado a medir, se debe decir: «Bendito sea Aquel que envía bendiciones sobre este montón». Sin embargo, si uno mide primero el grano y luego recita la bendición, la oración es en vano, porque la bendición no se encuentra en nada que ya haya sido pesado, medido o contado, sino solo en algo oculto a la vista.
Rabbi Abbahu enseñó que Moisés le preguntó a Dios cómo se exaltaría a Israel, y Dios respondió con las palabras de Éxodo 30:12 (sobre la recaudación del impuesto del medio siclo): «Cuando los levantes», enseñando que recaudar contribuciones del pueblo los eleva.

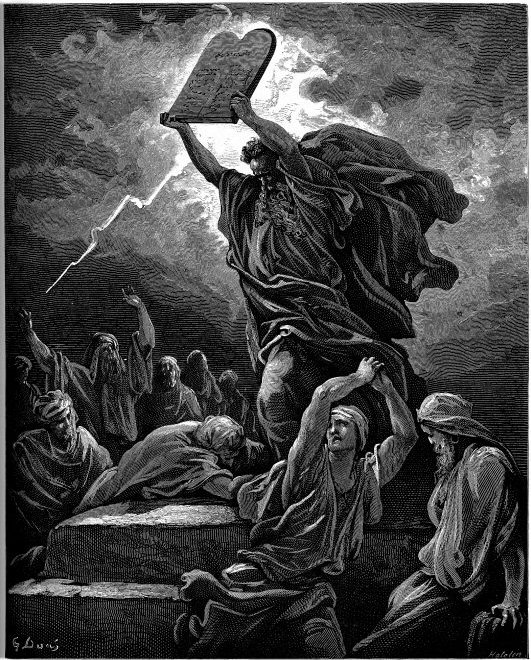
Moisés rompiendo las tablas de la ley (ilustración de Gustave Doré)

El rabino Eleazar enseñó que Dios le dijo a David que David llamaba a Dios incitador, pero que Dios haría que David tropezara con algo que hasta los niños de la escuela sabían, a saber, lo que dice Éxodo 30:12: «Cuando tomes la suma de los hijos de Israel según su número, entonces cada uno dará al Señor un rescate por su alma... para que no haya plaga entre ellos». Inmediatamente, como se relata en 1 Crónicas 21:1, «Satanás se levantó contra Israel», y como se relata en 2 Samuel 24:1, «Incitó a David contra ellos diciendo: «Ve, cuenta a Israel»». Y cuando David los contó, no les pidió rescate, y como relata 2 Samuel 24:15, «Entonces el Señor envió una plaga sobre Israel desde la mañana hasta el tiempo señalado». La Guemará preguntó qué quería decir 2 Samuel 24:15 con «el tiempo señalado». Samuel el Viejo, yerno del Rabino Hanina, respondió en nombre del Rabino Hanina: Desde el momento de la matanza de la ofrenda continua (al amanecer) hasta el momento de rociar la sangre. Rabino Joḥanan dijo que significaba al mediodía. Leyendo la continuación de 2 Samuel 24:16: «Y dijo al ángel que destruyó al pueblo: «Ya es suficiente (רַב, “”rav“”),»». El rabino Eleazar enseñó que Dios le dijo al ángel que tomara a un gran hombre (רַב, rav) de entre ellos, a través de cuya muerte se podrían expiar muchos pecados. Así que Abisai, hijo de Zeruías, murió entonces, y era individualmente igual en valor a la mayor parte del Sanedrín. Leyendo 1 Crónicas 21:15, «Y cuando estaba a punto de destruir, el Señor miró y se arrepintió», el Gemara pregunta qué vio Dios. Rav dijo que Dios vio a Jacob, como relata Génesis 32:3, «Y Jacob dijo cuando los vio». Samuel de Nehardea dijo que Dios vio las cenizas del carnero de Isaac, como dice Génesis 22:8: «Dios verá por sí mismo el cordero». El rabino Isaac Nappaha enseñó que Dios vio el dinero de la expiación que, según Éxodo 30:16, Dios le pidió a Moisés que recolectara. Porque en Éxodo 30:16, Dios dijo: «Y tomarás el dinero de la expiación de los hijos de Israel, y lo destinarás al servicio de la tienda de reunión, para que sea un memorial para los hijos de Israel ante el Señor, para hacer expiación por sus almas». (Así, Dios dijo que en algún momento futuro, el dinero proporcionaría expiación). Por otra parte, el rabino Joḥanan enseñó que Dios vio el Templo. Porque Génesis 22:14 explicaba el significado del nombre que Abraham dio a la montaña donde Abraham estuvo a punto de sacrificar a Isaac: «En el monte donde se ve al Señor». (Salomón construyó más tarde el Templo en esa montaña, y Dios vio el mérito de los sacrificios allí). El rabino Jacob bar Iddi y el rabino Samuel bar Naḥmani discrepaban sobre el asunto. Uno decía que Dios vio el dinero de la expiación que, según Éxodo 30:16, Dios exigió a Moisés que recogiera de los israelitas, mientras que el otro decía que Dios vio el Templo. El Talmud concluyó que la opinión más probable era que Dios vio el Templo, ya que Génesis 22:14 puede leerse como diciendo: «Como se dirá en ese día, 'en el monte donde se ve al Señor'».
Los primeros cuatro capítulos del Tratado Shekalim en la Mishná, la Tosefta, el Talmud de Jerusalén y el Talmud babilónico interpretaron la ley del impuesto de medio siclo a la cabeza ordenado en Éxodo 30:13-16.
Al leer Éxodo 30:13, «Esto» darán... medio siclo como ofrenda al Señor, para indicar que Dios señaló con el dedo de Dios, Rabí Ismael dijo que cada uno de los cinco dedos de la mano derecha de Dios pertenece al misterio de la Redención. El rabino Ishmael dijo que Dios le mostró el dedo meñique de la mano a Noé, señalándole cómo hacer el Arca, como en Génesis 6:15, donde Dios dice: «Y así es como la harás». Con el segundo dedo, junto al meñique, Dios castigó a los egipcios con las diez plagas, como dice Éxodo 8:15 (8:19 en la KJV): «Los magos dijeron al faraón: «Este es el dedo de Dios»». Con el dedo corazón, Dios escribió las tablas de la Ley, como dice Éxodo 31:18: «Y cuando terminó de hablar con Moisés, le dio tablas de piedra escritas con el dedo de Dios». Con el dedo índice, Dios le mostró a Moisés lo que los hijos de Israel debían dar para la redención de sus almas, como dice Éxodo 30:13: «Esto» darán... medio siclo como ofrenda al Señor. Con el pulgar y toda la mano, Dios en el futuro golpeará a sus enemigos (a quienes el rabino Ismael identificó como los hijos de Esaú e Ismael), como dice Miqueas 5:9: «Alza tu mano contra tus enemigos, y todos tus adversarios sean exterminados».
Un midrash enseñó que Dios considera que estudiar la estructura del santuario equivale a reconstruirlo.
La Mishná enseñó que cualquier sacrificio realizado por un sacerdote que no se hubiera lavado las manos y los pies en la pila como exige Éxodo 30:18-21 no era válido.
El rabino José, hijo del rabino Hanina enseñó que un sacerdote no tenía permitido lavarse en una pila que no contuviera agua suficiente para lavar a cuatro sacerdotes, ya que Éxodo 40:31 dice: «Para que Moisés, Aarón y sus hijos se laven en ella las manos y los pies». («Sus hijos» implica al menos dos sacerdotes, y añadiendo Moisés y Aarón hacen cuatro).
La Mishná informó de que el sumo sacerdote Ben Katin hizo 12 grifos para la fuente, donde antes había dos. Ben Katin también fabricó una máquina para el lavamanos, para que el agua no se volviera inservible al permanecer durante la noche.

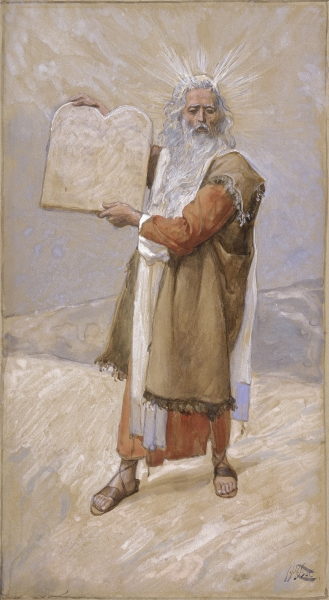
Moisés y los Diez Mandamientos (gouache sobre tabla, c. 1896-1902 por James Tissot)

Una baraita enseñaba que Josías escondió el aceite de la unción mencionado en Éxodo 30:22-33, el Arca mencionada en Éxodo 37:1-5, la vasija de maná mencionada en Éxodo 16:33, la vara de Aarón con sus y flores mencionadas en Números 17:23, y el cofre que los filisteos enviaron a los israelitas como regalo junto con el Arca y sobre el cual los sacerdotes dijeron en 1 Samuel 6:8: «Y poned las joyas de oro, que le devolvisteis como ofrenda por la culpa, en un cofre al lado de ella [del Arca]; y enviadla para que se vaya». Tras observar que Deuteronomio 28:36 predecía: «El Señor os llevará a ti y a tu rey... a una nación que no conocéis», Josías ordenó que se ocultara el Arca, como se relata en 2 Crónicas 35:3: «Y él [Josías] dijo a los levitas que enseñaban a todo Israel, que eran santos para el Señor: «Poned el Arca Sagrada en la casa que Salomón, hijo de David, rey de Israel, construyó; ya no habrá más carga sobre vuestros hombros; ahora servid al Señor vuestro Dios y a su pueblo Israel»». El rabino Eleazar dedujo que Josías escondió el aceite de la unción y los demás objetos al mismo tiempo que el Arca, del uso común de las expresiones «allí» en Éxodo 16:33 con respecto al maná y «allí» en Éxodo 30:6 con respecto al Arca, «guardar» en Éxodo 16:33 con respecto al maná y «guardar» en Números 17:25 con respecto a la vara de Aarón, y «generaciones» en Éxodo 16:33 con respecto al maná y «generaciones» en Éxodo 30:31 con respecto al aceite de unción. 
La Mishná contaba la preparación de aceite de unción en la fórmula prescrita en Éxodo 30:23-33 y el uso de dicho aceite de unción sagrado de una manera prohibida por Éxodo 30:32 como 2 de las 36 transgresiones de la Torá punibles con escisión (en hebreo: כרת, karet). La Mishná enseñaba que, por estas transgresiones, se podía ser castigado con la escisión si se violaba el mandamiento intencionadamente. Si se violaba el mandamiento por error, se podía ser castigado con una ofrenda por el pecado. Si había alguna duda de si se había violado el mandamiento, se podía hacer una ofrenda de culpa suspensiva, excepto, enseñó Rabí Meir, en el caso de quien profanara el Templo o sus cosas consagradas, en cuyo caso se podía hacer un sacrificio de escala móvil (según los medios del transgresor, como se establece en Levítico 5:6-11).
Rabí Judá bar Ilai enseñó que muchos milagros acompañaron al aceite de la unción que Moisés hizo en el desierto. Originalmente solo había 12 «troncos» (aproximadamente un galón) de aceite. Gran parte debió de ser absorbida por el recipiente de mezcla, gran parte debió de ser absorbida por las raíces de las especias utilizadas y gran parte debió de evaporarse durante la cocción. Sin embargo, se utilizó para ungir el Tabernáculo y sus vasijas, Aarón y sus hijos durante los siete días de la consagración, y los posteriores Sumos Sacerdotes y reyes. La Guemará dedujo de Éxodo 30:31, «Este (זֶה, zeh) será un aceite santo de unción para mí a lo largo de vuestras generaciones», que existían 12 «troncos». La Guemará calculó que el valor numérico de las letras hebreas de la palabra זֶה, zeh («esto») es 12 (utilizando Gematria, donde ז es igual a 7 y ה es igual a 5), lo que indica que 12 troncos del aceite se conservaron a lo largo del tiempo. 

### Éxodo, capítulo 31
Un midrash señaló que en Éxodo 31:3 Dios le dijo a Moisés: «Véase, he llamado». El midrash enseñaba que cuando Moisés ascendió al monte Sinaí, Dios le mostró todos los utensilios del Tabernáculo y le dijo: «Harás un candelabro» (en Éxodo 25:31), «Harás una mesa» (en Éxodo 25:23), «Harás un altar» (en Éxodo 30:1), y así con todos los utensilios del Tabernáculo. Moisés se preparó así para descender del monte Sinaí con la impresión de que él mismo fabricaría estos objetos. Dios le dijo entonces a Moisés que Dios lo había hecho como un rey, y que no es propio de un rey fabricar nada, sino que el rey decreta y otros fabrican. Así, en Éxodo 31:3, Dios le dijo a Moisés: «Véase, he llamado por su nombre a Bezalel».
El rabino Joḥanan enseñó que Dios proclama tres cosas para sí mismo: hambruna, abundancia y un buen líder. 2 Reyes 8:1 muestra que Dios proclama la hambruna, cuando dice: «El Señor ha llamado a la hambruna». Ezequiel 36:29 muestra que Dios proclama la abundancia, cuando dice: «Llamaré al trigo y lo multiplicaré». Y Éxodo 31:1–2 muestra que Dios proclama a un buen líder, cuando dice: «Y el Señor habló a Moisés, diciendo: 'Véase, he llamado por su nombre a Bezalel, hijo de Uri'». El rabino Isaac enseñó que no podemos nombrar a un líder sobre una comunidad sin consultar primero al pueblo, como dice Éxodo 35:30: «Y Moisés dijo a los hijos de Israel: 'Ved, el Señor ha llamado por su nombre a Bezalel, hijo de Uri'». El rabino Isaac enseñó que Dios le preguntó a Moisés si consideraba que Bezalel era adecuado. Moisés respondió que si Dios pensaba que Bezalel era adecuado, seguramente Moisés también debía hacerlo. Dios le dijo a Moisés que, de todos modos, Moisés debía ir y consultar al pueblo. Moisés preguntó entonces a los israelitas si consideraban que Bezalel era adecuado. Ellos respondieron que si Dios y Moisés consideraban que Bezalel era adecuado, entonces seguramente, ellos también debían hacerlo. El rabino Samuel bar Naḥmani dijo en nombre del rabino Joḥanan que Bezalel (בְּצַלְאֵל, cuyo nombre puede leerse בְּצֵל אֶל, betzel El, «a la sombra de Dios») se llamaba así por su sabiduría. Cuando Dios le dijo a Moisés (en Éxodo 31:7) que le dijera a Bezalel que hiciera un tabernáculo, un arca y vasijas, Moisés invirtió el orden y le dijo a Bezalel que hiciera un arca, vasijas y un tabernáculo. Bezalel respondió a Moisés que, por regla general, primero se construye una casa y luego se ponen vasijas en ella, pero Moisés ordenó hacer un arca, vasijas y un tabernáculo. Bezalel preguntó dónde pondría los recipientes. Y Bezalel preguntó si Dios le había dicho a Moisés que hiciera un tabernáculo, un arca y recipientes. Moisés respondió que tal vez Bezalel había estado a la sombra de Dios (en hebreo: בְּצֵל אֶל, betzel El) y así había llegado a saberlo. Rav Judah enseñó en nombre de Rav que Éxodo 35:31 indicaba que Dios dotó a Bezalel del mismo atributo que Dios usó al crear el universo. Rav Judah dijo en nombre de Rav que Bezalel sabía cómo combinar las letras con las que Dios creó los cielos y la tierra. Porque Éxodo 35:31 dice (sobre Bezalel): «Y lo ha llenado del espíritu de Dios, en sabiduría y en inteligencia, y en conocimiento», y Proverbios 3:19 dice (sobre la creación): «El Señor fundó la tierra con sabiduría; con entendimiento estableció los cielos», y Proverbios 3:20 dice: «Con su conocimiento se abrieron las profundidades». 
Rabí Tanḥuma enseñó en nombre de Rav Huna que incluso las cosas que Bezalel no oyó de Moisés las concibió por sí mismo exactamente como se le dijeron a Moisés desde el Sinaí. El rabino Tanḥuma dijo en nombre de Rav Huna que esto se puede deducir de las palabras de Éxodo 38:22: «Y Bezalel, hijo de Uri, hijo de Hur, de la tribu de Judá, hizo todo lo que el Señor le ordenó a Moisés». Porque Éxodo 38:22 no dice «que «Moisés» le ordenó a él», sino «que «el Señor» ordenó a Moisés».
Y el Agadat Shir ha-Shirim enseñó que Bezalel y Oholiab subieron al monte Sinaí, donde se les mostró el Santuario celestial.
El tratado Shabbat en la Mishná, la Tosefta, el Talmud de Jerusalén y el Talmud de Babilonia interpretan las leyes del sabbat en Éxodo 16:23 y 29; 20:8-11; 23:12; 31:13-17; 35:2-3; Levítico 19:3; 23:3; Números 15:32–36; y Deuteronomio 5:12.
Al leer las palabras «todo aquel que profane [el sábado] será condenado a muerte» en Éxodo 31:14 (en el que el verbo para muerte se duplica), Samuel dedujo que la Torá decretaba muchas muertes por profanar el sábado. La Guemará planteó que tal vez Éxodo 31:14 se refiere a la profanación intencionada. El Gemara respondió que Éxodo 31:14 no es necesario para enseñar que la transgresión intencionada del sábado es un delito capital, ya que Éxodo 35:2 dice: «Quien haga cualquier trabajo en él será condenado a muerte». La Guemará concluyó que Éxodo 31:14 debe aplicarse a un delincuente involuntario y, en ese contexto, las palabras «será condenado a muerte» significan que el violador inadvertido del sábado «morirá» monetariamente debido a la necesidad del violador de traer sacrificios costosos. 
La Sifra enseñaba que los incidentes del blasfemo en Levítico 24:11-16 y el recolector de leña en Números 15:32-36 ocurrieron al mismo tiempo, pero los israelitas no dejaron al blasfemo con el leñador, porque sabían que el leñador iba a ser ejecutado, como se ordena en Éxodo 31:14: «los que profanen [el sábado] serán condenados a muerte». Pero no conocían la forma correcta de pena de muerte para él, porque a Dios aún no se le había especificado qué hacer con él, como dice Números 15:34, «porque [aún] no se había especificado qué se le debía hacer». Con respecto al blasfemo, la Sifra leyó Levítico 24:12, «hasta que la decisión del Señor les sea aclarada», para indicar que no sabían si el blasfemo debía ser ejecutado o no. (Y si colocaban al blasfemo junto con el recolector de leña, podría haber causado un miedo innecesario al blasfemo, ya que podría haber concluido que estaba en el corredor de la muerte. Por lo tanto, los mantuvieron separados).
Un midrash preguntó a qué mandamiento se refiere Deuteronomio 11:22 cuando dice: «Porque si guardas diligentemente todo este mandamiento que te ordeno, de hacerlo, de amar al Señor tu Dios, de andar en todos sus caminos y de aferrarte a él, entonces el Señor expulsará a todas estas naciones de delante de ti, y despojarás a naciones más grandes y poderosas que tú». El rabino Levi dijo que «este mandamiento» se refiere a la recitación del «Shemá» (Deuteronomio 6:4-9), pero los rabinos dijeron que se refiere al sábado, que es igual a todos los preceptos de la Torá. 
El Alfabeto del rabino Akiva enseñaba que cuando Dios le dio la Torá a Israel, Dios les dijo que si aceptaban la Torá y observaban los mandamientos de Dios, entonces Dios les daría por toda la eternidad una de las cosas más preciosas que Dios posee: el Mundo Venidero. Cuando Israel pidió ver en este mundo un ejemplo del Mundo Venidero, Dios respondió que el sábado es un ejemplo del Mundo Venidero.

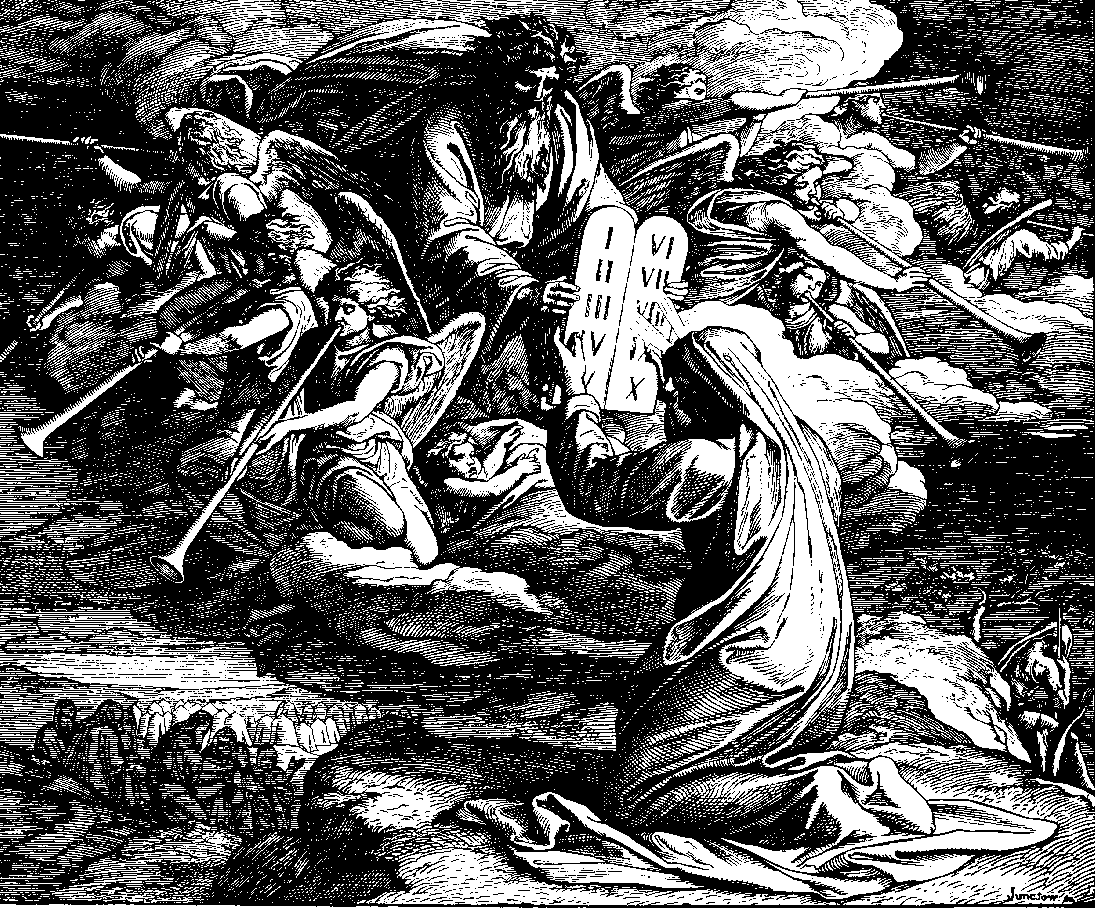
Moisés recibe los mandamientos sagrados de Dios (grabado en madera de Julius Schnorr von Carolsfeld de la obra Die Bibel in Bildern de 1860)

La Mishná enseñaba que las dos tablas de los Diez Mandamientos que Dios le dio a Moisés en Éxodo 31:18 estaban entre las diez cosas que Dios creó en la víspera del primer sábado al anochecer.
El rabino Meir enseñó que las tablas de piedra que Dios le dio a Moisés en Éxodo 31:18 tenían cada una 6 palmos de largo, 6 palmos de ancho y 3 palmos de grosor.
El rabino Simeón ben Lakish (Resh Lakish) enseñó que la Torá que Dios le dio a Moisés era de fuego blanco y su escritura de fuego negro. Era fuego en sí misma, estaba tallada en fuego, completamente formada de fuego y dada en fuego, como dice Deuteronomio 33:2: «A su diestra estaba una ley de fuego para ellos». Cantar de los Cantares Rabbah 5:11 [5:15];
El rabino Samuel bar Naḥman enseñó que cuando Dios le entregó las dos tablas a Moisés (como se relata en Éxodo 31:18), las tablas transmitieron a Moisés una apariencia lustrosa (como se relata en Éxodo 34:30).
El rabino Eleazar enseñó que de las palabras de Éxodo 31:18, «tablas (en hebreo, לֻחֹת, luchot) de piedra», se puede aprender que si uno considera sus mejillas (en hebreo, לְחָיָיו, lejayav) como piedra que no se desgasta fácilmente (hablando constantemente palabras de la Torá, independientemente de la tensión en los músculos faciales), el aprendizaje se conservará, pero de lo contrario no será así.
Al leer «el dedo de Dios» en Éxodo 31:18, el rabino Ishmael dijo que cada uno de los cinco dedos de la mano derecha de Dios pertenece al misterio de la Redención. El rabino Ishmael dijo que Dios escribió las tablas de la Ley con el dedo medio, como dice Éxodo 31:18: «Y cuando terminó de hablar con Moisés, le dio tablas de piedra escritas con el dedo de Dios». 

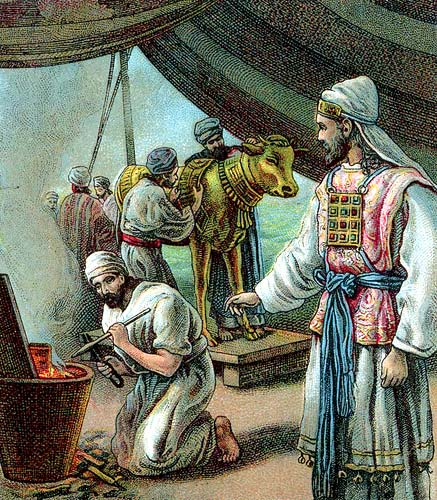
El becerro de oro (ilustración de una tarjeta bíblica publicada en 1907 por Providence Lithograph Company)

### Éxodo, capítulo 32
Una baraita enseñaba que, debido al descontento de Dios con los israelitas, el viento del norte no sopló sobre ellos en ninguno de los 40 años que vagaron por el desierto.
El rabino Tanḥum bar Hanilai enseñó que Aarón hizo el Becerro de Oro en Éxodo 32:4 como un compromiso con la demanda del pueblo en Éxodo 32:1 de «hacernos un dios que vaya delante de nosotros». El rabino Benjamin bar Japhet, citando al rabino Eleazar, interpretó las palabras de Éxodo 32:5, «Y cuando Aarón lo vio, construyó un altar delante de él», en el sentido de que Aarón vio (a su sobrino) Hur tendido muerto ante él y pensó que si no obedecía al pueblo, también lo matarían a él. (Éxodo 24:14 menciona que Moisés nombró a Hur para compartir el liderazgo del pueblo con Aarón, pero después de que Moisés descendiera del Monte Sinaí, el nombre de Hur no vuelve a aparecer). Aarón pensó que el pueblo cumpliría entonces las palabras de Lamentaciones 2:20, «¿Serán muertos el sacerdote y el profeta en el santuario de Dios?», y que el pueblo nunca encontraría perdón. Aarón pensó que era mejor dejar que el pueblo adorara al Becerro de Oro, por lo que aún podrían encontrar perdón a través del arrepentimiento. Y así, el rabino Tanḥum bar Hanilai concluyó que fue en referencia a la toma de decisiones de Aarón en este incidente que el Salmo 10:3 puede interpretarse como: «El que alaba a quien hace un compromiso blasfema contra Dios». 
Los Sabios contaron que Aarón realmente tenía la intención de retrasar a la gente hasta que Moisés bajara, pero cuando Moisés vio a Aarón dando forma al Becerro de Oro con un martillo, pensó que Aarón estaba participando en el pecado y se enfureció con él. Entonces Dios le dijo a Moisés que Dios sabía que las intenciones de Aarón eran buenas. El midrash lo comparó con un príncipe que se volvió mentalmente inestable y comenzó a excavar para socavar la casa de su padre. Su tutor le dijo que no se cansara y que lo dejara cavar. Cuando el rey lo vio, dijo que sabía que las intenciones del tutor eran buenas y declaró que el tutor gobernaría el palacio. De manera similar, cuando los israelitas le dijeron a Aarón en Éxodo 32:1: «Haznos un dios», , Aarón respondió en Éxodo 32:1: «Quítar los aros de oro que tienen en las orejas sus mujeres, sus hijos y sus hijas, y traérmelos». Y Aarón les dijo que, como él era sacerdote, debían dejar que lo hiciera y que le sacrificaran, todo con la intención de retrasarlos hasta que Moisés pudiera bajar. Así que Dios le dijo a Aarón que Dios conocía la intención de Aarón, y que solo Aarón tendría soberanía sobre los sacrificios que los israelitas trajeran. Por lo tanto, en Éxodo 28:1, Dios le dijo a Moisés: «Y trae cerca a Aarón tu hermano, y a sus hijos con él, de entre los hijos de Israel, para que me sirvan en el oficio de sacerdote». El midrash cuenta que Dios se lo dijo a Moisés varios meses después en el propio Tabernáculo, cuando Moisés estaba a punto de consagrar a Aarón para su oficio. El rabino Levi lo comparó con el amigo de un rey que era miembro del gabinete imperial y juez. Cuando el rey estaba a punto de nombrar un gobernador de palacio, le dijo a su amigo que tenía la intención de nombrar al hermano de su amigo. Así que Dios nombró a Moisés superintendente del palacio, como se relata en Números 7:7: «Mi siervo Moisés es... es de confianza en toda Mi casa», y Dios nombró a Moisés juez, como se relata en Éxodo 18:13: «Moisés se sentó para juzgar al pueblo». Y cuando Dios estaba a punto de nombrar un sumo sacerdote, Dios notificó a Moisés que sería su hermano Aarón.
Un midrash señaló que en el incidente del Becerro de Oro, en Éxodo 32:2, Aarón les dijo: «Quítense los anillos de oro que están en las orejas de sus esposas», pero las mujeres se negaron a participar, como indica Éxodo 32:3 cuando dice: «Y todo el pueblo se quitó los anillos de oro que estaban en sus orejas». De manera similar, el midrash señaló que Números 14:36 dice que en el incidente de los espías, «los «hombres»... cuando regresaron, hicieron que toda la congregación murmurara contra él». El midrash explicaba que por eso el relato de Números 27:1-11 sobre las hijas de Zelofehad sigue inmediatamente después del relato de Números 26:65 sobre la muerte de la generación del desierto. El midrash señalaba que Números 26:65 dice: «no quedó de ellos ni un solo varón, excepto Caleb, hijo de Jefone», porque los hombres no habían querido entrar en la Tierra. Pero el midrash enseñó que Números 27:1 dice: «entonces se acercaron las hijas de Zelofehad», para mostrar que las mujeres todavía buscaban una herencia en la Tierra. El midrash enseñó que en esa generación, las mujeres construyeron vallas que los hombres derribaron.
El Pirke De-Rabbi Eliezer expuso el intercambio entre Dios y Moisés en Éxodo 32:7-14 después del pecado del Becerro de Oro. El Pirke De-Rabbi Eliezer contó que después del incidente del Becerro de Oro, Dios le dijo a Moisés que los israelitas habían olvidado el poder de Dios y habían hecho un ídolo. Moisés respondió a Dios que, aunque los israelitas aún no habían pecado, Dios los había llamado «Mi pueblo», como en Éxodo 7:4, Dios había dicho: «Y haré salir a Mis huestes, a Mi pueblo». Pero Moisés señaló que una vez que los israelitas habían pecado, Dios le dijo a Moisés (en Éxodo 32:7): «Ve, desciende, porque tu pueblo se ha corrompido». Moisés le dijo a Dios que los israelitas eran, en efecto, el pueblo de Dios y la herencia de Dios, como se relata en Deuteronomio 9:29, donde Moisés dice: «Sin embargo, son tu pueblo y tu herencia».

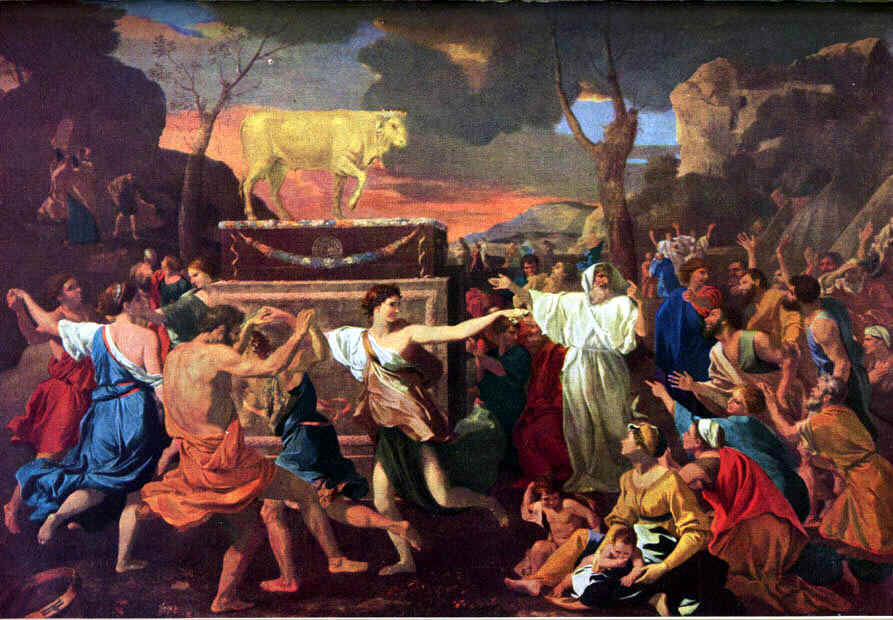
La adoración del becerro de oro (pintura de Nicolas Poussin, circa 1633-1634)

El Avot de Rabí Natán leyó la lista de lugares en Deuteronomio 1:1 para aludir a cómo Dios puso a prueba a los israelitas con diez pruebas en el desierto, y todos fracasaron. Las palabras «En el desierto» aluden al Becerro de Oro, como informa Éxodo 32:8. «En la llanura» alude a cómo se quejaron de no tener agua, como informa Éxodo 17:3. «Frente a Suf» alude a cómo se rebelaron en el Mar de Juncos (o algunos dicen que al ídolo que hizo Miqueas). El rabino Judá citó el Salmo 106:7: «Se rebelaron en el Mar de Juncos». «Entre Parán» alude a los Doce Espías, como dice Números 13:3: «Moisés los envió desde el desierto de Parán». «Y Tophel» alude a las frívolas palabras (תפלות, tiphlot) que dijeron sobre el maná. «Lavan» alude al motín de Coré. «Ḥatzerot» alude a las codornices. Y en Deuteronomio 9:22, dice: «En Tav'erah, en Masah y en Kivrot HaTa'avah». Y «Di-zahav» alude a cuando Aaron les dijo: «¡Basta (דַּי, dai) de este pecado de oro (זָהָב, zahav) que habéis cometido con el Becerro!» Pero el rabino Eliezer ben Ya'akov dijo que significa «Terrible (דַּי, dai) es este pecado por el que Israel fue castigado para durar desde ahora hasta la resurrección de los muertos». Del mismo modo, la escuela de Rabí Yannai interpretó el topónimo Di-zahab (דִי זָהָב) en Deuteronomio 1:1 como una referencia a uno de los pecados de los israelitas que Moisés relató al comienzo de su discurso. La escuela de Rabí Yannai dedujo de la palabra Di-zahab que Moisés habló insolentemente hacia el cielo. La escuela del rabino Yannai enseñaba que Moisés le dijo a Dios que fue a causa de la plata y el oro (en hebreo, זָהָב, zahav) que Dios derramó sobre los israelitas hasta que dijeron «basta» (en hebreo, דַּי, dai) que los israelitas hicieron el becerro de oro. En la escuela del rabino Yannai decían que un león no ruge de emoción por una cesta de paja, sino por una cesta de carne. El rabino Oshaia lo comparó con el caso de un hombre que tenía una vaca delgada pero de grandes extremidades. El hombre le dio a la vaca buena comida, y la vaca empezó a darle patadas. El hombre dedujo que era por darle buena comida a la vaca que esta le daba patadas. El rabino Hiyya bar Abba lo comparó con el caso de un hombre que tenía un hijo y lo bañaba, lo ungía, le daba mucho para comer y beber, le colgaba una bolsa del cuello y lo dejaba en la puerta de un burdel. ¿Cómo pudo el muchacho evitar pecar? Rav Aha, hijo de Rav Huna, dijo en nombre de Rav Sheshet que esto confirma el dicho popular de que un estómago lleno conduce a un mal impulso. Como dice Oseas 13:6: «Cuando fueron alimentados se llenaron, se saciaron y su corazón se enalteció; por eso se han olvidado de mí».
¿Cambió la oración de Moisés en Éxodo 32:11-14 el duro decreto de Dios? Sobre este tema, el rabino Abbahu interpretó las últimas palabras de David, tal y como se relata en 2 Samuel 23:2-3, donde David cuenta que Dios le dijo: «El gobernante sobre el hombre será el justo, incluso aquel que gobierna a través del temor a Dios». El rabino Abbahu leyó 2 Samuel 23:2-3 para enseñar que Dios gobierna a la humanidad, pero los justos gobiernan a Dios, porque Dios dicta un decreto y los justos pueden anularlo a través de su oración.
Rava empleó Números 30:3 para interpretar Éxodo 32:11, que dice: «Y Moisés suplicó (va-yechal) al Señor su Dios» en relación con el incidente del Becerro de Oro. Rava señaló que Éxodo 32:11 utiliza el término «suplicó» («va-yechal»), mientras que Números 30:3 utiliza el término similar «romper» («yachel») en relación con los votos. Trasladando el uso de Números 30:3 a Éxodo 32:11, Rava razonó que Éxodo 32:11 significaba que Moisés estuvo en oración ante Dios hasta que Moisés anuló por Dios el voto de Dios de destruir a Israel, porque un maestro había enseñado que, si bien las personas no pueden romper sus votos, otros pueden anularlos por ellas. De manera similar, el rabino Berekiah enseñó en nombre de Rabino Helbo en nombre de Rabino Isaac que Moisés absolvió a Dios de su voto. Cuando los israelitas hicieron el Becerro de Oro, Moisés comenzó a persuadir a Dios para que los perdonara, pero Dios le explicó a Moisés que ya había hecho un juramento en Éxodo 22:19 de que «el que sacrifique a los dioses... será completamente destruido», y Dios no podía retractarse de un juramento. Moisés respondió preguntando si Dios no le había concedido a Moisés el poder de anular los juramentos en Números 30:3 diciendo: «Cuando un hombre haga un voto al Señor, o jure un juramento para atar su alma con un vínculo, «él» no quebrantará su palabra», dando a entender que, aunque él mismo no podía quebrantar su palabra, un erudito podía absolver su voto. Así que Moisés se envolvió en su manto y adoptó la postura de un sabio, y Dios se puso delante de Moisés como quien pide la anulación de un voto.

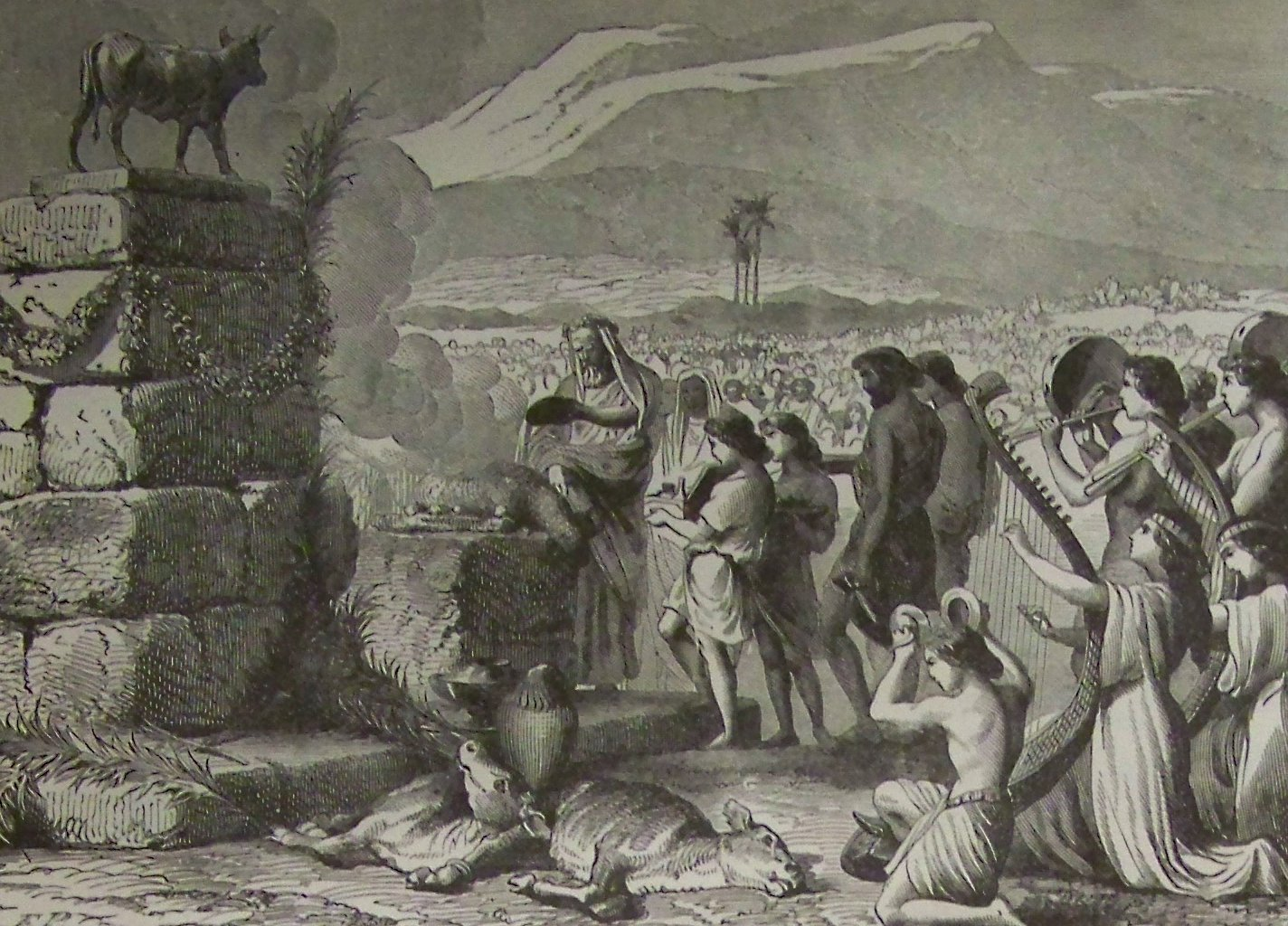
The Golden Calf (illustration from the 1890 Holman Bible)

La Guemará dedujo del ejemplo de Moisés en Éxodo 32:11 que uno debe buscar un estado mental de intercesión antes de orar. Rav Huna y Rav Ḥisda estaban discutiendo cuánto tiempo esperar entre las recitaciones de la oración Amidah si uno se equivocaba en la primera recitación y necesitaba repetir la oración. Uno dijo: el tiempo suficiente para que la persona que reza caiga en un estado de ánimo suplicante, citando las palabras «Y supliqué al Señor» en Deuteronomio 3:23. El otro dijo: el tiempo suficiente para caer en un estado de ánimo de intercesión, citando las palabras «Y Moisés intercedió» en Éxodo 32:11
Un midrash comparó a Noé con Moisés y encontró a Moisés superior. Mientras que Noé fue digno de ser liberado de la generación del Diluvio, solo se salvó a sí mismo y a su familia, y no tuvo la fuerza suficiente para liberar a su generación. Moisés, sin embargo, se salvó a sí mismo y a su generación cuando fueron condenados a la destrucción tras el pecado del Becerro de Oro, como relata Éxodo 32:14: «Y el Señor se arrepintió del mal que dijo que haría a su pueblo». El midrash comparó los casos con dos barcos en peligro en alta mar, a bordo de los cuales había dos pilotos. Uno se salvó a sí mismo pero no a su barco, y el otro se salvó a sí mismo y a su barco.
Al interpretar Éxodo 32:15 sobre las «tablas escritas por ambos lados», Rav Ḥisda dijo que la escritura de las tablas estaba tallada completamente a través de ellas, de modo que se pudiera leer desde cualquier lado. Así, las letras «mem» y «samej», que forman cada una un polígono completo, dejaron en el aire algunas de las tablas de piedra en medio de esas letras, donde se mantuvieron estables solo por un milagro. 
El rabino Samuel bar Naḥman contó que cuando los israelitas exclamaron: «Este es tu Dios, oh Israel» en Éxodo 32:4, Moisés estaba descendiendo del monte Sinaí. Josué le dijo a Moisés (en Éxodo 32:17): «Se oye un ruido de guerra en el campamento». Pero Moisés replicó (en Éxodo 32:18): «No es la voz de los que gritan por la victoria; tampoco es la voz de los que gritan por ser vencidos, sino el ruido de los que cantan lo que oigo». El rabino Samuel bar Naḥman interpretó las palabras «pero el ruido de los que cantan lo oigo» en el sentido de que Moisés oyó el ruido del reproche y la blasfemia. Los hombres de la Gran Asamblea señalaron que Nehemías 9:18 relata: «Habían hecho un becerro de fundición y dijeron: 'Este es tu Dios que te sacó de Egipto'». Eso sería una provocación suficiente, pero Nehemías 9:18 continúa: «Y cometieron grandes provocaciones». Los hombres de la Gran Asamblea concluyeron así que Nehemías 9:18 demuestra que, además de hacer el becerro de oro, en esa ocasión los israelitas también profirieron reproches y blasfemias. 

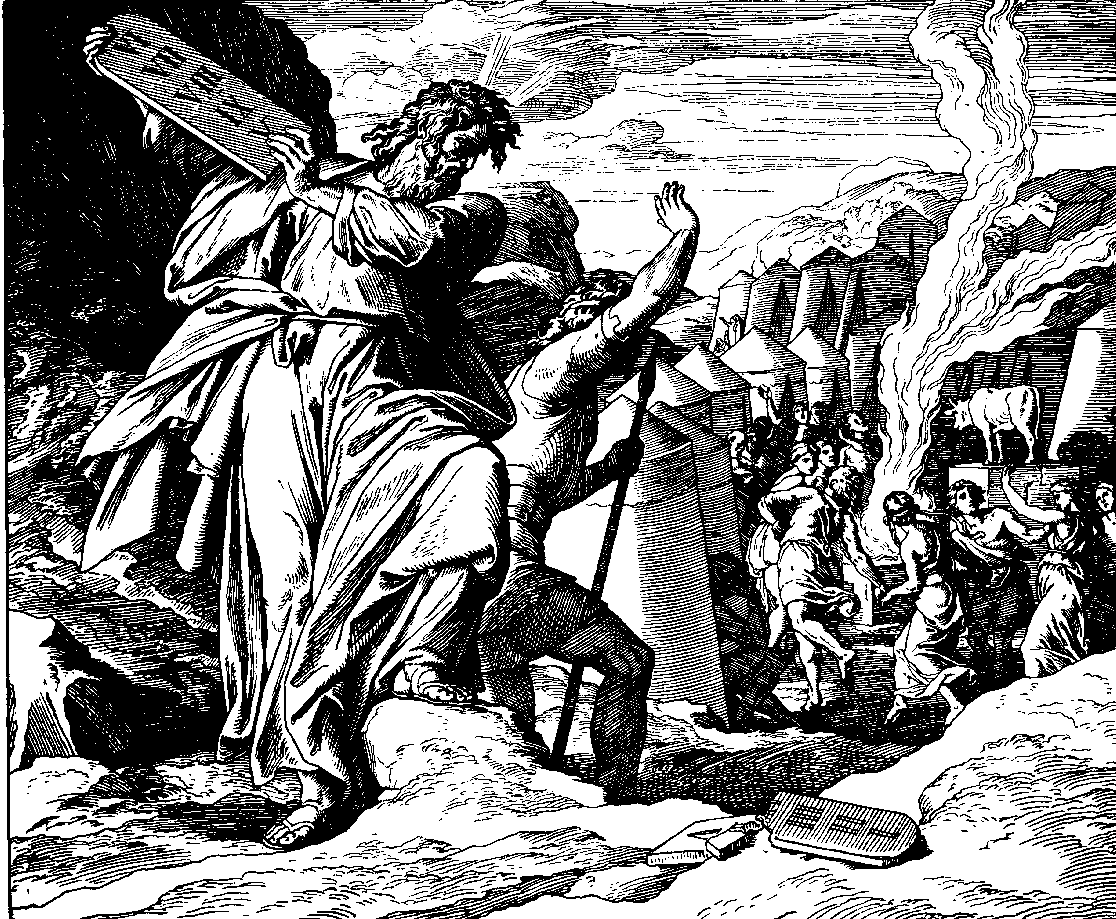
La idolatría del becerro de oro (xilografía de Julius Schnorr von Carolsfeld de 1860, Die Bibel in Bildern)

Un midrash explicaba por qué Moisés rompió las tablas de piedra. Cuando los israelitas cometieron el pecado del Becerro de Oro, Dios se sentó en juicio para condenarlos, como dice Deuteronomio 9:14: «Déjame solo, para que pueda destruirlos», pero Dios aún no los había condenado. Así que Moisés tomó las tablas de Dios para apaciguar su ira. El midrash comparaba el acto de Moisés con el de un casamentero de un rey. El rey envió al agente para que le consiguiera una esposa, pero mientras el agente estaba de viaje, la mujer se corrompió con otro hombre. El agente (que era completamente inocente) tomó el documento de matrimonio que el rey le había dado para sellar el matrimonio y lo rompió, razonando que sería mejor que la mujer fuera juzgada como soltera que como esposa. 
El rabino Eleazar enseñó que se podía aprender de las palabras de Éxodo 32:16, «grabadas en las tablas», que si las dos primeras tablas no se hubieran roto, la Torá habría permanecido «grabada» para siempre, y la Torá nunca habría sido olvidada en Israel. Rav Aha bar Jacob dijo que ninguna nación o lengua habría tenido poder sobre Israel, ya que se puede leer la palabra «tallada» (חָרוּת, «charut») en Éxodo 32:16 como «libertad» (חֵרוּת, «cheirut»). (Por lo tanto, por el bien de las dos tablas originales, Israel habría permanecido libre para siempre).
Una baraita enseñaba que cuando Moisés rompió las tablas en Éxodo 32:19, fue una de las tres acciones que Moisés tomó basándose en su propio entendimiento con el que Dios entonces estuvo de acuerdo. El Talmud explicó que Moisés razonó que si el cordero de la Pascua, que era solo uno de los 613 mandamientos, estaba prohibido por Éxodo 12:43 a los extranjeros, entonces ciertamente toda la Torá debería estar prohibida a los israelitas, que habían actuado como apóstatas con el Becerro de Oro. El Talmud dedujo la aprobación de Dios por la mención que hace Dios de Moisés rompiendo las tablas en Éxodo 34:1. Resh Lakish interpretó que esto significaba que Dios le dio fuerza a Moisés porque rompió las tablas.
Un midrash enseñó que, como recompensa por haberse enfadado Moisés y haber roto el primer juego de tablas en Éxodo 32:19, Dios impuso a Moisés la tarea de tallar el segundo juego de dos tablas en Deuteronomio 10:1.
Los rabinos enseñaron que Éxodo 32:19 y Deuteronomio 10:1 confirman Eclesiastés 3:5: «Un tiempo para desechar piedras, y un tiempo para recoger piedras». Los rabinos enseñaron que Eclesiastés 3:5 se refiere a Moisés. Porque hubo un tiempo para que Moisés arrojara las tablas en Éxodo 32:19, y un tiempo para que las devolviera a Israel en Deuteronomio 10:1.

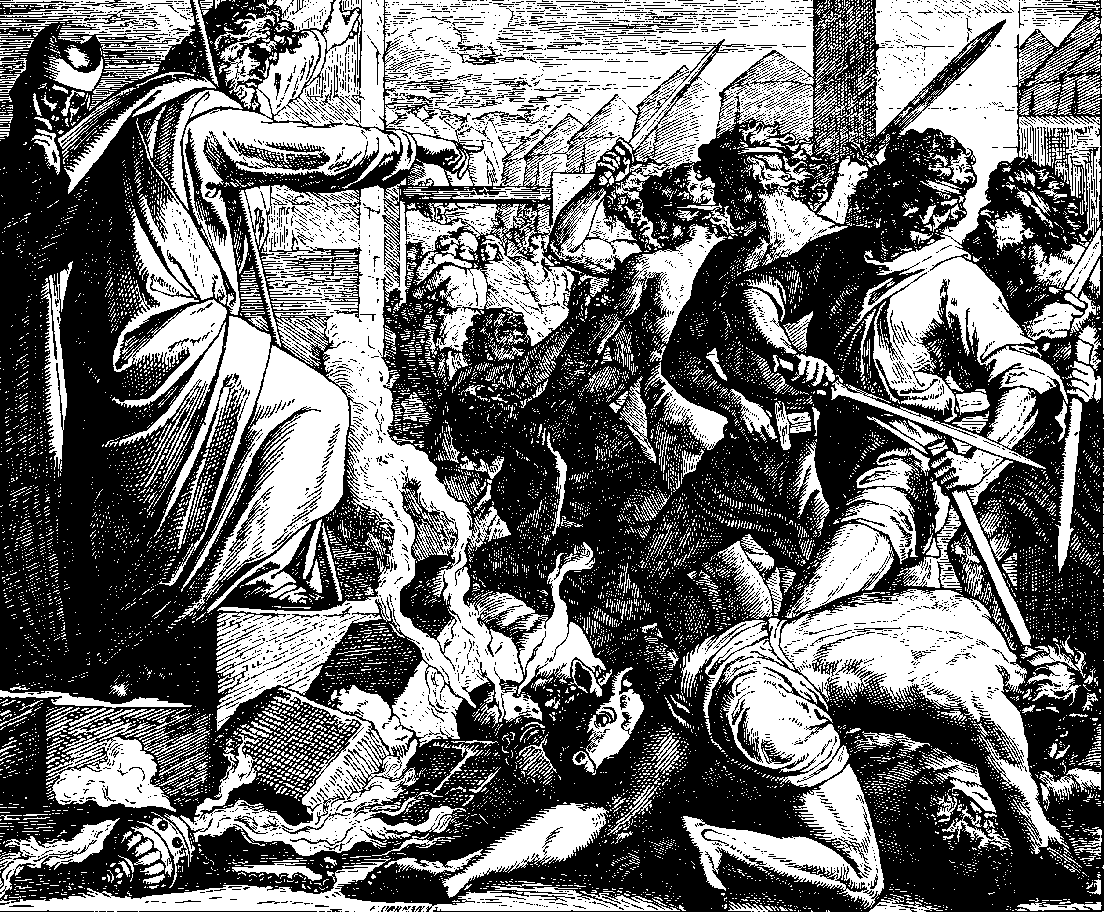
Destrucción del becerro de oro (grabado en madera de Julius Schnorr von Carolsfeld de Die Bibel in Bildern de 1860)

Al leer el relato de Éxodo 32:20, en el que Moisés «tomó el becerro... lo molió hasta convertirlo en polvo, lo esparció sobre el agua y lo dio a beber a los hijos de Israel», los sabios interpretaron que Moisés pretendía poner a prueba a los israelitas de la misma manera que el procedimiento de Números 5:11-31 ponía a prueba a una esposa acusada de adulterio («sotah»).
Los rabinos enseñaron que a través de la palabra «este», Aarón se degradó, como se dice en Éxodo 32:22-24: «Y Aarón dijo: '... Lo arrojé al fuego y salió este becerro», y a través de la palabra «este», Aarón también fue elevado, como se dice en Levítico 6:13, «Esta es la ofrenda de Aarón y de sus hijos, que ofrecerán al Señor el día en que sea ungido» para convertirse en Sumo Sacerdote.
Un midrash señaló que Israel pecó con fuego al hacer el becerro de oro, como dice Éxodo 32:24: «Y lo arrojé al fuego, y salió este becerro». Y entonces vino Bezalel y curó la herida (y la construcción del Tabernáculo expió los pecados del pueblo al hacer el Becerro de Oro). El midrash lo comparó con las palabras de Isaías 54:16: «He aquí que yo he creado al herrero que sopla el fuego de los carbones». El midrash enseñaba que Bezalel era el herrero que Dios había creado para manejar el fuego. Y el midrash lo comparó con el caso del discípulo de un médico que aplicó una tirita a una herida y la curó. Cuando la gente empezó a alabarlo, su maestro, el médico, dijo que debían alabar al médico, porque él enseñó al discípulo. De manera similar, cuando todos dijeron que Bezalel había construido el Tabernáculo a través de su conocimiento y comprensión, Dios dijo que fue Dios quien lo creó y lo enseñó, como dice Isaías 54:16: «He aquí que yo he creado al herrero». Así, Moisés dijo en Éxodo 35:30: «véase, el Señor ha llamado por nombre a Bezalel».
Rav Naḥman bar Isaac dedujo de las palabras «si no, borra de tu libro que has escrito» en Éxodo 32:32 que en Rosh Hashaná se abren tres libros en el cielo. Rav Kruspedai dijo en nombre del rabino Joḥanan que en Rosh Hashaná se abren tres libros en el Cielo: uno para los completamente malvados, otro para los completamente justos y otro para los que están en medio. Los completamente justos son inscritos inmediatamente y de forma definitiva en el libro de la vida. Los completamente malvados son inscritos inmediatamente y de forma definitiva en el libro de la muerte. Y el destino de los que están en medio queda suspendido desde Rosh Hashaná hasta Yom Kipur. Si se lo merecen, se inscriben en el libro de la vida; si no se lo merecen, se inscriben en el libro de la muerte. Rabí Abin dijo que el Salmo 69:29 nos dice esto cuando dice: «Que sean borrados del libro de los vivos, y no sean escritos con los justos». «Que sean borrados del libro» se refiere al libro de los malvados. «De los vivos» se refiere al libro de los justos. «Y no sean escritos con los justos» se refiere al libro de los que están en medio. Rav Naḥman bar Isaac derivó esto de Éxodo 32:32, donde Moisés le dijo a Dios: «Si no, borra, te ruego, de tu libro que has escrito». «Borra, te ruego» se refiere al libro de los malvados. «De tu libro» se refiere al libro de los justos. «Que has escrito» se refiere al libro de los que están en medio. Una baraita enseñaba que las Casa de Shammai decían que habrá tres grupos en el Día del Juicio: uno de personas completamente justas, otro de personas completamente malvadas y otro de personas intermedias. Los completamente justos serán inscritos inmediatamente y de forma definitiva como merecedores de la vida eterna; los completamente malvados serán inscritos inmediatamente y de forma definitiva como condenados a la Gehinnom, como dice Daniel 12:2: «Y muchos de los que duermen en el polvo de la tierra serán despertados, unos para vida eterna y otros para vergüenza y confusión perpetua». Los que estén en medio bajarán al Gehinnom y gritarán y resucitarán, como dice Zacarías 13:9: «Y a la tercera parte la haré pasar por el fuego, y la purificaré como se purifica la plata, y la probaré como se prueba el oro. Invocarán mi nombre y yo les responderé». De ellos, Ana dijo en 1 Samuel 2:6: «El Señor mata y da vida, hace descender al sepulcro y hace subir». Al leer la descripción de Dios en Éxodo 34:6 como «abundante en bondad», la Casa de Hillel enseñó que Dios inclina la balanza hacia la gracia (para que los que están en medio no tengan que descender al Gehinnom), y de ellos David dijo en el Salmo 116:1-3: «Amo que el Señor escuche mi voz y mi súplica... Las cuerdas de la muerte me rodeaban, y los estrechos del inframundo se apoderaron de mí», y en su nombre David compuso la conclusión del Salmo 116:6: «Estaba abatido y Él me salvó».

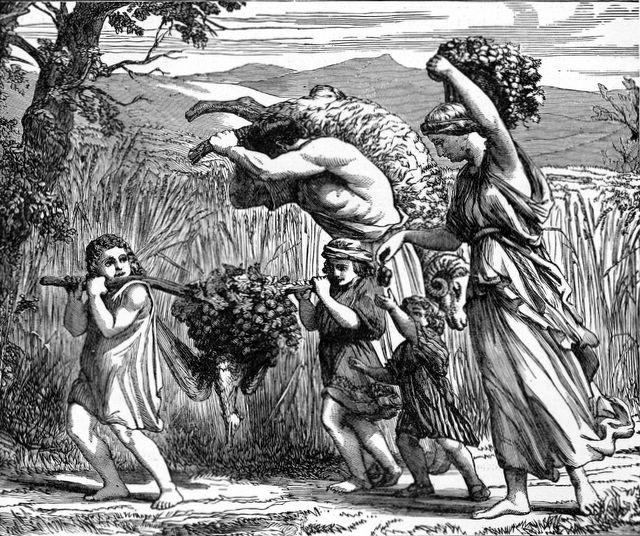
Una tierra donde fluyen la leche y la miel (ilustración de Henry Davenport Northrop de 1894 Treasures of the Bible)

### Éxodo, capítulo 33
Al leer Éxodo 24:3, el rabino Simlai enseñó que cuando los israelitas dieron prioridad al «haremos» sobre el «escucharemos», 600 000 ángeles ministradores vinieron y colocaron dos coronas en cada hombre israelita, una como recompensa por «haremos» y la otra como recompensa por «escucharemos». Pero tan pronto como los israelitas cometieron el pecado del Becerro de Oro, 1,2 millones de ángeles destructores descendieron y les quitaron las coronas, como se dice en Éxodo 33:6: «Y los hijos de Israel se despojaron de sus adornos desde el monte Horeb». 
La Guemará informó de una serie de relatos de rabinos sobre cómo la Tierra de Israel efectivamente fluía con «leche y miel», como se describe en Éxodo 3:8 y 17, 13:5 y 33:3, Levítico 20:24, Números 13:27 y 14:8, y Deuteronomio 6:3, 11:9, 26:9 y 15, 27:3 y 31:20. Una vez, cuando Rami bar Ezekiel visitó Bnei Brak, vio cabras pastando bajo higueras mientras la miel fluía de los higos, y la leche goteaba de las cabras mezclándose con la miel de higo, lo que le hizo comentar que era efectivamente una tierra que fluía leche y miel. El rabino Jacob ben Dostai dijo que hay unos cinco kilómetros de Lod a Ono, y una vez se levantó temprano por la mañana y caminó todo ese camino hasta los tobillos en miel de higo. Resh Lakish dijo que vio que el flujo de la leche y la miel de Seforis se extendía sobre un área de veinticuatro kilómetros por veinticuatro kilómetros. Rabbah bar Bar Hana dijo que vio el flujo de la leche y la miel en toda la Tierra de Israel y que el área total era igual a un área de veintidós parasangs por seis parasangs.

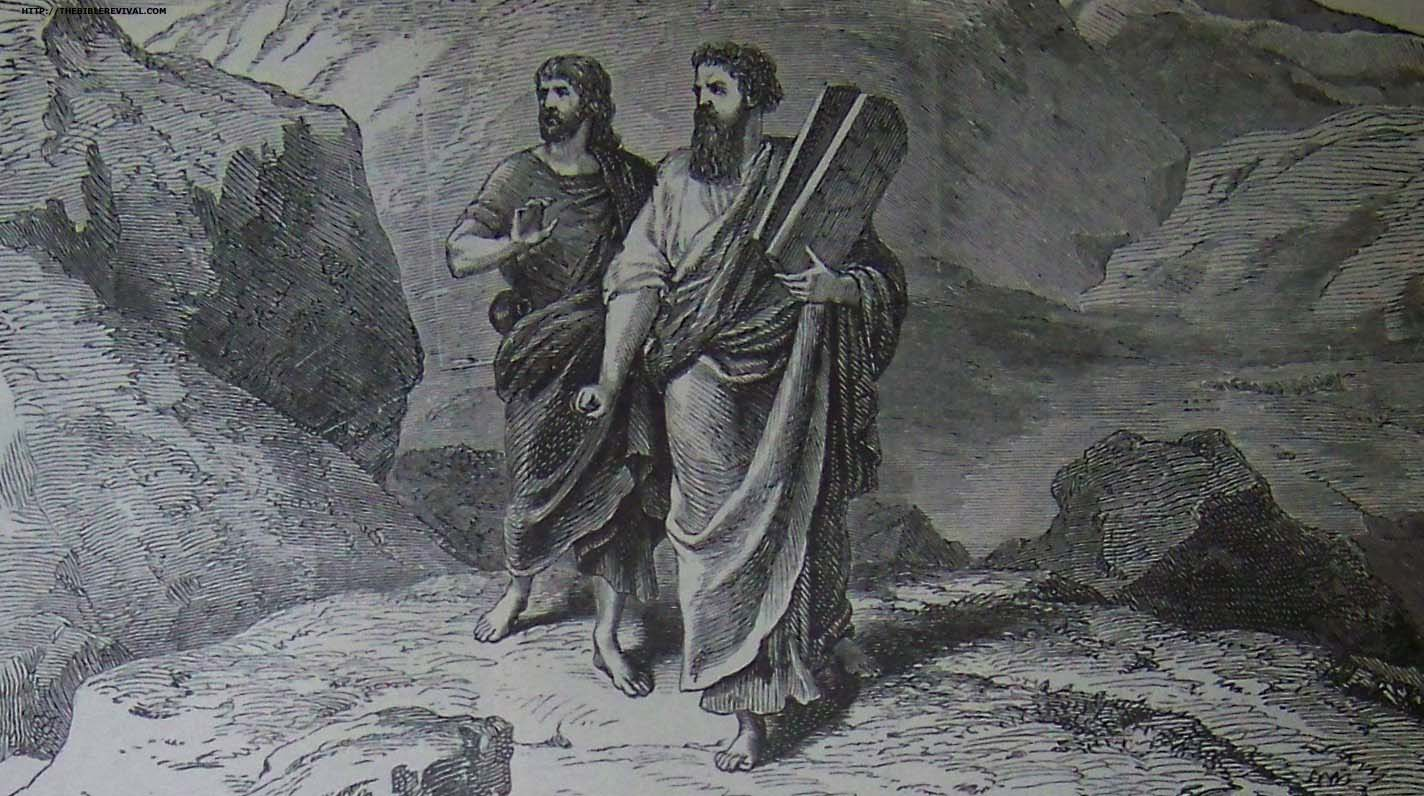
Moisés y Josué llevando la Ley (ilustración de la Biblia Holman de 1890)

El rabino Judah enseñó en nombre del rabino que cuando Moisés estaba muriendo, Josué le citó a Moisés el informe de Éxodo 33:11 sobre cómo Josué estuvo al lado de Moisés todo el tiempo. El rabino Judah informó en nombre del rabino que cuando Moisés estaba muriendo, invitó a Josué a preguntarle sobre cualquier duda que Josué pudiera tener. Josué respondió preguntándole a Moisés si alguna vez había dejado a Moisés por una hora y se había ido a otro lugar. Josué preguntó a Moisés si este no había escrito en Éxodo 33:11: «El Señor hablaba con Moisés cara a cara, como habla un hombre con su amigo... Pero su siervo Josué, hijo de Nun, no se apartaba del Tabernáculo». Las palabras de Josué hirieron a Moisés, e inmediatamente la fuerza de Moisés disminuyó, y Josué olvidó 300 leyes, y 700 dudas sobre las leyes surgieron en la mente de Josué. Los israelitas se levantaron entonces para matar a Josué (a menos que pudiera resolver estas dudas). Entonces Dios le dijo a Josué que no era posible darle las respuestas (porque, como dice Deuteronomio 30:11-12, la Torá no está en el Cielo). En su lugar, Dios ordenó entonces a Josué que ocupara la atención de los israelitas en la guerra, como se relata en Josué 1:1-2.
El rabino Samuel bar Naḥmani enseñó en nombre del rabino Jonathan que el informe de Éxodo 33:11 ayudó a iluminar las palabras de Josué 1:8 como una bendición. Ben Damah, hijo de la hermana del rabino Ishmael, preguntó una vez al rabino Ishmael si alguien que hubiera estudiado toda la Torá podría aprender la sabiduría griega. El rabino Ishmael respondió leyéndole a Ben Damah Josué 1:8: «Este libro de la ley no se apartará de tu boca, sino que meditarás en él día y noche». Y luego el rabino Ishmael le dijo a Ben Damah que fuera a buscar un momento que no fuera ni de día ni de noche y aprendiera la sabiduría griega entonces. El rabino Samuel bar Naḥmani, sin embargo, enseñó en nombre del rabino Jonathan que Josué 1:8 no es ni un deber ni un mandato, sino una bendición. Porque Dios vio que las palabras de la Torá eran muy valiosas para Josué, como dice Éxodo 33:11: «El Señor hablaba con Moisés cara a cara, como habla un hombre con su amigo. Y luego volvía al campamento. Su ministro Josué, hijo de Nun, un joven, no se apartaba de la tienda». Así que Dios le dijo a Josué que, dado que las palabras de la Torá eran tan preciosas para él, Dios le aseguró a Josué (en las palabras de Josué 1:8) que «este libro de la ley no se apartará de tu boca». Sin embargo, en la Escuela del Rabino Ishmael se enseñaba un baraita que decía que no se debían considerar las palabras de la Torá como una deuda que se debía desear saldar, ya que uno no tiene libertad para desistir de ellas.
Un midrash enseñó que Proverbios 27:18, «Y el que sirve a su señor será honrado», alude a Josué, porque Josué atendió a Moisés día y noche, como se relata en Éxodo 33:11, que dice: «Josué no se apartaba de en medio de la Tienda», y Números 11:28, que dice: «Josué... dijo: «Mi señor Moisés, enciérralos»». En consecuencia, Dios honró a Josué al decir de él en Números 27:21: «Se presentará ante el sacerdote Eleazar, quien le preguntará por él mediante el juicio del Urim.» Y debido a que Josué sirvió a su maestro Moisés, Josué alcanzó el privilegio de recibir el Espíritu Santo, como se relata en Josué 1:1: «Sucedió que después de la muerte de Moisés . . . que el Señor habló a Josué, el ministro de Moisés». El midrash enseñaba que no era necesario que Josué 1:1 dijera «el ministro de Moisés», por lo que el propósito de la declaración «el ministro de Moisés» era explicar que a Josué se le concedió el privilegio de la profecía porque era el ministro de Moisés. 

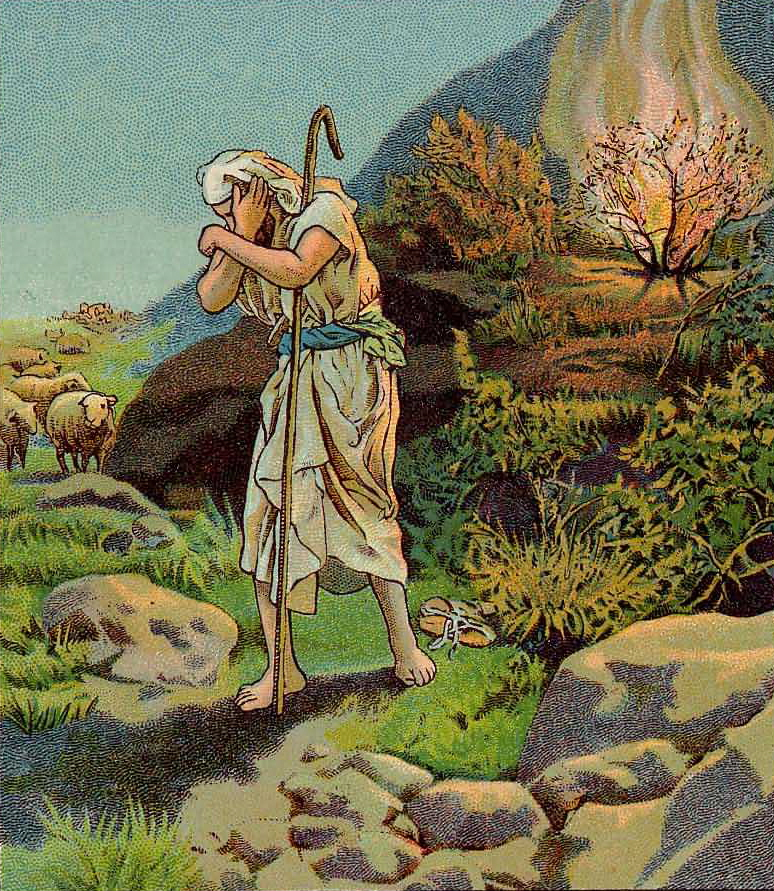
La zarza ardiente (ilustración de una tarjeta bíblica publicada en 1900 por Providence Lithograph Company)

Rav Nachman enseñó que el ángel del que Dios habló en Éxodo 23:20 era Metatrón (מטטרון). Rav Naḥman advirtió que quien sea tan hábil en refutar herejes como Rav Idit debería hacerlo, pero otros no. Una vez un hereje le preguntó a Rav Idit por qué en Éxodo 24:1 dice: «Y a Moisés le dijo: 'Sube al Señor'», cuando seguramente Dios debería haber dicho: «Sube a mí». Rav Idit respondió que fue el ángel Metatrón quien dijo eso, y que el nombre de Metatrón es similar al de su Maestro (y, de hecho, la gematria (valor numérico de las letras hebreas) de Metatrón (מטטרון) es igual al de Shadai (שַׁדַּי), el nombre de Dios en Génesis 17:1 y en otros lugares) porque Éxodo 23:21 dice: «porque mi nombre está en él». Pero si es así, replicó el hereje, deberíamos adorar a Metatrón. Rav Idit respondió que Éxodo 23:21 también dice: «No te rebeles contra él», con lo que Dios quiso decir: «No me cambies por él» (ya que la palabra para «rebelarse», (תַּמֵּר, «domador») deriva de la misma raíz que la palabra «cambiar»). El hereje preguntó entonces por qué en Éxodo 23:21 se dice: «no perdonará vuestra transgresión». Rav Idit respondió que, efectivamente, Metatrón no tiene autoridad para perdonar pecados, y los israelitas no lo aceptarían ni siquiera como mensajero, pues Éxodo 33:15 relata que Moisés le dijo a Dios: «Si tu presencia no va conmigo, no nos saques de aquí». 
Una baraita enseñada en nombre del rabino Josué ben Korhah que Dios le dijo a Moisés que cuando Dios quiso ser visto en la zarza ardiente, Moisés no quiso ver el rostro de Dios; Moisés ocultó su rostro en Éxodo 3:6, porque tenía miedo de mirar a Dios. Y luego, en Éxodo 33:18, cuando Moisés quiso ver a Dios, Dios no quiso ser visto; en Éxodo 33:20, Dios dijo: «No puedes ver mi rostro». Pero el rabino Samuel bar Naḥmani dijo en nombre del rabino Jonathan que, como compensación por tres actos piadosos que Moisés hizo ante la zarza ardiente, tuvo el privilegio de obtener tres recompensas. Como recompensa por ocultar su rostro en Éxodo 3:6, su rostro brilló en Éxodo 34:29. Como recompensa por su temor a Dios en Éxodo 3:6, los israelitas tuvieron miedo de acercarse a él en Éxodo 34:30. Como recompensa por su reticencia a «mirar a Dios», contempló la semejanza de Dios en Números 12:8. 
El Pirke De-Rabbi Eliezer relató lo que sucedió en Éxodo 33:18-34:6 después de que Moisés pidiera contemplar la Presencia de Dios en Éxodo 33:18. Moisés predijo que contemplaría la Gloria de Dios y expiaría las iniquidades de los israelitas en Yom Kippur. Ese día, Moisés le pidió a Dios (en las palabras de Éxodo 33:18) «Muéstrame, te ruego, tu gloria». Dios le dijo a Moisés que Moisés no podía ver la gloria de Dios para que no muriera, como se relata en Éxodo 33:20 Dios dijo: «el hombre no me verá y vivirá», pero por el juramento de Dios a Moisés, Dios accedió a hacer lo que Moisés le pidió. Dios ordenó a Moisés que se parara a la entrada de una cueva, y Dios haría que todos sus ángeles pasaran ante Moisés. Dios le dijo a Moisés que se mantuviera firme y que no temiera, como se relata en Éxodo 33:19: «Y dijo: Haré pasar toda mi bondad delante de ti». Dios le dijo a Moisés que cuando oyera el Nombre que Dios le había hablado, entonces Moisés sabría que Dios estaba ante él, como se relata en Éxodo 33:19. Los ángeles ministradores se quejaron de que servían ante Dios día y noche, y no podían ver la Gloria de Dios, pero este hombre, Moisés, nacido de mujer, deseaba ver la Gloria de Dios. Los ángeles se levantaron en ira y excitación para matar a Moisés, y él estuvo cerca de la muerte. Dios intervino en una nube para proteger a Moisés, como se relata en Éxodo 34:5: «Y el Señor descendió en la nube». Dios protegió a Moisés con el hueco de su mano para que no muriera, como se relata en Éxodo 33:22: «Y sucederá que, mientras pase Mi Gloria, te pondré en una hendidura de la roca, y te cubriré con Mi mano». Cuando Dios pasó, Dios retiró la palma de su mano de Moisés, y este vio rastros de la «Shechinah», como dice Éxodo 33:23: «Y apartaré mi mano, y verás mi espalda». Moisés comenzó a llorar a gritos y pronunció las palabras de Éxodo 34:6-7: «Señor, Señor, Dios compasivo y clemente...». Moisés le pidió a Dios que perdonara las iniquidades del pueblo en relación con el Becerro de Oro. Dios le dijo a Moisés que si le hubiera pedido perdón por las iniquidades de todo Israel, incluso hasta el fin de todas las generaciones, Dios lo habría hecho, ya que era el momento apropiado. Pero Moisés había pedido perdón en referencia al Becerro de Oro, por lo que Dios le dijo que sería de acuerdo con sus palabras, como dice Números 14:20: «Y el Señor dijo: 'He perdonado según vuestras palabras'»
El rabino José ben Halafta utilizó Éxodo 33:21 para ayudar a explicar cómo se puede llamar a Dios «el Lugar». Al leer las palabras «Y se posó sobre el lugar», en Génesis 28:11, que significan «Y se encontró con la Presencia Divina (Shejiná)», Rav Huna preguntó en nombre del Rabino Ammi por qué Génesis 28:11 asigna a Dios el nombre de «el Lugar». Rav Huna explicó que es porque Dios es el Lugar del mundo (el mundo está contenido en Dios, y no Dios en el mundo). El rabino José ben Halafta enseñó que no sabemos si Dios es el lugar del mundo de Dios o si el mundo de Dios es el lugar de Dios, pero de Éxodo 33:21, que dice: «He aquí que hay un lugar conmigo», se deduce que Dios es el lugar del mundo de Dios, pero el mundo de Dios no es el lugar de Dios. El rabino Isaac enseñó que al leer Deuteronomio 33:27, «El Dios eterno es una morada», uno no puede saber si Dios es la morada del mundo de Dios o si el mundo de Dios es la morada de Dios. Pero al leer el Salmo 90:1, «Señor, Tú has sido nuestra morada», se deduce que Dios es la morada del mundo de Dios, pero el mundo de Dios no es la morada de Dios. Y el rabino Abba ben Judan enseñó que Dios es como un guerrero montado a caballo con las túnicas del guerrero ondeando a ambos lados del caballo. El caballo es subsidiario del jinete, pero el jinete no es subsidiario del caballo. Así, en el libro de Habacuc 3:8 se dice: «Cabalgas sobre tus caballos, sobre tus carros de victoria».

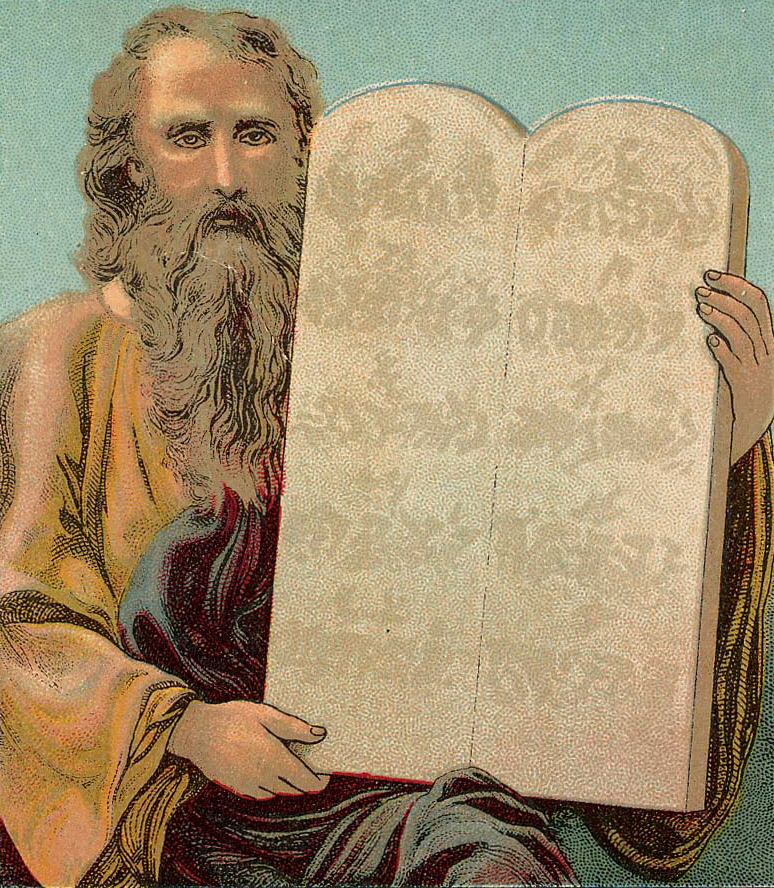
Las Tablas de los Diez Mandamientos (ilustración de una tarjeta bíblica publicada en 1907 por Providence Lithograph Company)

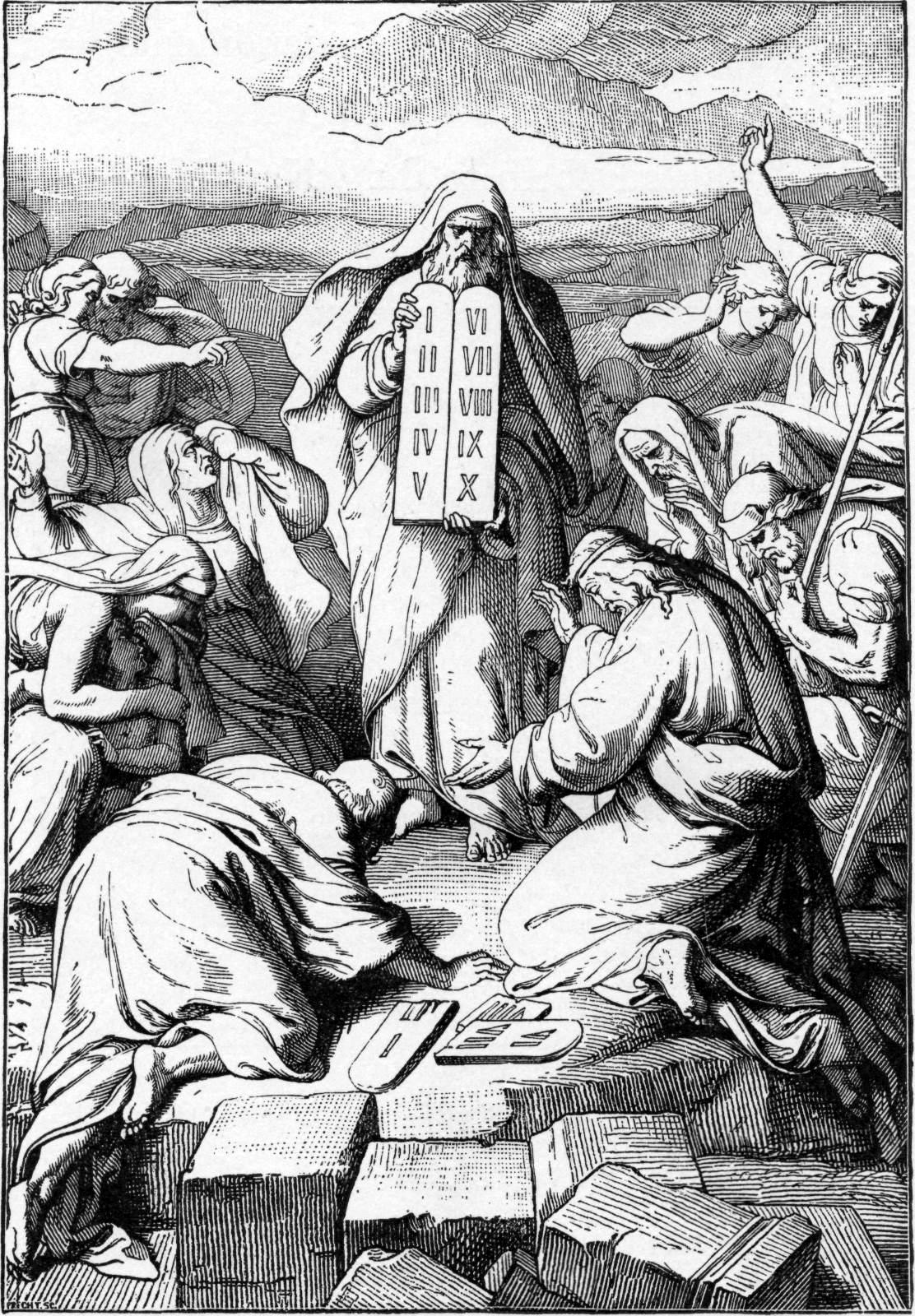
Moisés con las dos nuevas tablas de piedra (ilustración de Bible Pictures and What They Teach Us, de 1897, de Charles Foster)

### Éxodo, capítulo 34
Rabán Yojanán ben Zakai explicó por qué Dios talló las dos primeras tablas, pero ordenó a Moisés que tallara las dos segundas en Éxodo 34:1. Rabán Yojanán ben Zakai lo comparó con el caso de un rey que tomó una esposa y pagó el papel para el contrato matrimonial, el escriba y el vestido de novia. Pero cuando la vio retozando con uno de sus siervos, se enfadó con ella y la despidió. Su agente acudió al rey y argumentó que ella se había criado entre siervos y, por tanto, estaba familiarizada con ellos. El rey le dijo al agente que si deseaba que el rey se reconciliara con ella, el agente debía pagar el papel y el escriba un nuevo contrato de boda y el rey lo firmaría. Del mismo modo, cuando Moisés habló con Dios después de que los israelitas cometieran el pecado del Becerro de Oro, Moisés argumentó que Dios sabía que Dios había sacado a los israelitas de Egipto, una casa de idolatría. Dios respondió que si Moisés deseaba que Dios se reconciliara con los israelitas, entonces Moisés tendría que traer las tablas por su propia cuenta, y Dios añadiría su firma, como Dios dice en Éxodo 34:1: «Y escribiré en las tablas».
En Deuteronomio 18:15, Moisés predijo que «el Señor tu Dios te levantará un profeta... como yo», y el rabino Joḥanan enseñó que los profetas tendrían que ser, como Moisés, fuertes, ricos, sabios y mansos. Fuerte, porque Éxodo 40:19 dice de Moisés: «extendió la tienda sobre el tabernáculo», y un Maestro enseñó que el propio Moisés la extendió, y Éxodo 26:16 informa: «Diez codos será la longitud de una tabla». Del mismo modo, la fuerza de Moisés puede derivarse de Deuteronomio 9:17, en el que Moisés relata: «Y tomé las dos tablas, y las eché de mis dos manos, y las rompí», y se enseñó que las tablas tenían seis palmos de largo, seis de ancho y tres de grosor. Rico, como se relata en Éxodo 34:1, la instrucción de Dios a Moisés: «Talla para ti dos tablas de piedra», y los rabinos interpretaron el versículo para enseñar que las tablas pertenecerían a Moisés. Sabio, porque Rav y Samuel dijeron que se crearon 50 puertas de entendimiento en el mundo, y todas menos una se le dieron a Moisés, porque el Salmo 8:6 dice de Moisés: «Lo has hecho un poco menor que Dios». Manso, porque Números 12:3 dice: «Ahora bien, el hombre Moisés era muy manso».
La Guemará enseñó que tanto las tablas del Pacto como las tablas rotas se colocaron en el Arca del Pacto en el Templo. Aunque las primeras tablas se rompieron, su santidad obligaba a los israelitas a tratarlas con respeto. El rabino Josué ben Levi enseñó además que un anciano que olvidara el conocimiento de la Torá que una vez poseyó es como esas tablas rotas, y uno debe tener cuidado de seguir respetando a ese anciano por la Torá que una vez poseyó. 
El Sifre enseñó que Éxodo 34:6 muestra atributos de Dios que las personas deben emular. Deuteronomio 11:22 ordena a las personas «amar al Señor tu Dios, y andar en todos sus caminos». El Sifre enseñó que seguir los caminos de Dios significa ser, en palabras de Éxodo 34:6, «misericordioso y clemente».
El Talmud de Jerusalén ve el atributo de perdón de Dios en Éxodo 34:6. El Talmud de Jerusalén enseñó que si, en el Día del Juicio, la mayor parte del historial de uno consiste en hechos honorables, uno heredará el Jardín del Edén, pero si la mayor parte consiste en transgresiones, uno heredará Gehenna. Si el registro está equilibrado, el rabino Yosé ben Ḥaninah leyó Números 14:18 no para decir «perdona los pecados», sino «perdona [un] pecado». Es decir, Dios rompe un documento que registra un pecado, de modo que los actos honorables de uno superarán los pecados y uno podrá heredar el Jardín del Edén. Al leer el Salmo 62:13, «A ti, Señor, te pertenece el amor inquebrantable. Porque tú retribuyes a una persona según su obra», el rabino Eleazar argumentó que el Salmo 62:13 no dice «su obra», sino «como su obra», enseñando que si una persona carece de buenas obras, Dios le dará una de las suyas, para que los méritos de la persona superen sus pecados. El Talmud de Jerusalén señaló que esto es coherente con la interpretación del rabino Eleazar de las palabras «abundante en misericordia» en Éxodo 34:6. El rabino Eleazar interpretó Éxodo 34:6 para enseñar que Dios inclina la balanza a favor de la misericordia para que una persona pueda heredar el Jardín del Edén.
El Talmud babilónico reconcilió las aparentes incoherencias en los atributos de Dios en Éxodo 34:6-7. Rav Huna contrastó la descripción de Dios en dos partes del Salmo 145:17. Rav Huna preguntó cómo, en las palabras del Salmo 145:17, Dios podía ser simultáneamente «justo en todos sus caminos» y «clemente en todas sus obras». ¿Cómo puede Dios ser justo y misericordioso al mismo tiempo? Al principio, Dios es justo, y al final, clemente (cuando Dios ve que el mundo no puede soportar una justicia estricta). De manera similar, el rabino Eleazar contrastó dos atributos mencionados en el Salmo 62:13. El rabino Eleazar preguntó cómo podía ser cierto simultáneamente que, en palabras del Salmo 62:13, «a ti, Señor, pertenece la misericordia», y «pues tú retribuyes a cada uno según su obra». Al principio, Dios «retribuye a cada uno según su obra», pero al final, «a ti, Señor, pertenece la misericordia». De manera similar, Ilfi (u otros dicen Ilfa) contrastó dos atributos. Éxodo 34:6 informa que Dios es «abundante en bondad», y luego Éxodo 34:6 dice: «y en verdad». Ilfi preguntó cómo podían ser ambas cosas ciertas. Al principio, Dios muestra «verdad», y al final, «abundante... bondad». El rabino Joḥanan dijo que si no estuviera escrito en Éxodo 34:6-7, sería imposible decir que tal cosa tuvo lugar. Pero Éxodo 34:6-7 enseña que Dios se envolvió en un manto de oración como el líder de las oraciones de la congregación y le mostró a Moisés el orden de la oración. Dios le dijo a Moisés que cada vez que Israel pecara, debían recitar el pasaje de Éxodo 34:6-7 que contiene los 13 atributos de Dios, y Dios los perdonaría. El Talmud interpretó las palabras «El Señor, el Señor» en Éxodo 34:6 para enseñar que Dios es el Eterno (que muestra misericordia) antes de que los humanos pequen y lo mismo después de que pequen y se arrepientan. Rav Judah interpretó las palabras «un Dios misericordioso y clemente» en Éxodo 34:6 para enseñar que con los 13 Atributos, Dios hizo un pacto para que los judíos no se vayan con las manos vacías cuando reciten los Atributos, ya que poco después, en Éxodo 34:10, Dios dice: «He aquí que hago un pacto».
Una baraita informó que el rabino Elazar dijo que no se puede leer «absolver» en Éxodo 34:7 para aplicarlo a todas las transgresiones, ya que «no absolverá» también se dice en Éxodo 34:7. El rabino Elazar resolvió la aparente contradicción enseñando que Dios absuelve a los que se arrepienten y no absuelve a los que no se arrepienten. Por lo tanto, tanto el «arrepentimiento» como la «absolución» se mencionaron en el Monte Sinaí.
Al leer el atributo «longanimidad» (en hebreo, «erekh appayim») en Éxodo 34:6, el rabino Haggeo (o algunos dicen que el rabino Samuel bar Naḥmani) preguntó por qué dice «erekh appayim», utilizando una forma plural (que significa «rostros» o «semblantes») en lugar de «erekh af», utilizando el singular. erekh appayim, utilizando una forma plural (que significa «rostros» o «semblantes») en lugar de אֶרֶךְ אַף, erekh af, utilizando la forma singular. El rabino respondió que esto significa que Dios es paciente de dos maneras: Dios es paciente con los justos, es decir, Dios retrasa el pago de su recompensa (hasta el Mundo Venidero); y Dios también es paciente con los malvados, es decir, Dios no los castiga inmediatamente (espera hasta el Mundo Venidero). 
El Pirke De-Rabbi Eliezer dijo que Dios le dijo a la Torá las palabras de Génesis 1:26: «Hagamos al hombre a nuestra imagen, conforme a nuestra semejanza». La Torá respondió que el hombre que Dios buscaba crear tendría una vida limitada y estaría lleno de ira, y que caería en el poder del pecado. A menos que Dios fuera paciente con él, continuó la Torá, sería mejor que el hombre no viniera al mundo. Dios preguntó a la Torá si era en vano que Dios fuera llamado (haciendo eco de Éxodo 34:6) «lento para la ira» y «abundante en amor».  Entonces Dios se dispuso a crear al hombre.
Ampliando Éxodo 3:14, «Y Dios dijo a Moisés...», el rabino Abba bar Memel enseñó que, en respuesta a la petición de Moisés de conocer el Nombre de Dios, Dios le dijo a Moisés que Dios es llamado según la obra de Dios; a veces las Escrituras llaman a Dios «Dios Todopoderoso», «Señor de los Ejércitos», «Dios» o «Señor». Cuando Dios juzga a los seres creados, las Escrituras llaman a Dios «Dios», y cuando Dios hace la guerra contra los malvados, las Escrituras llaman a Dios «Señor de los Ejércitos» (como en 1 Samuel 15:2 e Isaías 12:14-15). Cuando Dios suspende el juicio por los pecados de una persona, la Escritura llama a Dios «El Shadday» («Dios Todopoderoso»), y cuando Dios es misericordioso con el mundo, la Escritura llama a Dios «Adonai» («Señor»), porque «Adonai» se refiere al atributo de la misericordia, como dice Éxodo 34:6: «El Señor, el Señor (Adonai, Adonai), Dios, misericordioso y clemente». Por lo tanto, en Éxodo 3:14, Dios dijo: «Yo soy el que soy» en virtud de mis obras.
En una baraita, la Casa de Shammai enseñó que en el gran Día del Juicio al final de los días, las personas se dividirán en tres grupos: personas totalmente justas, personas totalmente malvadas y personas intermedias. La Casa de Hillel enseñó que el Dios a quien Éxodo 34:6 describe como «abundante en bondad» inclinará la balanza a favor de la bondad, de modo que las personas intermedias no tendrán que pasar por la Gehena.

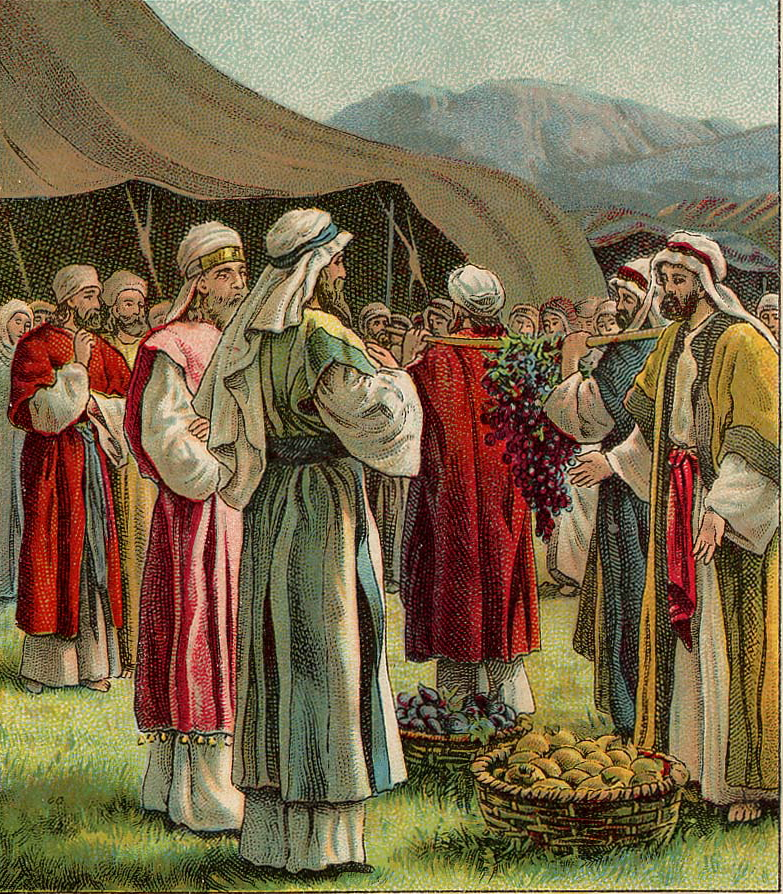
Los dos informes de los espías (ilustración de una tarjeta bíblica publicada en 1907 por Providence Lithograph Company)

El Rabino José interpretó las palabras «que perdona la iniquidad, la transgresión y el pecado, pero que de ningún modo tendrá por inocente al malvado» en Éxodo 34:7 para enseñar que una persona que peca una, dos o incluso tres veces es perdonada, pero la que peca cuatro veces no lo es. El rabino José citó como apoyo el Libro de Amós 2:6, donde Dios dice: «por tres transgresiones de Israel», Dios no revocaría su perdón, y Job 33:29, que dice: «Dios hace estas cosas dos veces, sí tres veces, con un hombre».
Una baraita enseñaba que cuando Moisés ascendió para recibir la Torá de Dios, Moisés encontró a Dios escribiendo «paciencia» entre las palabras con las que Éxodo 34:8 describe a Dios. Moisés preguntó a Dios si Dios se refería a la paciencia con los justos, a lo que Dios respondió que Dios es paciente incluso con los malvados. Moisés exclamó que Dios podía dejar que los malvados perecieran, pero Dios advirtió a Moisés que Moisés llegaría a desear la paciencia de Dios para con los malvados. Más tarde, cuando los israelitas pecaron en el incidente de los espías, Dios le recordó a Moisés que él había sugerido que Dios fuera paciente solo con los justos, a lo que Moisés respondió que Dios había prometido ser paciente incluso con los malvados. Y es por eso que Moisés, en Números 14:17-18, citó a Dios que Dios es «lento para la ira».
El Seder Olam Rabbah enseñó que Moisés descendió del monte Sinaí el 10 de Tishrei—Yom Kippur —y anunció que Dios había mostrado a los israelitas el placer de Dios, como dice Éxodo 34:9: «Perdonarás nuestros crímenes y pecados y nos dejarás heredar», y después de eso, todos los israelitas se presentaron en la asamblea que Moisés convocó en Éxodo 35:1, y Moisés les ordenó construir el Tabernáculo. 
El Tratado Beitzah en la Mishná, la Tosefta, el Talmud de Jerusalén y el Talmud de Babilonia interpretaron las leyes comunes a todas las fiestas en Éxodo 12:3-27, 43-49; 13:6-10; 23:16; 34: 18-23; Levítico 16; 23:4-43; Números 9:1-14; 28:16-30:1; y Deuteronomio 16:1-17; 31:10-13.
El tratado Bekhorot en la Mishná, la Tosefta y el Talmud interpretaron las leyes del primogénito en Éxodo 13:1-2, 12-13; 22:28-29; y 34:19-20; y Números 3:13 y 8:17. Mishná Bejurót 1:1–6:12; Tosefta Bejurót 1:1–7:15; En otro lugar, la Mishná interpretó Éxodo 34:20 para permitir que el dinero a cambio de la redención de un hijo primogénito se diera a cualquier sacerdote (כֹּהֵן, kohen); que si una persona teje el pelo de un burro primogénito en un saco, el saco debe ser quemado; que no redimieron con el primogénito de un burro un animal que entraba en las categorías de salvaje y doméstico (un «koy»); y que estaba prohibido obtener beneficio alguno de un burro primogénito no redimido. Y en otra parte, la Mishná enseñaba que antes de que los israelitas construyeran el Tabernáculo, los primogénitos realizaban los servicios de sacrificio, pero después de que los israelitas construyeran el Tabernáculo, los sacerdotes (כֹּהֲנִים, «Kohanim») realizaban los servicios.
Al leer Éxodo 13:13, «Y todo primogénito de asno redimirás con un cordero», y Éxodo 34:20, «y el primogénito de un asno redimirás con un cordero», la Mishná señaló que la Torá establece esta ley dos veces, y dedujo que, por lo tanto, no se está obligado por esta ley a menos que tanto el animal que pare como el animal nacido sean asnos. La Mishná concluyó así que una vaca que da a luz a un ternero como un asno y un asno que da a luz a un potro como un caballo están exentos de que su descendencia sea considerada primogénita.
La Mishná enseñó que la Torá no fijó ninguna cantidad para las ofrendas de apariencia que Éxodo 23:14-17 y 34:20 y Deuteronomio 16:16 exigían que los israelitas trajeran para las tres fiestas anuales de peregrinación.
Rabí Akiva interpretó Éxodo 34:21 para prohibir arar antes del año sabático («Shmita») que cosecharía beneficios en el año sabático y para prohibir cosechar en el año después del año sabático productos que crecieron en el año sabático. Sin embargo, Rabbi Ishamel argumentó que Éxodo 34:21 se aplicaba al sábado y limitaba su prohibición al arado y la siega, no a otras cosas exigidas por el mandamiento.
El Tratado Sukkah en la Mishná, la Tosefta, el Talmud de Jerusalén y el Talmud de Babilonia interpretaron las leyes de Sucot en Éxodo 23:16; y 34:22; Levítico 23:33–43; Números 29:12–34; y Deuteronomio 16: 13-17; y 31:10-13.
Tractate Pesachim en la Mishná, la Tosefta, el Talmud de Jerusalén y el Talmud babilónico interpretan las leyes de la Pascua en Éxodo 12:3-27, 43-49; 13:6-10; 23:15; 34:25; Levítico 23:4-8; Números 9:1-14; 28: 16-25; y Deuteronomio 16:1-8.
La Mishná señaló diferencias entre la primera Pascua en Éxodo 12:3-27, 43-49; 13:6-10; 23:15; 34:25; Levítico 23:4-8; Números 9:1-14; 28:16-25; y Deuteronomio 16:1-8. y la segunda Pascua en Números 9:9-13. La Mishná enseñaba que las prohibiciones de Éxodo 12:19 de que «durante siete días no se hallará levadura en vuestras casas» y de Éxodo 13:7 de que «no se verá levadura en todo vuestro territorio» se aplicaban a la primera Pascua; mientras que en la segunda Pascua, se podía tener pan con levadura y sin levadura en la propia casa. Y la Mishná enseñaba que para la primera Pascua, se requería recitar el Hallel (Salmos 113-118) cuando se comía el cordero de Pascua; mientras que la segunda Pascua no requería la recitación del Hallel cuando se comía el cordero de Pascua. Pero tanto la primera como la segunda Pascua requerían la recitación del Hallel cuando se ofrecían los corderos pascuales, y ambos corderos pascuales se comían asados con pan sin levadura y hierbas amargas. Y tanto la primera como la segunda Pascua tenían prioridad sobre el sábado.
El tratado Bikkurim en la Mishná, la Tosefta y el Talmud de Jerusalén interpretó las leyes de las primicias en Éxodo 23:19 y 34:26, Números 18:13 y Deuteronomio 12:17-18, 18:4 y 26:1-11.
La Mishná enseñaba que la Torá no establecía ninguna cantidad para las primicias que los israelitas debían traer.
La Mishná enseñaba que enterraban la carne que se había mezclado con leche, lo que violaba Éxodo 23:19 y 34:26 y Deuteronomio 14:21.
El rabino Simeon ben Yoḥai enseñó que, debido a que la generación del Diluvio transgredió la Torá que Dios dio a la humanidad después de que Moisés permaneciera en la montaña durante 40 días y 40 noches (como se informa en Éxodo 24:18 y 34:28 y Deuteronomio 9:9-11, 18, 25 y 10:10), Dios anunció en Génesis 7:4 que haría «llover sobre la tierra cuarenta días y cuarenta noches».

## En la interpretación judía medieval
La parashá se discute en estas fuentes judías medievales:

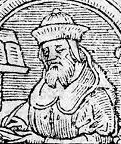
Rashi

### Éxodo capítulo 32
Rashi informó de una interpretación del rabino Moshe ha-Darshan de que, dado que los levitas se sometieron en expiación por los primogénitos que habían practicado la idolatría al adorar al Becerro de Oro (en Éxodo 32), y el Salmo 106:28 llama a la adoración de ídolos «sacrificios a los muertos», y en Números 12:12 Moisés llamó a un afligido por tzaraat «como a un muerto», y Levítico 14:8 exigía que los afectados por tzaraat se afeitaran, por lo que Dios exigía que los levitas también se afeitaran. 

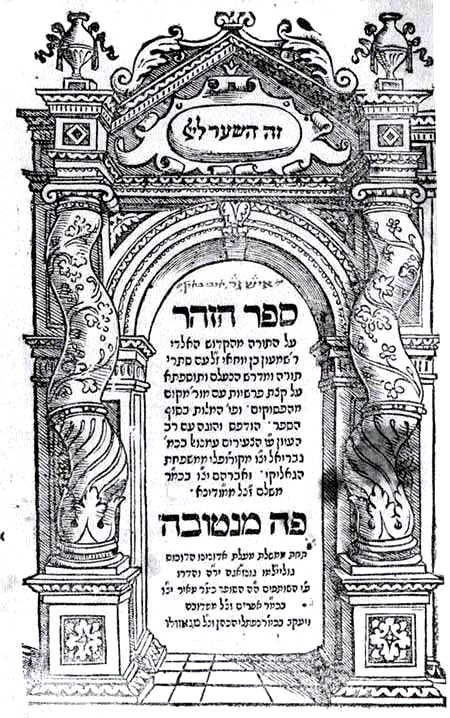
La primera página del Zohar

El Zóhar comparó a Moisés con Noé y encontró a Moisés superior. Cuando Dios le dijo a Moisés en Éxodo 32:10: «Ahora, pues, déjame que se encienda mi ira contra ellos y los consuma; y de ti haré una gran nación», Moisés preguntó inmediatamente si era posible que abandonara a Israel para su propio beneficio. Moisés protestó diciendo que el mundo diría que había matado a Israel y que les había hecho lo mismo que Noé a su generación. Porque cuando Dios le ordenó a Noé que se salvara a sí mismo y a su familia del diluvio, Noé no intercedió en nombre de su generación, sino que los dejó perecer. Es por esta razón que las Escrituras nombran las aguas del diluvio en honor a Noé, como dice Isaías 54:9: «Porque esto es como las aguas de Noé para mí». Así, Moisés buscó misericordia para su pueblo, y Dios ciertamente les mostró misericordia.
Leyendo Números 1:1–2 «El Señor habló... en el desierto del Sinaí... el primer día del mes... 'Haced un censo'», Rashi enseñó que Dios contaba a los israelitas a menudo porque eran queridos por Dios. Cuando salieron de Egipto, Dios los contó en Éxodo 12:37; cuando muchos cayeron por el pecado del Becerro de Oro, Dios los contó en Éxodo 32:28 para saber el número de los que sobrevivieron; cuando Dios vino a hacer que la Presencia Divina descansara entre ellos, Dios los contó. El primero de Nisán, se erigió el Tabernáculo, y el primero de Iyar, Dios los contó.
Baḥya ibn Paquda enseñó que, debido a que Dios mostró una bondad especial a los israelitas entre los pueblos, sacándolos de Egipto y llevándolos a la tierra de Canaán, Dios los puso bajo una obligación de servicio, más allá del servicio universal esperado de todos los pueblos. Esto consiste en la obediencia a mandamientos que tienen su base únicamente en la revelación, más allá de los deberes morales exigidos por la razón. Baḥya enseñó que quien asumía el servicio para la gloria de Dios era favorecido por Dios con generosidades especiales, y Dios les imponía una obligación de servicio adicional además del servicio debido por otros. Baḥya citó como ejemplo cuando Moisés dijo en Éxodo 32:26: «¿Quién está de parte del Señor? Que venga a mí». Y todos los descendientes de Leví se reunieron con él. Dios mostró entonces a los levitas un favor adicional y eligió de entre ellos a Aarón y a sus hijos para que fueran sacerdotes. Dios encargó a los levitas preceptos particulares además de los que Dios dio al resto de la nación, y les prometió una gran recompensa en la vida futura. 

### Éxodo, capítulo 34
Rashi enseñó que fue el primer día de Elul cuando Dios le dijo a Moisés, en las palabras de Éxodo 34:2, «Por la mañana subirás al monte Sinaí», para recibir las segundas tablas, y Moisés pasó allí 40 días, como se relata en Deuteronomio 10:10, «Y permanecí en el monte como los primeros días». Y en Yom Kippur, Dios se apaciguó con Israel y le dijo a Moisés, en palabras de Números 14:20, «Os he perdonado, como habéis dicho».
Rabbeinu Tam identificó los Trece Atributos de Dios en Éxodo 34:6–7 de la siguiente manera: (1) יְהוָה, «YHVH»: misericordia antes de pecar; (2) יְהוָה, «YHVH»: misericordia después de pecar; (3) אֵל, «El»: poder en la misericordia; (4) רַחוּם, Raḥum: compasivo; (5) וְחַנּוּן, VeḤanun: y misericordioso; (6) אֶרֶךְ אַפַּיִם Erekh appayim: lento para la ira; (7) וְרַב-חֶסֶד VeRav ḥesed: y abundante en bondad; (8) וֶאֱמֶת VeEmet: y verdad; (9) נֹצֵר חֶסֶד לָאֲלָפִים Notzer ḥesed laalafim: preservador de la bondad durante miles de generaciones; (10) נֹשֵׂא עָוֹן Noseh avon: perdonar la iniquidad; (11) וָפֶשַׁע, VaFeshah: y el pecado intencionado; (12) וְחַטָּאָה, VeḤata'ah: y error; (13) וְנַקֵּה, VeNakeh: y perdonar.
Al leer la descripción de Dios de sus atributos en Éxodo 34:6, Baḥya ibn Paquda argumentó que podemos ver que Dios posee estos atributos a partir de la evidencia de los actos de Dios hacia sus creaciones y de la sabiduría y el poder que reflejan los actos de Dios. Pero Baḥya advirtió que hay que tener cuidado de no tomar las descripciones de los atributos de Dios literalmente o en un sentido físico. Más bien, uno debe saber que son metáforas, orientadas a lo que somos capaces de comprender con nuestras facultades de entendimiento, debido a nuestra urgente necesidad de conocer a Dios. Pero Dios es infinitamente mayor y más elevado que todos estos atributos.

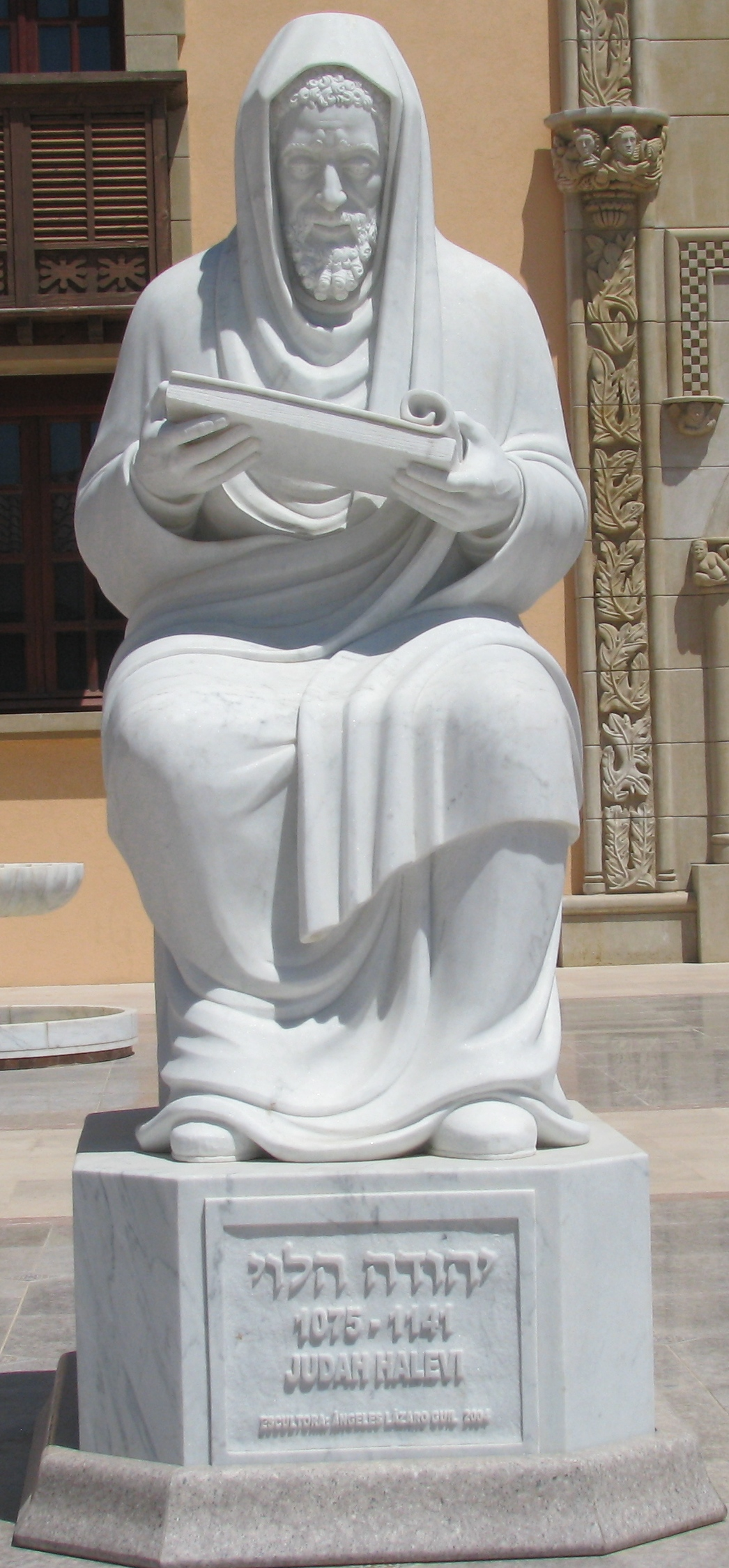
Judah Halevi

Al interpretar los atributos de Dios en Éxodo 34:6-7, Judá Halevi argumentó que todas las caracterizaciones de Dios, excepto el Nombre de Dios de cuatro letras, el Tetragrámaton, son predicados y descripciones atributivas, derivadas de la forma en que las acciones de Dios afectan al mundo. La gente llama a Dios «misericordioso» si mejora la condición de alguien a quien la gente compadece. La gente atribuye a Dios «misericordia» y «compasión», aunque Halevi veía estos atributos como debilidades del alma y un movimiento rápido de la naturaleza. Halevi argumentaba que esto no puede aplicarse realmente a Dios, que es un juez justo, que ordena la pobreza a uno y la riqueza a otro. La naturaleza de Dios, argumentaba Halevi, permanece inalterada, sin compasión por uno ni ira por otro. Dios decide según la ley, haciendo felices a unos y miserables a otros. Dios se aparece a las personas, mientras observamos las acciones de Dios, a veces (en palabras de Éxodo 34:6) como un «Dios misericordioso y compasivo», y a veces (en palabras de Nahúm 1:2) como «un Dios celoso y vengativo», mientras que en realidad Dios nunca cambia. Halevi dividió todos los Atributos (aparte del Tetragrámaton) en tres clases: creativos, relativos y negativos. E identificó como atributos creativos aquellos derivados del efecto de Dios en el mundo, como hacer pobres y ricos, levantar o humillar, «misericordioso y compasivo», «celoso y vengativo», «fuerte y todopoderoso», y similares.

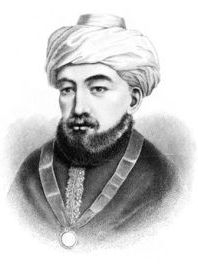
Maimónides

Del mismo modo, Maimónides equiparó el conocimiento de los atributos de Dios con el conocimiento de las obras de Dios. Debido a que en Éxodo 34:6-7, Dios enseñó a Moisés atributos que se refieren únicamente a las obras de Dios, Maimónides dedujo que Dios había prometido darle a Moisés un conocimiento de las obras de Dios. Maimónides concluyó así que las formas en que Moisés deseaba conocer, y que Dios le enseñó, eran las acciones de Dios. Maimónides los equiparó con lo que los sabios llamaban «atributos» (מִדּוֹת, «middot»), y señaló que el Talmud hablaba de los 13 «atributos» de Dios. Y la Mishná también utilizó el término en referencia al hombre, diciendo, por ejemplo, «Hay cuatro tipos diferentes (מִדּוֹת, middot) entre los que van a la casa de aprendizaje», y «Hay cuatro rasgos diferentes (מִדּוֹת, middot) entre los que dan caridad».  Maimónides argumentó que los Sabios no querían decir que Dios realmente poseyera Atributos, sino que Dios realiza acciones similares a las acciones humanas que en los humanos fluyen de ciertos Atributos y ciertas disposiciones mentales, mientras que Dios no tiene tales disposiciones. Aunque a Moisés se le mostró toda la bondad de Dios, es decir, todas las obras de Dios, Éxodo 34:6-7 menciona solo los 13 atributos, porque incluyen aquellos actos de Dios que se refieren a la creación y al gobierno de la humanidad, y conocer estos actos era el objetivo principal de la oración de Moisés. Maimónides encontró pruebas de esto en la conclusión de la oración de Moisés en Éxodo 33:16, «para que te conozca, para que encuentre gracia ante tus ojos y considere que esta nación es tu pueblo». Es decir, Moisés buscaba comprender los caminos de Dios al gobernar a los israelitas, para poder actuar de manera similar. Maimónides concluyó que «los caminos» utilizados en la Biblia son idénticos a los «Atributos» utilizados en la Mishná, que denotan los actos que emanan de Dios en referencia al universo.
Sin embargo, el Zóhar encontró en los atributos de Dios componentes del nombre esencial de Dios. En el Zóhar, el rabino Simeón enseñó a partir del Libro del Misterio que el Nombre Divino tiene una forma revelada y una oculta. En su forma revelada, está escrito como el Nombre de Dios de cuatro letras, el Tetragrámaton, pero en su forma no revelada está escrito con otras letras, y esta forma no revelada representa la más recóndita de todas. En el Zóhar, el rabino Judá enseñó que incluso la forma revelada del Nombre está oculta bajo otras letras (como el nombre ADoNaY, אֲדֹנָי, está oculto dentro de ADNY, אדני) para ocultar lo más recóndito de todo. En las letras del Nombre de Dios se ocultan 22 Atributos de la Misericordia, a saber, los 13 Atributos de Dios en Éxodo 34:6-7 y nueve Atributos del Mikroprosopus, el aspecto menos revelado de Dios. Todos ellos se combinan en un Nombre compuesto. Cuando la gente era más reverente, los sacerdotes pronunciaban abiertamente el Nombre a oídos de todos, pero cuando la irreverencia se generalizó, el Nombre se ocultó bajo otras letras. En la época en que se reveló el Nombre, el sacerdote concentraba su mente en su significado profundo e interno, y pronunciaba el Nombre de manera acorde con ese significado. Pero cuando la irreverencia se generalizó en el mundo, ocultó todo dentro de las letras escritas. El Zóhar enseñaba que Moisés pronunció las 22 letras en dos secciones, primero en Éxodo 34:6-7 en los Atributos de Dios, y segundo en Números 14:18, cuando pronunció nueve Atributos de la Misericordia que son inherentes al Mikroprosopus, y que se irradian de la luz de Dios. Todo esto lo combinó el sacerdote cuando extendió sus manos para bendecir al pueblo de acuerdo con Números 6:23-26, para que todos los mundos recibieran las bendiciones de Dios. Es por esta razón que Números 6:23 dice simplemente «decir» (אָמוֹר, amor), en lugar de la forma imperativa «decir» (אִמְרִי, imri), en referencia a las letras ocultas dentro de las palabras de la bendición sacerdotal. La palabra אָמוֹר, amor tiene en sus letras el valor numérico de 248 menos uno (א es igual a 1; מ es igual a 40; ו equivale a 6; ר equivale a 200; y 1 + 40 + 6 + 200 = 247), igual al número de las partes del cuerpo de un hombre, excepto la parte de la que dependen todas las demás. Todas estas partes reciben así la Bendición Sacerdotal tal como se expresa en los tres versículos de Números 6:24-26.

## En interpretación moderna
La parashá se discute en estas fuentes modernas:

### Éxodo capítulo 30
Éxodo 30:13 informa que «el siclo es de veinte gerahs». Esta tabla traduce las unidades de peso utilizadas en la Biblia a sus equivalentes modernos:
| Unidad               | Textos                                                            | Equivalencia antigua    | Equivalencia moderna       |
| -------------------- | ----------------------------------------------------------------- | ----------------------- | -------------------------- |
| gerah (גֵּרָה)          | Exodus 30:13; Leviticus 27:25; Numbers 3:47; 18:16; Ezekiel 45:12 | 1/20 shekel             | 0.6 gramo; 0.02 onzas      |
| bekah (בֶּקַע)          | Genesis 24:22; Exodus 38:26                                       | 10 gerahs; medio shekel | 6 gramos; 0.21 onzas       |
| pim (פִים)            | 1 Samuel 13:21                                                    | 2/3 shekel              | 8 gramos; 0.28 onzas       |
| Siclo (שֶּׁקֶל)          | Exodus 21:32; 30:13, 15, 24; 38:24, 25, 26, 29                    | 20 gerahs; 2 bekahs     | 12 gramos; 0.42 onzas      |
| mina (maneh, מָּנֶה)    | 1 Kings 10:17; Ezekiel 45:12; Ezra 2:69; Nehemiah 7:70            | 50 shekels              | 0.6 kilogramo; 1.32 Libra  |
| talento (kikar, כִּכָּר) | Exodus 25:39; 37:24; 38:24, 25, 27, 29                            | 3,000 shekels; 60 minas | 36 kilogramos; 79.4 libras |

### Éxodo, capítulo 31
Teniendo en cuenta que Éxodo 31:12-17 ordena a los israelitas que observen el sábado al final de las instrucciones para el Tabernáculo y que Éxodo 35:2-3 ordena a los israelitas que observen el sábado justo antes del relato de la construcción del Tabernáculo, Gunther Plaut concluyó que el sábado era el puente que conectaba la construcción del Tabernáculo con su propósito más profundo.
Nahum M. Sarna señaló que la orden de observar el sábado en Éxodo 31:15 se repite prácticamente al pie de la letra en Éxodo 35:2-3, con la adición de no encender fuego en sábado.
En 1950, el Comité de Leyes y Normas Judías del Judaísmo Conservador dictaminó: «Abstenerse del uso de un vehículo de motor es una ayuda importante para mantener el espíritu de reposo del Sabbat. Además, esa moderación ayuda a mantener unidos a los miembros de la familia en el Sabbat. Sin embargo, cuando una familia reside a una distancia razonable de la sinagoga, el uso de un vehículo de motor para asistir a la sinagoga no se interpretará en modo alguno como una violación del Sabbat, sino que, por el contrario, dicha asistencia se considerará una expresión de lealtad a nuestra fe. . . . [E]n el espíritu de una Halajá viva y en desarrollo que responda a las necesidades cambiantes de nuestro pueblo, declaramos que está permitido utilizar luces eléctricas en el Sabbat con el fin de aumentar el disfrute del Sabbat o reducir la incomodidad personal en el cumplimiento de una mitzvá». En 2023, el Comité de Leyes y Normas Judías reexaminó la cuestión de conducir en Shabat y concluyó que utilizar un coche eléctrico para fines de Shabat no es una violación del Shabat, aunque el Comité alentó a caminar o montar en bicicleta, cuando fuera posible.

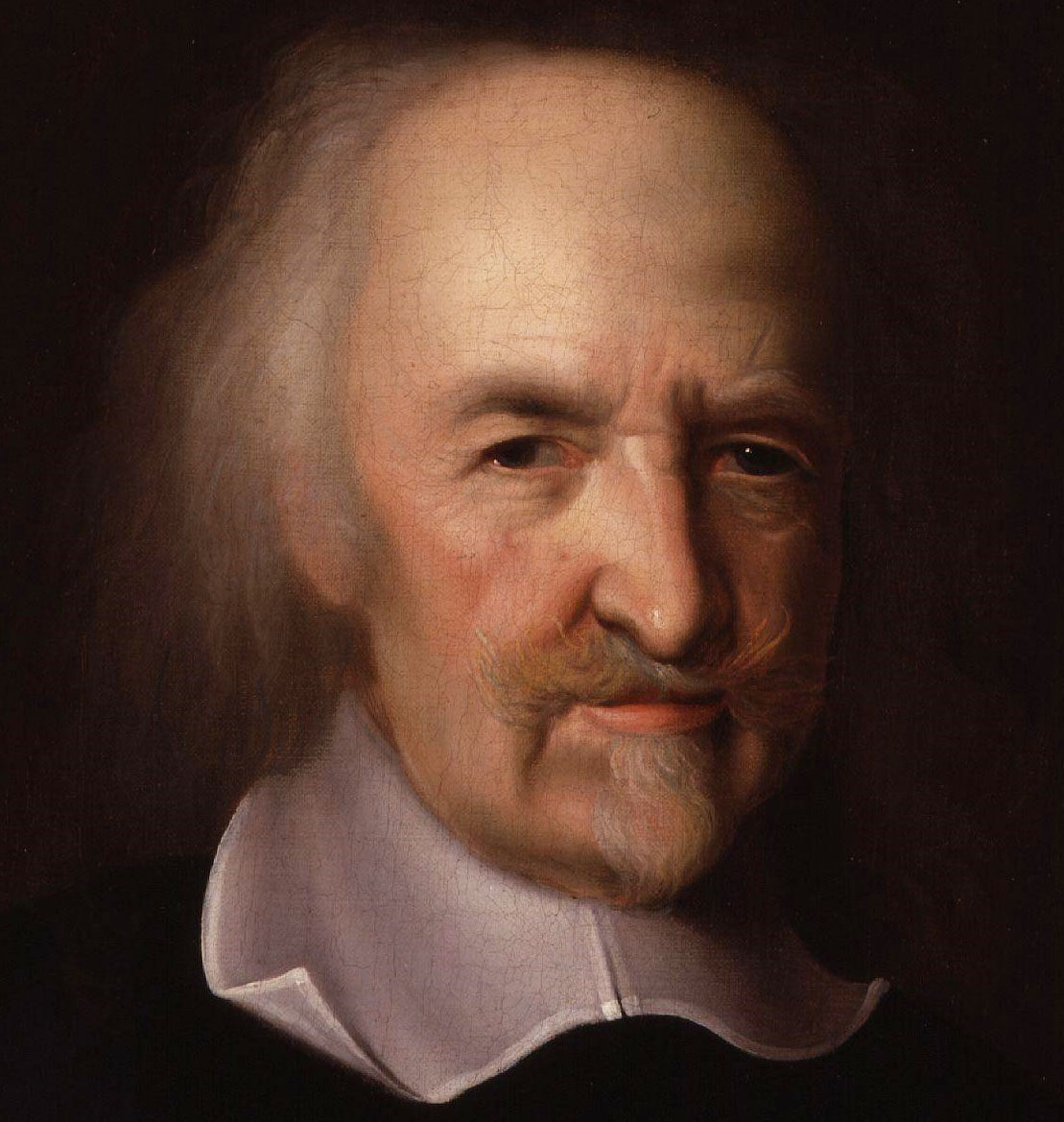
Hobbes

### Éxodo, capítulo 33
Nathan MacDonald informó de cierta controversia sobre el significado exacto de la descripción de la Tierra de Israel como una «tierra que mana leche y miel», como en Éxodo 3:8 y 17, 13:5 y 33:3, Levítico 20:24, Números 13:27 y 14:8, y Deuteronomio 6:3, 11:9, 26:9 y 15, 27:3 y 31:20. MacDonald escribió que el término para leche (en hebreo, חָלָב, chalav) podría ser fácilmente la palabra para «grasa» (en hebreo, חֵלֶב, chelev), y la palabra para miel (en hebreo, דְבָשׁ, devash) podría indicar no la miel de las abejas, sino un jarabe dulce hecho de fruta. La expresión evocaba una sensación general de la generosidad de la tierra y sugería una riqueza ecológica que se manifestaba de varias maneras, no solo con leche y miel. MacDonald señaló que la expresión siempre se utilizaba para describir una tierra que el pueblo de Israel aún no había experimentado y, por lo tanto, la caracterizaba como una expectativa siempre futura.
Everett Fox señaló que «gloria» (en hebreo כְּבוֹד, kevod) y «terquedad» (en hebreo כָּבֵד לֵב, kaved lev) son palabras principales a lo largo del libro del Éxodo que le dan un sentido de unidad. Del mismo modo, Propp identificó la raíz kvd —que connota pesadez, gloria, riqueza y firmeza— como un tema recurrente en el Éxodo: Moisés sufrió de una boca pesada en Éxodo 4:10 y brazos pesados en Éxodo 17:12; el faraón tenía firmeza de corazón en Éxodo 7:14; 8:11, 28; 9:7, 34; y 10:1; el faraón hizo pesada la labor de Israel en Éxodo 5: 9; Dios, en respuesta, envió plagas severas en Éxodo 8:20; 9:3, 18, 24; y 10:14, para que Dios pudiera ser glorificado sobre el faraón en Éxodo 14:4, 17 y 18; y el libro culmina con el descenso de la Gloria ardiente de Dios, descrita como una «nube densa», primero sobre el Sinaí y más tarde sobre el Tabernáculo en Éxodo 19:16; 24:16-17; 29:43; 33:18, 22; y 40:34-38.

Diagrama de la hipótesis documental

### Éxodo, capítulo 34
Propp informó de una opinión académica común de que Éxodo 34 contiene el Pacto Yahvista (J) y que la revelación del Nombre de Dios en Éxodo 34:6-7 corresponde a las escenas comparables del Elohista (E) en Éxodo 3:13-15 y la Fuente sacerdotal (P) en Éxodo 6:2-3. Propp argumentó así que Éxodo 34:6-7 es un nombre largo y completo para Dios. Propp especuló que Éxodo 34:6-7 podría haber sido la revelación de Dios de un canto que los israelitas podrían usar en crisis futuras para recordarle a Dios su misericordia transgeneracional.
Richard Elliott Friedman observó que la fórmula del yahvista en Éxodo 34:6-7 enfatiza lo misericordioso (misericordia, gracia y bondad) sobre el lado justo de Dios. En contraste, señaló Friedman, la fuente sacerdotal nunca usa estas u otras palabras relacionadas, enfatizando más bien el lado justo de Dios. Friedman argumentó que este es un ejemplo importante de la forma en que la Biblia se convirtió en algo más que la suma de sus partes cuando el Redactor combinó las fuentes, uniendo los dos lados en un nuevo equilibrio en la versión final de la Torá, transmitiendo una imagen de Dios que se debate entre la justicia y la misericordia, lo que Friedman argumentó que ha sido un elemento central de la concepción de Dios en el judaísmo y el cristianismo desde entonces.
El Jafetz Jaim contó una parábola para explicar la enseñanza de Rav Judah (véase «En la interpretación rabínica clásica»: «Éxodo, capítulo 34» más arriba) de que Dios no dejaría a los judíos con las manos vacías cuando recitaran los 13 atributos de Dios en Éxodo 34:6-7. El Jafetz Jaim contaba que una vez un rico hombre de negocios tuvo un sobrino pobre que le suplicó un trabajo. El hombre de negocios le dio un trabajo al sobrino y escribió una lista de tareas que describían las responsabilidades del sobrino. El hombre de negocios exhortó al sobrino a revisar la lista todos los días. Después de un tiempo, el hombre de negocios llamó a su sobrino para preguntarle qué estaba haciendo para el negocio. El sobrino dijo que había hecho todo lo que el empresario le había pedido. El empresario presionó al sobrino para que le diera detalles. El sobrino respondió que todos los días recitaba la lista de tareas que el empresario le había dado y se la recordaba de memoria. El empresario le preguntó si había hecho alguna de las tareas. El sobrino respondió tímidamente que pensaba que, dado que su tío era el jefe, bastaría con que él simplemente repitiera la lista en voz alta. El empresario llamó tonto al sobrino y le explicó que la lista solo era para recordarle lo que tenía que hacer. De manera similar, enseñó el Jafetz Jaim, los 13 atributos, aunque se les dio a los judíos para recitarlos como una oración, son fundamentalmente pautas sobre cómo seguir los caminos de Dios.
Phyllis Trible señaló que el adjetivo «misericordioso» (רַחוּם, rachum), utilizado en Éxodo 34:6 como uno de los atributos de Dios, está vinculado al sustantivo «vientre» o «útero» (רֶחֶם, rechem). Trible escribió que el sustantivo hebreo para «compasión» o «misericordia» (רַחֲמִים, «rahamim») connota tanto un «modo de ser como el lugar de ese modo», ya que en hebreo el significado concreto de «vientre» se amplió para abarcar las abstracciones de «compasión», «misericordia» y «amor», el verbo «mostrar misericordia» (רחם, rchm), y el adjetivo «misericordioso» (רַחוּם, rachum).

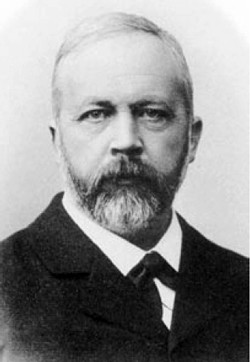
Wellhausen

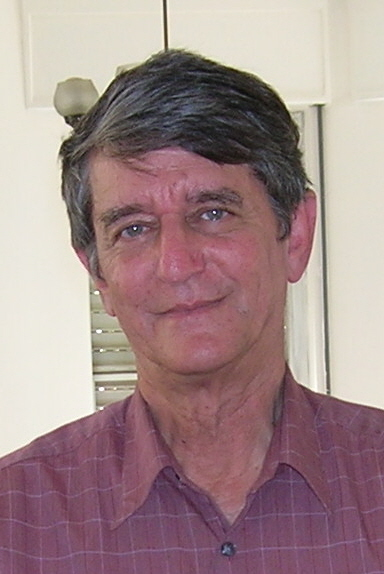
Kugel

Julius Wellhausen concibió la religión de los primeros israelitas como vinculada al ciclo anual de la naturaleza y creía que las Escrituras sólo más tarde relacionaron las fiestas con acontecimientos históricos como el Éxodo de Egipto. James Kugel informó de que los estudiosos modernos estaban de acuerdo en general en que la Pascua judía refleja dos fiestas originalmente separadas que surgen del ciclo anual de la cosecha. Una de las fiestas consistía en sacrificar y comer un animal del rebaño, el sacrificio de la pesá, que surgió entre los pastores que sacrificaban a la luz de la luna llena del mes que marcaba el equinoccio vernal y el final del invierno (como se indica en Éxodo 12:6) para obtener el favor divino y que el resto del rebaño tuviera un verano seguro y próspero. Los pastores sacrificaban al animal en casa, ya que el rito también estipulaba que parte de la sangre del animal se untara en los postes y el dintel de la casa (como se indica en Éxodo 12:7) para alejar el mal. El rito prescribía que no se rompiera ningún hueso (como se indica en Éxodo 12:46) para no atraer el mal sobre el rebaño del que procedía el sacrificio. Los eruditos sugieren que el nombre pesa deriva del verbo que significa «saltar» (como en 1 Reyes 18:21 y 26), y teorizan que la festividad pudo haber implicado originalmente algún tipo de ritual de «saltar». Una segunda festividad, la Fiesta de los Panes sin Levadura, consistía en que los agricultores comieran pan de cebada sin levadura durante siete días, cuando la cosecha de cebada de invierno había alcanzado la madurez y estaba lista para la cosecha. Los agricultores celebraban esta fiesta con un viaje a un santuario local (como en Éxodo 23:17 y 34:23). Los eruditos modernos creen que la ausencia de levadura en el pan indicaba pureza (como en Levítico 2:11). La lista de fiestas en Éxodo 23:14-17 y 34:18-23 parece proporcionar evidencia de la existencia independiente de la Fiesta de los Panes sin Levadura. Los eruditos modernos sugieren que la Fiesta de los Panes sin Levadura de los agricultores y la Pascua de los pastores se fusionaron más tarde en una sola fiesta, la Pascua se trasladó del hogar al Templo, y la fiesta combinada se relacionó explícitamente con el Éxodo (como en Deuteronomio 16:1-4).

## Mandamientos

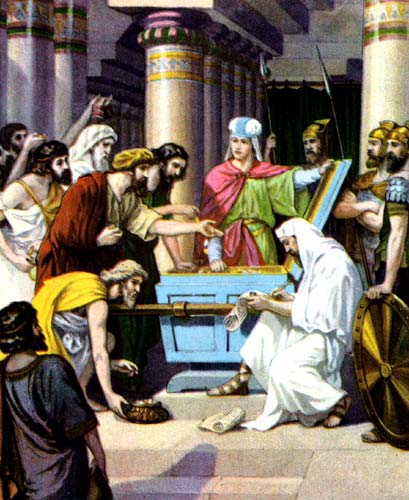
Recaudando el impuesto para el templo (ilustración de una tarjeta bíblica publicada por Providence Lithograph Company)

Según Sefer ha-Jinuj, hay 4 mandamientos positivos y 5 negativos en la parashá:
- Dar medio shekel al año[247]
- Un Kohen debe lavarse las manos y los pies antes del servicio.[248]
- Preparar el aceite de unción[249]
- No ungir a un extraño con aceite de unción[250]
- No reproducir el aceite de unción[250]
- No reproducir la fórmula del incienso[251]
- No comer ni beber nada de una ofrenda a un ídolo[252]
- Dejar la tierra en barbecho en el año sabático[253]

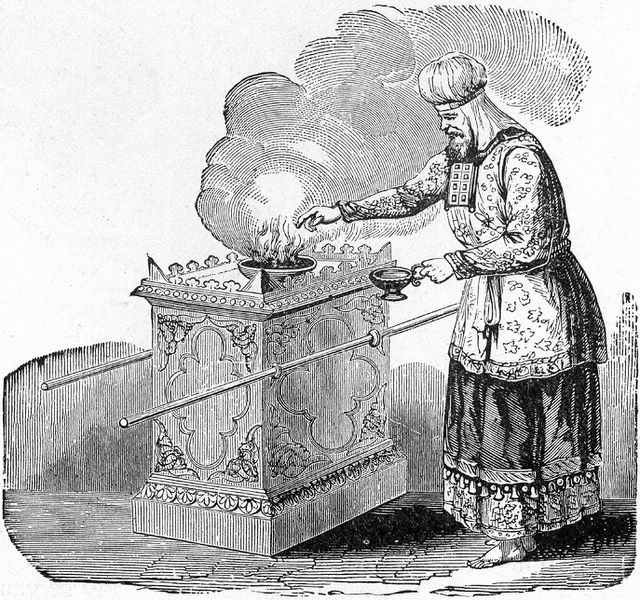
Sumo Sacerdote ofreciendo incienso en el altar (ilustración de los «Tesoros de la Biblia» de 1894)

- No cocinar carne y leche juntas[254]

Maimónides, sin embargo, atribuyó a esta parashá solo los siguientes 4 mandamientos positivos y 3 negativos:
- Dar medio shekel al año[247]
- Un Kohen debe lavarse las manos y los pies antes del servicio[248]
- Para preparar el aceite de unción[249]
- No reproducir el aceite de unción[250]
- No ungir a un extraño con aceite de unción[250]
- No reproducir la fórmula del incienso[251]
- Dejar la tierra en barbecho en el año sabático[253]

## En la liturgia
Algunos judíos leen las descripciones de la fuente en Éxodo 30:17-21 y las ofrendas de incienso de Aarón en Éxodo 30:7-8 y 30:34-36 después de las bendiciones de la mañana del sábado.
Algunos judíos cantan sobre la santidad del sábado, reflejando Éxodo 31:14, como parte de la canción «Baruch El Elyon» (zemer) cantada en relación con la comida del día de reposo.
La mayoría de las comunidades judías (excepto las que siguen las prácticas del Gaón de Vilna, Jabad y algunos yemenitas) recitan el relato del significado del sabbat en Éxodo 31:16-17 como lectura final que concluye las bendiciones del Shema antes del medio Kadish y la Amidá en el servicio de oración del viernes por la tarde del sabbat (Maariv). La exhortación a «observar» (V'shamru, ושמרו) el sábado con la que concluye esta lectura refleja el mandato de Dios en Éxodo 31:13 de «guardar mis sábados», incluso con exclusión de otras causas aparentemente dignas. Una vez más, los judíos recitan el relato del significado del sábado en Éxodo 31:16-17 como parte del párrafo V'shamru de la oración Amidah en el servicio de oración del sábado por la mañana (Shajarit) Y una vez más, muchos judíos recitan el relato del significado del sábado en Éxodo 31:16-17 como parte del párrafo V'shamru del párrafo Kiddusha Rabba de la bendición para la comida del día de reposo.

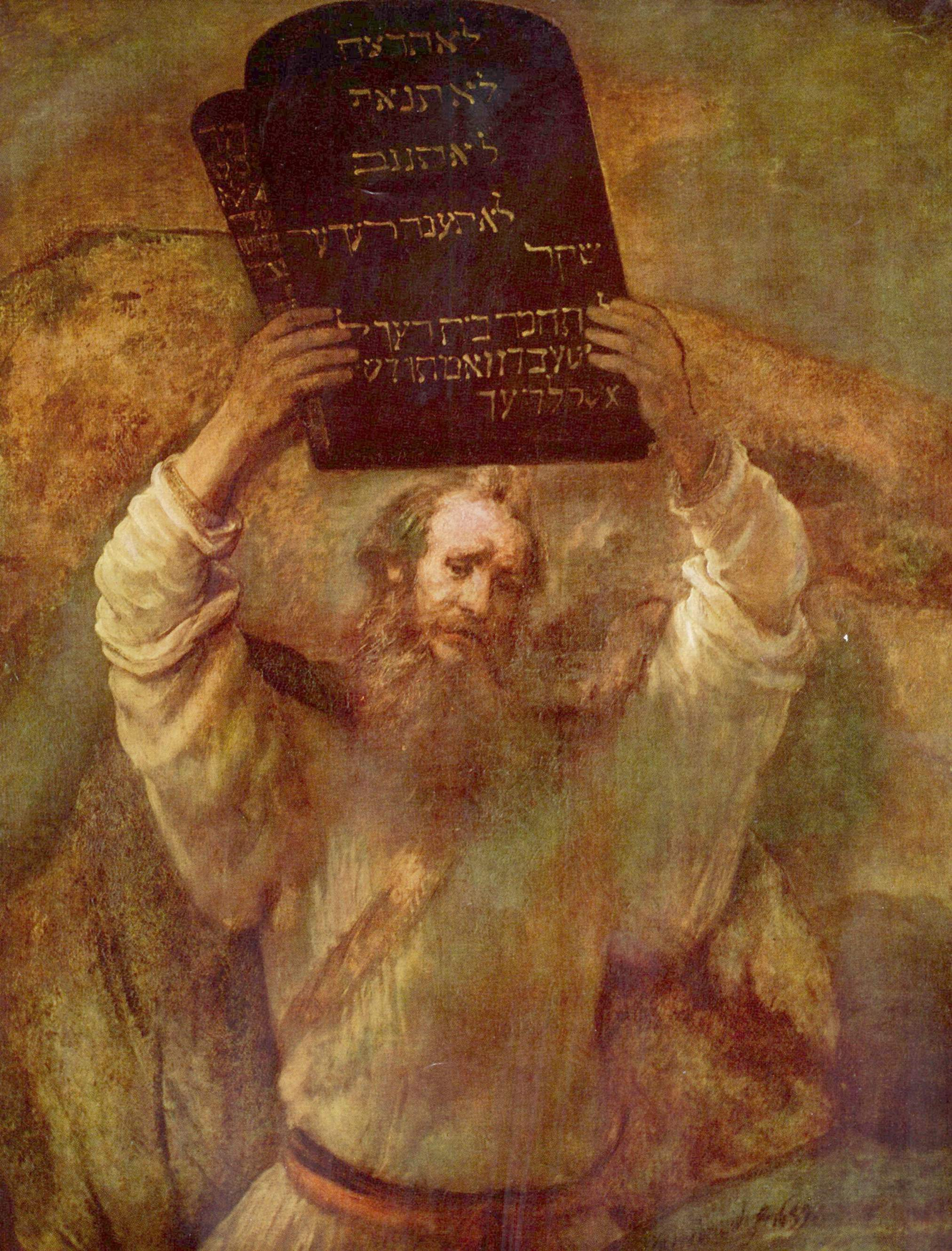
Moisés con las Tablas de la Ley (pintura de 1659 de Rembrandt)

La segunda bendición antes del Shema se dirige a Dios en relación con «tu pueblo» Israel, como hace Moisés en Éxodo 32:11-12.
Los judíos recitan el relato de cómo Moisés bajó dos tablas de piedra, que se relata en Éxodo 32:15, como parte de la oración de la Amidá en el servicio de oración del sábado por la mañana (Shajarit). Ref. Menachem Davis, Siddur for the Sabbath and Festivals, páginas 344-45.
Algunos judíos se refieren a la inscripción en las dos tablas de piedra que se menciona en Éxodo 32:15 mientras estudian Pirkei Avot en un sabbat entre la Pascua y Rosh Hashaná. Y a partir de entonces, algunos citan Éxodo 32:16 mientras estudian Pirkei Avot capítulo 6 en un sabbat posterior entre la Pascua y Rosh Hashaná.
Las características de Dios de gracia y compasión en Éxodo 34:6 se reflejan en el Salmo 145:8 y, a su vez, en la oración de la mañana (Shajarit) y de la tarde (Minjá) de los servicios de oración. De manera similar, los judíos invocan la característica de Dios del perdón en Éxodo 34:6 con las palabras «perdónanos, nuestro Guía» en la oración de la semana Amidah en cada uno de los tres servicios de oración. Y de nuevo, los judíos citan la característica de Dios de «firme amor y bondad (rav chesed)» en Éxodo 34:6 en la sección Kedushah D'Sidra del servicio de Minchah para el Shabat.
Los judíos recitan tres veces los 13 atributos de la misericordia en Éxodo 34:6-7 una y otra vez durante las oraciones de Selijot. Y la costumbre del Ari, aceptada en la mayoría de las comunidades, pero no en todas, es recitarlos después de sacar la Torá del Arca en Pascua, Shavuot, Rosh Hashaná, Yom Kipur, Sucot y Hoshana Rabá.
Durante la oración de la Amidá en el servicio de oración del sábado por la mañana (Shajarit), los judíos se refieren a la «corona de esplendor» que Dios puso sobre Moisés en Éxodo 34:29.

## El maqam semanal
En el maqam semanal, los judíos sefardíes basan cada semana los cantos de los servicios en el contenido de la parashá de esa semana. Para la Parashat Ki Tisa, los judíos sefardíes aplican el Maqam Hijaz, el maqam que expresa duelo y tristeza, ya que la parashá contiene el episodio del Becerro de Oro, un episodio triste y vergonzoso en la historia del pueblo israelita.

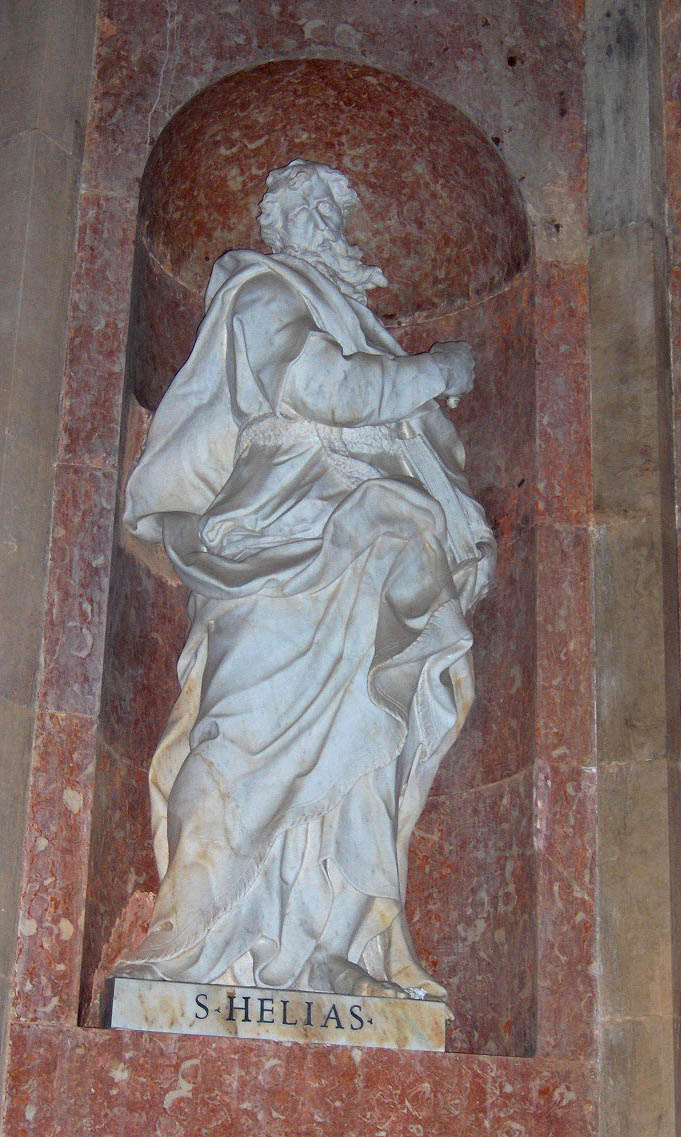
Elías (estatua en el Palacio Nacional de Mafra, Mafra, Portugal)

## Haftarah

### Generalmente
La Haftará para la parashá es:
- para judíos asquenazíes: 1 Reyes 18:1–39
- para judíos sefardíes (así como algunas comunidades asquenazíes como la de Fráncfort del Meno): 1 Reyes 18:20–39

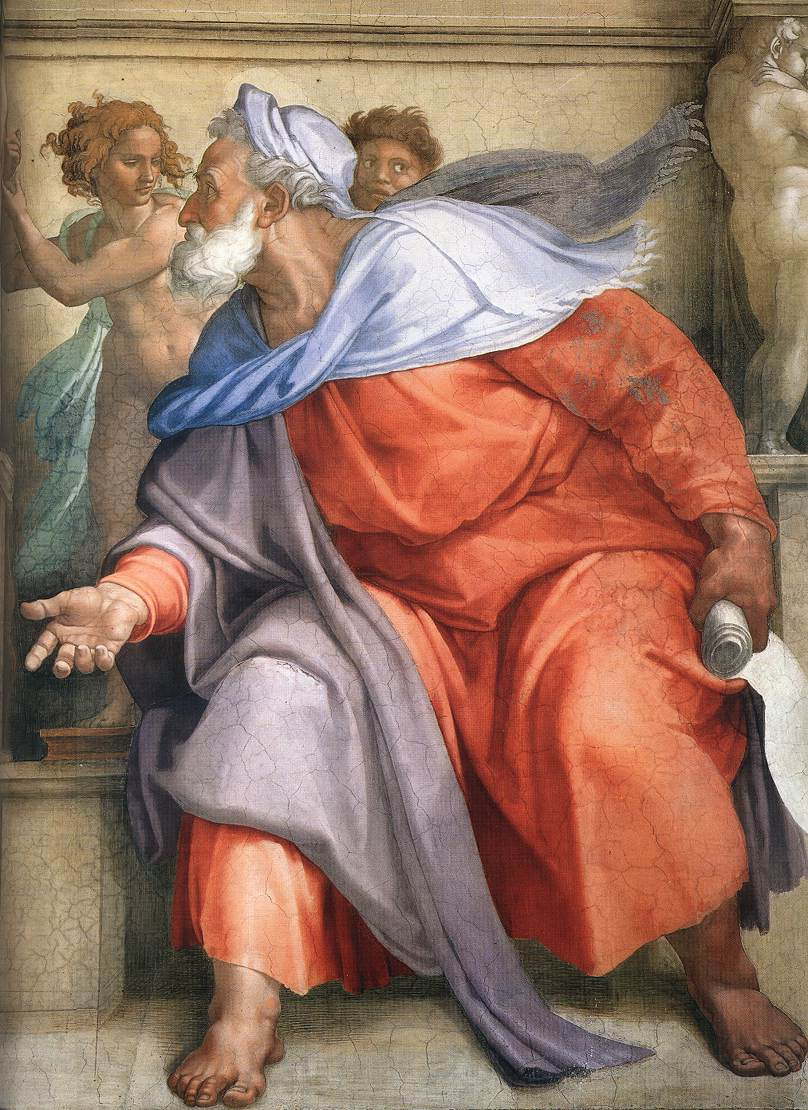
Ezequiel (fresco del techo de la Capilla Sixtina de Miguel Ángel, 1510)

#### Conexión con la Parashá
Tanto la parashá como la haftarah en Primera de Reyes describen al profeta de Dios enfrentándose a la idolatría para restaurar la adoración a Dios, la parashá en la ira de Moisés por el Becerro de Oro, y la haftarah en el enfrentamiento del profeta Elías con los profetas de Baal. Tanto en la parashá como en la haftará, el profeta estaba en una montaña; el profeta invocó los nombres de Abraham e Isaac en oración a Dios; se observa sonido (kol) el profeta pidió a los israelitas que eligieran entre Dios y el dios falso; y Dios manifestó la elección de Dios.

### En el Shabbat Parah
Cuando la parashá coincide con el Shabbat Parah (el Sabbath especial antes de la Pascua, como ocurre en 2026 y 2028), la haftará es Ezequiel 36:16-38. En el Shabat Pará, el Shabat de la vaca roja, los judíos leen Números 19:1-22, que describe los ritos de purificación con la vaca roja (parah adumah). De manera similar, la haftarah en Ezequiel también describe la purificación. Tanto en la lectura especial como en la haftarah en Ezequiel, el agua rociada limpiaba a los israelitas.

### Bíblica
- Exodus 20:5 (punishing children for fathers' sin); 12:3–27, 43–49 (Passover); 13:6–10 (Passover); 23:14–19 (three pilgrim festivals).
- Leviticus 23:4–43 (three pilgrim festivals).
- Numbers 5:11–31 (drinking the accursed thing); 9:1–14 (Passover); 14:18 (Attributes of God; punishing children for fathers' sin); 25:1–18 (sacrifices to another god; zealots kill apostates; zealots rewarded with priestly standing; plague as punishment; leader makes atonement); 28:16–31 (Passover, Shavuot); 29:12–34 (Sukkot).
- Deuteronomy 5:9 (punishing children for fathers' sin); 9:8–21, 25–29 (Golden Calf); 10:1 (second set of tablets); 16:1–17 (three pilgrim festivals); 24:16 (no capital punishment of children for fathers' sin); 31:10–13 (Sukkot).
- Judges 8:24–27 (cult object from molten jewelry); 21:19 (Sukkot).
- 1 Kings 8:1–66 (Sukkot); 12:26–30 (golden calves); 12:32 (northern feast like Sukkot).
- Isaiah 56:6–7 (keeping the Sabbath); 66:23 (universally-observed Sabbath).
- Jeremiah 31:29–30 (not punishing children for fathers' sin).
- Ezekiel 16:17 (idols from molten jewelry); 18:1–4 (not punishing children for fathers' sin); 45:25 (Sukkot).
- Nahum 1:2–3 (God's Attributes).
- Zechariah 14:16–19 (Sukkot).
- Psalm 25:4 ("Show me Your ways"); 27:11 ("Teach me Your way"); 45:9 (cassia); 49:8 (ransom to God); 56:9 (God's book); 69:29 (blot out of the book of the living); 78:55 (God drove out the nations before them); 80:9 (God drove out the nations before them); 86:11 ("Teach me . . . Your way"); 89:21 (holy anointing oil); 91:1,4 (God's covert; God covering with God's limb); 94:14 (Israel as God's inheritance); 95:11 (God's rest); 99:7 (God spoke to Moses from a cloud); 103:8 ("The Lord is full of compassion and gracious, slow to anger, and plenteous in mercy"); 108:5 (God's truth); 119:33 ("Teach me . . . the way"); 133:2 (anointing oil); 139:16 (God's book); 145:8–9 (God's Attributes); 147:20 (God's separate treatment of Israel).
- Ezra 3:4 (Sukkot).
- Nehemiah 8:14–18 (Sukkot).
- 2 Chronicles 5:3–14 (Sukkot); 7:8 (Sukkot); 8:12–13 (three Pilgrim festivals).

### Antiguo no rabínico
- Filosofía. Allegorical Interpretation 2:15:54–55; 3: 15:46, 31:95, 32:101, 48:140–42; That the Worse Is Wont To Attack the Better 44:159–60; On the Posterity of Cain and His Exile 4:13, 5:15–16, 41:136, 46:158, 48:169; On the Giants 5:2–3, 12:53–55; On the Unchangeableness of God 24:109–10; Concerning Noah's Work as a Planter 6:26; On Drunkenness 15:66–67, 24:96; On the Migration of Abraham 2:7–8, 15:84–85, 31:170–71; Who Is the Heir of Divine Things? 4:19–20, 35:167–68, 38:186–39:189, 41:196; On Flight and Finding 17:88–90, 29:165; On the Change of Names 2:7–10, 17:108–09; On the Life of Moses 2:49:270–74; The Special Laws 3:22:124–27. Alejandría, Egypt, early 1st Century CE. In, e.g., The Works of Philo: Complete and Unabridged, New Updated Edition. Translated by Charles Duke Yonge, pages 43, 55, 61, 66, 129, 133, 145, 148–49, 153, 156, 167, 193, 212, 215, 253, 261, 269, 277, 290–92, 329, 336, 341, 350, 515, 606. Peabody, Massachusetts: Hendrickson Publishers, 1993.
- Romanos 9:14–18. 1st Century. ("I will have mercy on whom I have mercy").
- Marcos 14:12–26. Circa 70 CE. (Passover).
- Mateo 26:17–30. Circa 70–100 CE. (Passover).
- Lucas 22:14–20. Circa 80–150 CE. (Passover).
- Juan 7:1–53 (Sukkot).

### Rabínico  clásico
- Mishnah: Sheviit 1:1–4; Challah 4:9; Shabbat 1:1–24:5; Pesachim 1:1–10:9; Shekalim 1:1–4:9; Yoma 3:10; Sukkah 1:1–5:8; Beitzah 1:1–5:7; Megillah 3:4, 4:10; Avot 5:6, 13–14; Zevachim 2:1, 9:7; Menachot 9:2; Chullin 8:4; Bekhorot 1:1–7; Temurah 7:4; Keritot 1:1–2. Land of Israel, circa 200 CE. In, e.g., The Mishnah: A New Translation. Translated by Jacob Neusner, pages 68–69, 157, 179–208, 229–58, 269, 279–99, 321, 324, 686–88, 721, 751, 781, 788–89, 835–37. New Haven: Yale University Press, 1988.
- Tosefta: Challah 2:9; Shabbat 1:1–17:29; Pesachim (Pisha) 1:1–10:13; Shekalim 1:1–3:1; Kippurim (Yoma) 1:18, 2:1, 4:9, 13–14; Sukkah 1:1–4:28; Beitzah (Yom Tov) 1:1–4:11; Megillah 3:1, 36; Sotah 3:10, 6:6, 11; Bava Kamma 7:4; Sanhedrin 4:9, 13:3; Avodah Zarah 3:19, 4:6; Menachot 1:12, 7:1; Parah 4:4. Land of Israel, circa 250 CE. In, e.g., The Tosefta: Translated from the Hebrew, with a New Introduction. Translated by Jacob Neusner, volume 1, pages 339, 357–427, 471–539, 546, 548, 564–604, 644, 652, 700–01, 841, 856, 860; volume 2, pages 986–87, 1160, 1182, 1189, 1273, 1276, 1409, 1433, 1754. Peabody, Massachusetts: Hendrickson Publishers, 2002.
- Mekhilta According to Rabbi Ishmael 81:1. Land of Israel, late 4th Century. In, e.g., Mekhilta According to Rabbi Ishmael. Translated by Jacob Neusner, volume 2, pages 251–57. Atlanta: Scholars Press, 1988.
- Jerusalem Talmud: Peah 3a, 8a, 10a, 22b, 31b; Sheviit 1a, 4a; Bikkurim 1a, 23a; Shabbat 1a–113b; Eruvin 33b; Pesachim 1a–86a; Shekalim 1a–61b; Yoma 21b, 23b, 30a, 49b, 55a, 57a; Sukkah 1a–33b; Beitzah 1a–49b; Rosh Hashanah 7b; Taanit 10a, 22b, 26a; Megillah 33b, 40a; Chagigah 2b–3a, 4a, 8a, 19a; Yevamot 62a, 68a; Nedarim 9b, 12b; Nazir 25b; Sotah 39a, 40a; Kiddushin 24a; Sanhedrin 30a, 40b, 46a, 48b, 56b, 61a, 64a; Shevuot 21a; Avodah Zarah 19a, 25a, 26a; Horayot 13a–b. Tiberias, Land of Israel, circa 400 CE. In, e.g., Talmud Yerushalmi. Edited by Chaim Malinowitz, Yisroel Simcha Schorr, and Mordechai Marcus, volumes 3, 6a, 12–15, 17–27, 30, 33, 35, 37, 40, 44–46, 48–49. Brooklyn: Mesorah Publications, 2006–2020. And in, e.g., The Jerusalem Talmud: A Translation and Commentary. Edited by Jacob Neusner and translated by Jacob Neusner, Tzvee Zahavy, B. Barry Levy, and Edward Goldman. Peabody, Massachusetts: Hendrickson Publishers, 2009.
- Midrash Tanḥuma Ki Sisa. 5th–10th centuries. In, e.g., The Metsudah Midrash Tanchuma: Shemos II. Translated and annotated by Avrohom Davis, edited by Yaakov Y.H. Pupko, volume 4 (Shemos volume 2), pages 206–338. Monsey, New York: Eastern Book Press, 2004.

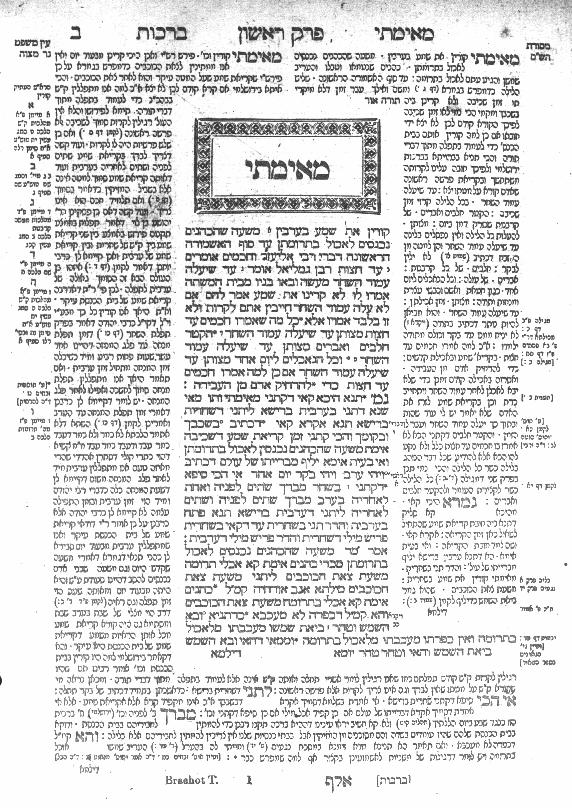
Talmud

- Babylonian Talmud: Berakhot 7a–b, 8b, 10b, 30b, 32a–b, 55a, 62b, 63b; Shabbat 10b, 30a, 33a, 69b–70a, 86a, 87a, 89a, 119b, 132a; Eruvin 22a, 54a, 96a; Pesachim 2a–121b; Shekalim 2a–22b; Yoma 3b, 22a, 28a, 32b, 36b–37a, 43b, 45a, 66b, 85b–86b; Sukkah 2a–56b; Beitzah 2a–40b; Rosh Hashanah 9a, 16b, 17b; Taanit 8a, 21b, 27b, 28b; Megillah 6b, 10b, 15a–b, 19b, 25a–b, 29b–30a, 31a; Moed Katan 3b–4a, 9a, 15a, 16b, 18b; Chagigah 6b, 11b, 12b, 16a; Yevamot 6b–7a, 49b, 62a, 72a; Ketubot 30a, 31a, 34a, 106a; Nedarim 10b, 32a, 33a, 38a; Nazir 47a; Sotah 13b–14a; Gittin 60b; Kiddushin 17a, 29a–b, 33b; Bava Kamma 34b, 50a, 52b, 55a, 71a, 92a, 112a, 119a; Bava Batra 10b, 15a–b, 75a; Sanhedrin 7a, 13a, 27b, 35b, 38b, 56b, 60b, 63a, 74a, 78b, 83b, 102a, 108a, 110a, 111a; Makkot 8b, 11a, 12a, 13a, 14b, 23a–24a; Shevuot 10b, 15a, 39a; Avodah Zarah 8a, 10b, 44a, 53b; Horayot 4a–b, 6b, 11b; Zevachim 15b, 18a, 19b, 21a, 112b; Menachot 5b–6a, 21b, 35b, 36b, 53b, 72a, 84b, 87b–88a, 89a, 99b, 101b; Chullin 62b, 106b, 114a, 115a, 139b; Bekhorot 3a, 6a, 50a, 51b; Arakhin 4a, 15b, 16b; Temurah 14b, 16a; Keritot 2a, 3a, 5a–6b; Meilah 19a; Niddah 40a, 41a. Sasanian Empire, 6th Century. In, e.g., Talmud Bavli. Edited by Yisroel Simcha Schorr, Chaim Malinowitz, and Mordechai Marcus, 72 volumes. Brooklyn: Mesorah Publications, 2006.

### Medieval

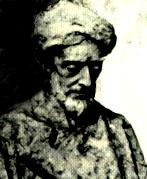
Ibn Gabirol

- Exodus Rabbah 39:1–47:9. 10th Century. In, e.g., Midrash Rabbah: Exodus. Translated by Simon M. Lehrman, volume 3, pages 458–545. London: Soncino Press, 1939.
- Solomon ibn Gabirol. A Crown for the King, 26:322–23. Spain, 11th Century. Translated by David R. Slavitt, pages 42–43. New York: Oxford University Press, 1998.
- Rashi. Commentary. Exodus 30–34. Troyes, France, late 11th Century. In, e.g., Rashi. The Torah: With Rashi's Commentary Translated, Annotated, and Elucidated. Translated and annotated by Yisrael Isser Zvi Herczeg, volume 2, pages 423–86. Brooklyn: Mesorah Publications, 1994.
- Rashbam. Commentary on the Torah. Troyes, early 12th century. In, e.g., Rashbam's Commentary on Exodus: An Annotated Translation. Edited and translated by Martin I. Lockshin, pages 384–424. Atlanta: Scholars Press, 1997.
- Judah Halevi. Kuzari. 1:97; 2:2, 26, 80; 4:3, 15. Toledo, Spain, 1130–1140. In, e.g., Jehuda Halevi. Kuzari: An Argument for the Faith of Israel. Introduction by Henry Slonimsky, pages 68–69, 83, 105, 132, 211, 221–22. New York: Schocken, 1964.

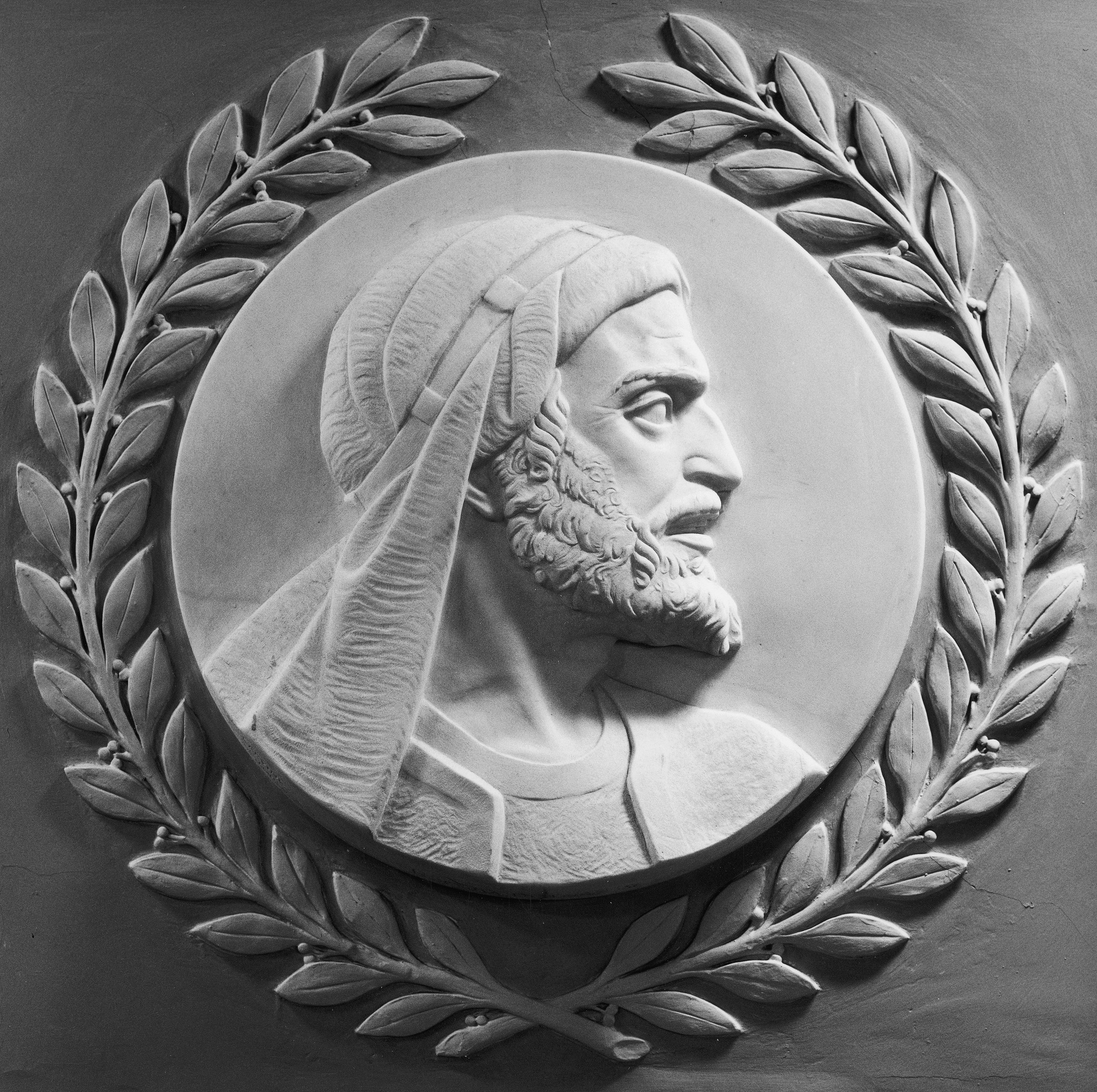
Maimonides

- Abraham ibn Ezra. Commentary on the Torah. France, 1153. In, e.g., Ibn Ezra's Commentary on the Pentateuch: Exodus (Shemot). Translated and annotated by H. Norman Strickman and Arthur M. Silver, volume 2, pages 628–729. New York: Menorah Publishing Company, 1996.
- Maimonides. Guide for the Perplexed, part 1, chapters 4, 8, 15, 16, 18, 21, 37, 46, 48, 54, 64, 66; part 2, chapters 32, 45, 47; part 3, chapters 17, 24, 32, 41, 45, 48, 49, 51, 53. El Cairo, Egypt, 1190. In, e.g., Moses Maimonides. The Guide for the Perplexed. Translated by Michael Friedländer, pages 3, 17, 21, 26–27, 30–31, 52–53, 61, 65, 75–76, 96, 98, 221, 245, 248, 287, 304, 323, 346, 358, 371, 380, 385, 392–93. New York: Dover Publications, 1956.
- Hezekiah ben Manoah. Hizkuni. France, circa 1240. In, e.g., Chizkiyahu ben Manoach. Chizkuni: Torah Commentary. Translated and annotated by Eliyahu Munk, volume 3, pages 611–44. Jerusalem: Ktav Publishers, 2013.

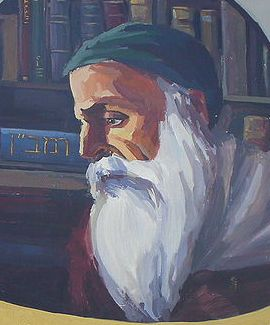
Naḥmanides

- Naḥmanides. Commentary on the Torah. Jerusalem, circa 1270. In, e.g., Ramban (Nachmanides): Commentary on the Torah. Translated by Charles B. Chavel, volume 2, pages 510–94. New York: Shilo Publishing House, 1973.
- Zohar, part 2, pages 187b–193b. Spain, late 13th Century. In, e.g., The Zohar. Translated by Harry Sperling and Maurice Simon. 5 volumes. London: Soncino Press, 1934.
- Bahya ben Asher. Commentary on the Torah. Spain, early 14th century. In, e.g., Midrash Rabbeinu Bachya: Torah Commentary by Rabbi Bachya ben Asher. Translated and annotated by Eliyahu Munk, volume 4, pages 1311–417. Jerusalem: Lambda Publishers, 2003.
- Jacob ben Asher (Baal Ha-Turim). Commentary on the Torah. Early 14th century. In, e.g., Baal Haturim Chumash: Shemos/Exodus. Translated by Eliyahu Touger, edited and annotated by Avie Gold, volume 2, pages 881–927. Brooklyn: Mesorah Publications, 2000.
- Isaac ben Moses Arama. Akedat Yizhak (The Binding of Isaac). Late 15th century. In, e.g., Yitzchak Arama. Akeydat Yitzchak: Commentary of Rabbi Yitzchak Arama on the Torah. Translated and condensed by Eliyahu Munk, volume 1, pages 483–519. New York, Lambda Publishers, 2001.

### Moderno
- Isaac Abravanel. Commentary on the Torah. Italy, between 1492–1509. In, e.g., Abarbanel: Selected Commentaries on the Torah: Volume 2: Shemos/Exodus. Translated and annotated by Israel Lazar, pages 369–403. Brooklyn: CreateSpace, 2015.

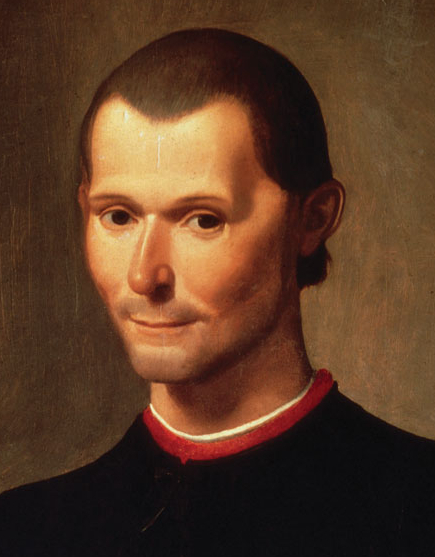
Machiavelli

- Abraham Saba. Ẓeror ha-Mor (Bundle of Myrrh). Fez, Morocco, circa 1500. In, e.g., Tzror Hamor: Torah Commentary by Rabbi Avraham Sabba. Translated and annotated by Eliyahu Munk, volume 3, pages 1147–220. Jerusalem, Lambda Publishers, 2008.
- Niccolò Machiavelli. The Prince, chapter 6. Florence, Italy, 1532.
- Obadiah ben Jacob Sforno. Commentary on the Torah. Venice, 1567. In, e.g., Sforno: Commentary on the Torah. Translation and explanatory notes by Raphael Pelcovitz, pages 444–73. Brooklyn: Mesorah Publications, 1997.
- Moses Cordovero (the Ramak). Tomer Devorah (The Palm Tree of Deborah). Venice, 1588. In, e.g., Moshe Cordevero. The Palm Tree of Devorah. Translated by Moshe Miller. Southfield, Michigan: Targum Press, 1993. (advocating the imitation of God through the acquisition of the Divine Attributes of Exodus 34:6–7).
- Moshe Alshich. Commentary on the Torah. Safed, circa 1593. In, e.g., Moshe Alshich. Midrash of Rabbi Moshe Alshich on the Torah. Translated and annotated by Eliyahu Munk, volume 2, pages 563–606. New York, Lambda Publishers, 2000.
- Shlomo Ephraim Luntschitz. Kli Yakar. Lublin, 1602. In, e.g., Kli Yakar: Shemos. Translated by Elihu Levine, volume 2, pages 273–344. Southfield, Michigan: Targum Press/Feldheim Publishers, 2007.
- Avraham Yehoshua Heschel. Commentaries on the Torah. Cracow, Poland, mid 17th century. Compiled as Chanukat HaTorah. Edited by Chanoch Henoch Erzohn. Piotrkow, Poland, 1900. In Avraham Yehoshua Heschel. Chanukas HaTorah: Mystical Insights of Rav Avraham Yehoshua Heschel on Chumash. Translated by Avraham Peretz Friedman, pages 191–98. Southfield, Michigan: Targum Press/Feldheim Publishers, 2004.
- Thomas Hobbes. Leviathan, 1:12; 3:34, 36, 40; 4:45; Review & Conclusion. England, 1651. Reprint edited by C. B. Macpherson, pages 181, 431, 437–38, 460–61, 503–04, 672, 676–77, 723. Harmondsworth, England: Penguin Classics, 1982.
- Chaim ibn Attar. Ohr ha-Chaim. Venice, 1742. In Chayim ben Attar. Or Hachayim: Commentary on the Torah. Translated by Eliyahu Munk, volume 2, pages 814–93. Brooklyn: Lambda Publishers, 1999.

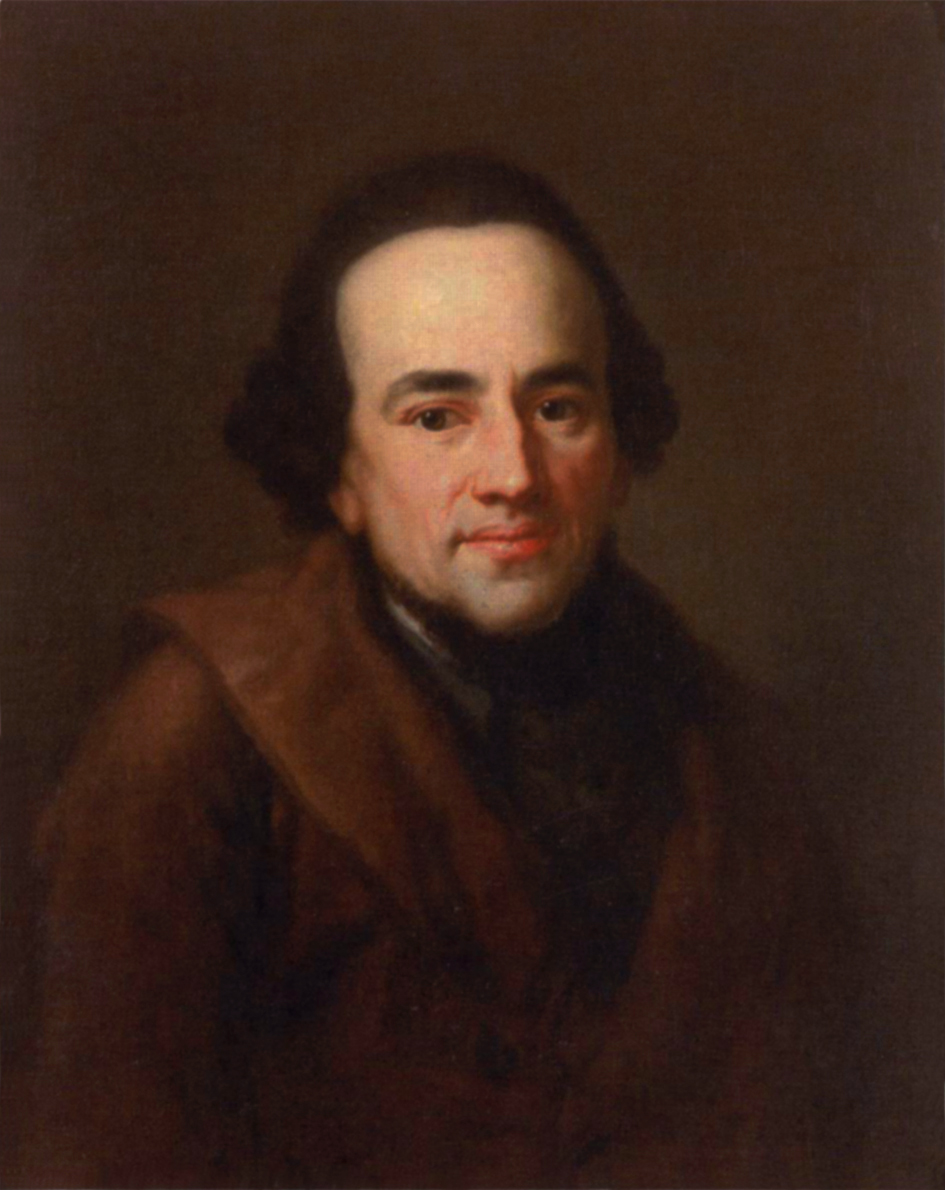
Mendelssohn

- Yaakov Culi and Yitzchak Magriso. Me'am Lo'ez. Constantinople, 1746. In Jacob Culi and Yitzchak Magriso. The Torah Anthology: Me'am Lo'ez. Translated by Aryeh Kaplan, volume 9, pages 267–355. Jerusalem: Moznaim Publishing, 1990. And Yitzchak Magriso. The Torah Anthology: Me'am Lo'ez. Translated by Aryeh Kaplan, volume 10, pages 3–174. Jerusalem: Moznaim Publishing, 1991.
- Moses Mendelssohn. Jerusalem, § 2. Berlin, 1783. In Jerusalem: Or on Religious Power and Judaism. Translated by Allan Arkush; introduction and commentary by Alexander Altmann, pages 120, 122–23, 129. Hanover, N.H.: Brandeis University Press, 1983.
- Nachman of Breslov. Teachings. Bratslav, Ukraine, before 1811. In Rebbe Nachman's Torah: Breslov Insights into the Weekly Torah Reading: Exodus-Leviticus. Compiled by Chaim Kramer, edited by Y. Hall, pages 232–81. Jerusalem: Breslov Research Institute, 2011.

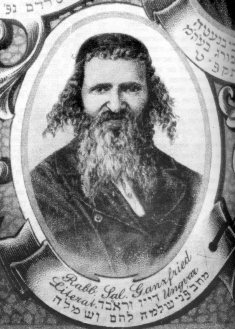
Ganzfried

- Shlomo Ganzfried. Kitzur Shulchon Oruch, ch. 140. Hungary, 1864. Translated by Eliyahu Touger, volume 2, page 587. New York: Moznaim Publishing, 1991.

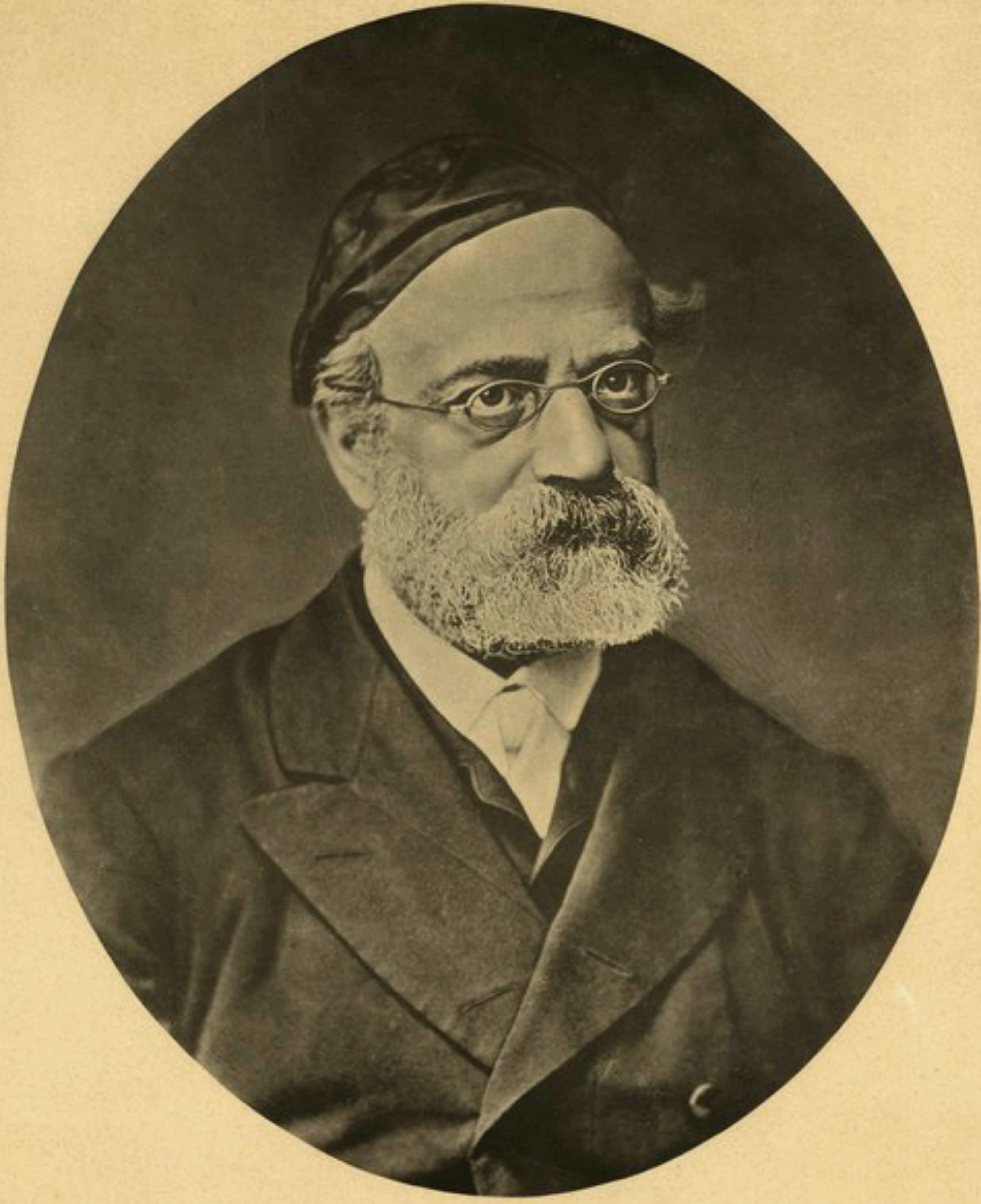
Hirsch

- Samson Raphael Hirsch. The Pentateuch: Exodus. Translated by Isaac Levy, volume 2, pages 576–664. Gateshead: Judaica Press, 2nd edition 1999. Originally published as Der Pentateuch uebersetzt und erklaert. Frankfurt, 1867–1878.
- Samuel David Luzzatto (Shadal). Commentary on the Torah. Padua, 1871. In, e.g., Samuel David Luzzatto. Torah Commentary. Translated and annotated by Eliyahu Munk, volume 3, pages 867–93. New York: Lambda Publishers, 2012.

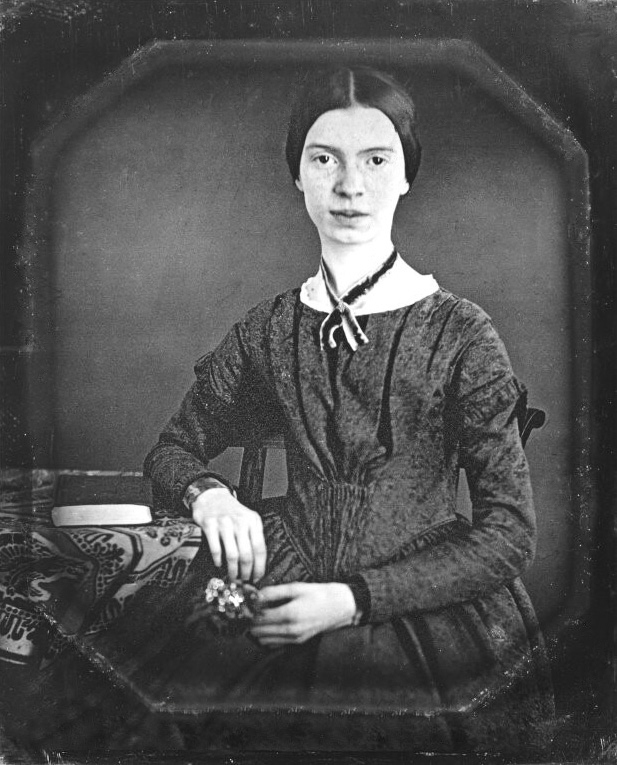
Dickinson

- Emily Dickinson. Poem 1247 (To pile like Thunder to its close). Circa 1873. Poem 1260 (Because that you are going). Circa 1873. Poem 1719 (God is indeed a jealous God —). 19th Century. Poem 1733 (No man saw awe, nor to his house). 19th Century. In The Complete Poems of Emily Dickinson. Edited by Thomas H. Johnson, pages 547, 551–52, 698, 703. New York: Little, Brown & Co., 1960.
- Samson Raphael Hirsch. The Jewish Sabbath. Frankfurt, before 1889. Translated by Ben Josephussoro. 1911. Reprinted Lexington, Kentucky: CreateSpace Independent Publishing Platform, 2014.
- Yehudah Aryeh Leib Alter. Sefat Emet. Góra Kalwaria (Ger), Poland, before 1906. Excerpted in The Language of Truth: The Torah Commentary of Sefat Emet. Translated and interpreted by Arthur Green, pages 129–34. Philadelphia: Jewish Publication Society, 1998. Reprinted 2012.
- Louis Ginzberg. Legends of the Jews, 3:119–44. Philadelphia: Jewish Publication Society, 1911.
- Abraham Isaac Kook. The Moral Principles. The Lights of Holiness. Early 20th Century. In Abraham Isaac Kook: the Lights of Penitence, the Moral Principles, Lights of Holiness, Essays, Letters, and Poems. Translated by Ben Zion Bokser, pages 148, 207. Mahwah, New Jersey: Paulist Press 1978.

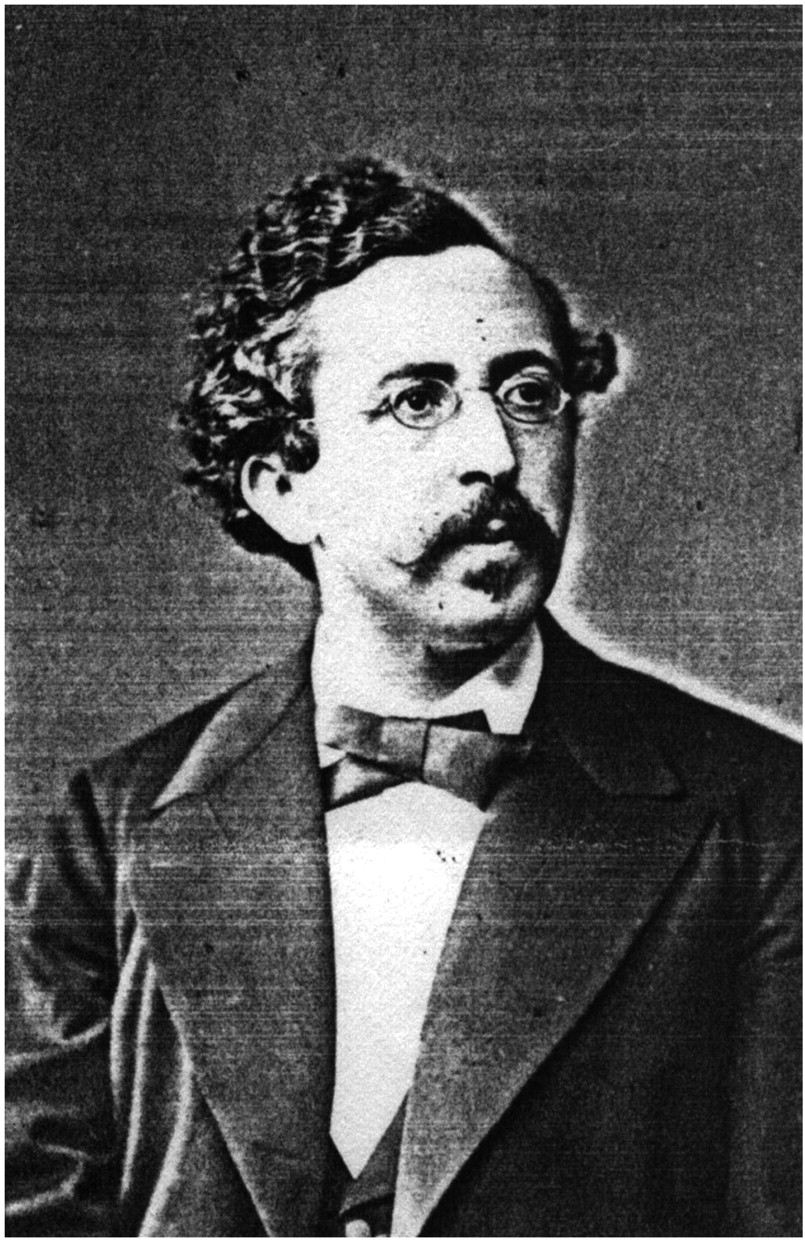
Cohen

- Hermann Cohen. Religion of Reason: Out of the Sources of Judaism. Translated with an introduction by Simon Kaplan; introductory essays by Leo Strauss, pages 79–80, 94, 110, 169, 206, 209, 222, 395. New York: Ungar, 1972. Reprinted Atlanta: Scholars Press, 1995. Originally published as Religion der Vernunft aus den Quellen des Judentums. Leipzig: Gustav Fock, 1919.
- Alexander Alan Steinbach. Sabbath Queen: Fifty-four Bible Talks to the Young Based on Each Portion of the Pentateuch, pages 64–67. New York: Behrman's Jewish Book House, 1936.
- Benno Jacob. The Second Book of the Bible: Exodus. London, 1940. Translated by Walter Jacob, pages 828–1007. Hoboken, New Jersey: KTAV Publishing House, 1992.
- The Sabbath Anthology. Edited by Abraham E. Millgram. Philadelphia: The Jewish Publication Society, 1944; reprinted 2018. (Exodus 31:12–17).
- Morris Adler, Jacob B. Agus, and Theodore Friedman. "Responsum on the Sabbath." Proceedings of the Rabbinical Assembly, volume 14 (1950), pages 112–88. New York: Rabbinical Assembly of America, 1951. In Proceedings of the Committee on Jewish Law and Standards of the Conservative Movement 1927–1970, volume 3 (Responsa), pages 1109–34. Jerusalem: The Rabbinical Assembly and The Institute of Applied Hallakhah, 1997.

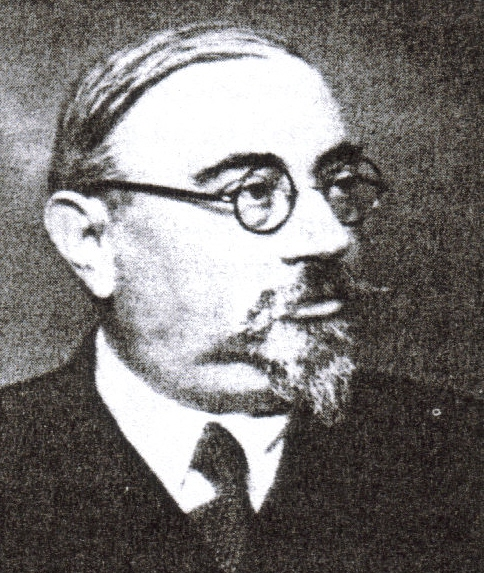
Cassuto

- Umberto Cassuto. A Commentary on the Book of Exodus. Jerusalem, 1951. Translated by Israel Abrahams, pages 392–451. Jerusalem: The Magnes Press, The Hebrew University, 1967.

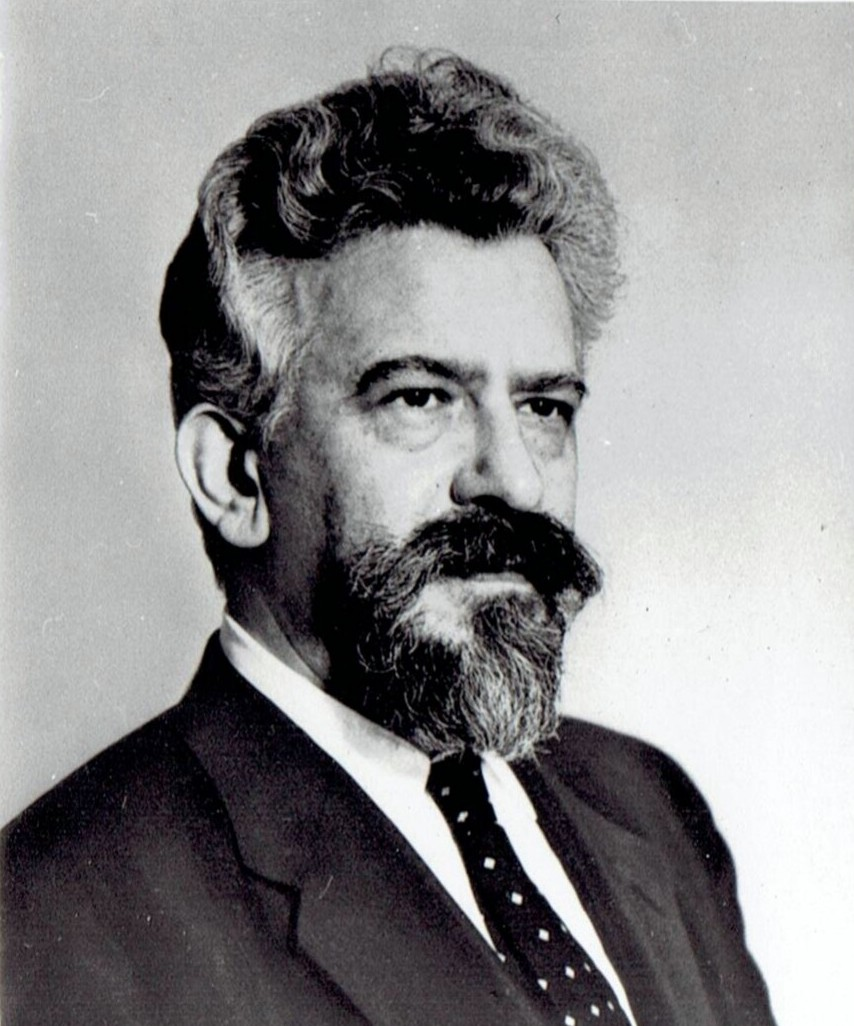
Heschel

- Abraham Joshua Heschel. The Sabbath. New York: Farrar, Straus and Giroux, 1951. Reprinted 2005.
- Morris Adler. The World of the Talmud, pages 28–29, 50–51, 91–92. B'nai B'rith Hillel Foundations, 1958. Reprinted Kessinger Publishing, 2007.
- Robert C. Dentan, "The Literary Affinities of Exodus Xxxiv 6f." Vetus Testamentum, volume 13 (1963): pages 34–51.
- Jacob Liver. "The Half-Shekel Offering in Biblical and Post-Biblical Literature." The Harvard Theological Review, volume 56 (number 3) (1963): pages 173–98.
- James Muilenburg. "The Intercession of the Covenant Mediator (Exodus 33:1a,12–17)." In Words and Meanings: Essays Presented to David Winton Thomas. Edited by Peter R. Ackroyd and Barnabas Lindars, pages 159–81. Cambridge: University Press, 1968.
- A. Carlebach. "Rabbinic References to Fiscus Judaicus." The Jewish Quarterly Review, New Series, volume 66 (number 1) (July 1975): pages 57–61.
- Peter C. Craigie. The Problem of War in the Old Testament, page 27. Grand Rapids, Michigan: William B. Eerdmans Publishing Company, 1978.
- Phyllis Trible. God and the Rhetoric of Sexuality, pages 31–59. Philadelphia: Fortress Press, 1978. (God's feminine merciful quality, or rachum).
- Elie Munk. The Call of the Torah: An Anthology of Interpretation and Commentary on the Five Books of Moses. Translated by E.S. Mazer, volume 2, pages 426–503. Brooklyn: Mesorah Publications, 1995. Originally published as La Voix de la Thora. Paris: Fondation Samuel et Odette Levy, 1981.
- Herbert C. Brichto. "The Worship of the Golden Calf: A Literary Analysis of a Fable on Idolatry." Hebrew Union College Annual, volume 54 (1983): pages 1–44.
- Jacob Milgrom. "'You Shall Not Boil a Kid in Its Mother's Milk': An archaeological myth destroyed." Bible Review, volume 1 (number 3) (Fall 1985): pages 48–55.
- Pinchas H. Peli. Torah Today: A Renewed Encounter with Scripture, pages 91–94. Washington, D.C.: B'nai B'rith Books, 1987.
- Harvey J. Fields. A Torah Commentary for Our Times: Volume II: Exodus and Leviticus, pages 77–85. New York: UAHC Press, 1991.
- Nahum M. Sarna. The JPS Torah Commentary: Exodus: The Traditional Hebrew Text with the New JPS Translation, pages 195–222. Philadelphia: Jewish Publication Society, 1991.
- Lawrence Kushner. God Was in This Place and I, I Did Not Know: Finding Self, Spirituality and Ultimate Meaning, pages 31–32, 41. Jewish Lights Publishing, 1993. (the Place; the Golden Calf).
- Neḥama Leibowitz. New Studies in Shemot (Exodus), volume 2, pages 535–643. Jerusalem: Haomanim Press, 1993. Reprinted as New Studies in the Weekly Parasha. Lambda Publishers, 2010.
- Aaron Wildavsky. Assimilation versus Separation: Joseph the Administrator and the Politics of Religion in Biblical Israel, pages 3–4. New Brunswick, New Jersey: Transaction Publishers, 1993.
- Walter Brueggemann. "The Book of Exodus." In The New Interpreter's Bible. Edited by Leander E. Keck, volume 1, pages 917–56. Nashville: Abingdon Press, 1994.
- Judith S. Antonelli. "The Golden Calf." In In the Image of God: A Feminist Commentary on the Torah, pages 213–20. Northvale, New Jersey: Jason Aronson, 1995.
- Ellen Frankel. The Five Books of Miriam: A Woman's Commentary on the Torah, pages 136–41. New York: G. P. Putnam's Sons, 1996.
- Marc Gellman. "Gluing the Broken Commandments Back Together." In God's Mailbox: More Stories About Stories in the Bible, pages 68–72. New York: Morrow Junior Books, 1996.
- W. Gunther Plaut. The Haftarah Commentary, pages 203–15. New York: UAHC Press, 1996.
- Sorel Goldberg Loeb and Barbara Binder Kadden. Teaching Torah: A Treasury of Insights and Activities, pages 140–47. Denver: A.R.E. Publishing, 1997.
- Robert Goodman. "Shabbat." In Teaching Jewish Holidays: History, Values, and Activities, pages 1–19. Denver: A.R.E. Publishing, 1997.
- Baruch J. Schwartz. "What Really Happened at Mount Sinai? Four biblical answers to one question." Bible Review, volume 13 (number 5) (October 1997).
- Susan Freeman. Teaching Jewish Virtues: Sacred Sources and Arts Activities, pages 85–101, 228–40. Springfield, New Jersey: A.R.E. Publishing, 1999. (Exodus 34:6, 34–35).
- Ellen Lippmann. "The Women Didn't Build the Golden Calf—or Did They?" In The Women's Torah Commentary: New Insights from Women Rabbis on the 54 Weekly Torah Portions. Edited by Elyse Goldstein, pages 164–71. Woodstock, Vermont: Jewish Lights Publishing, 2000.
- Exodus to Deuteronomy: A Feminist Companion to the Bible (Second Series). Edited by Athalya Brenner, pages 136–41. Sheffield: Sheffield Academic Press, 2000.
- Martin R. Hauge. The Descent from the Mountain: Narrative Patterns in Exodus 19–40. Sheffield: Journal for the Study of the Old Testament Press, 2001.
- Avivah Gottlieb Zornberg. The Particulars of Rapture: Reflections on Exodus, pages 398–460. New York: Doubleday, 2001.
- Lainie Blum Cogan and Judy Weiss. Teaching Haftarah: Background, Insights, and Strategies, pages 164–72. Denver: A.R.E. Publishing, 2002.
- Michael Fishbane. The JPS Bible Commentary: Haftarot, pages 128–34. Philadelphia: Jewish Publication Society, 2002.
- Katharine Doob Sakenfeld. The Meaning of Hesed in the Hebrew Bible: A New Inquiry. Wipf & Stock Publishers, 2002.
- Rodger Kamenetz. "The Broken Tablets." In The Lowercase Jew, page 40. Evanston, Illinois: Triquarterly Books, 2003.
- Alan Lew. This Is Real and You Are Completely Unprepared: The Days of Awe as a Journey of Transformation, pages 53–55, 136. Boston: Little, Brown and Co., 2003.
- Jack M. Sasson. "Should Cheeseburgers Be Kosher? A Different Interpretation of Five Hebrew Words." Bible Review, volume 19 (numbers 6) (December 2003): pages 40–43, 50–51.
- Robert Alter. The Five Books of Moses: A Translation with Commentary, pages 486–513. New York: W.W. Norton & Co., 2004.
- Karla M. Suomala. Moses and God in Dialogue: Exodus 32–34 in Postbiblical Literature. Peter Lang Inc., International Academic Publishers, 2004.
- Jeffrey H. Tigay. "Exodus." In The Jewish Study Bible. Edited by Adele Berlin and Marc Zvi Brettler, pages 179–91. New York: Oxford University Press, 2004.
- Jane Liddel-King. "The Golden Calf." European Judaism: A Journal for the New Europe, volume 38 (number 2) (autumn 2005): pages 142–46.
- Professors on the Parashah: Studies on the Weekly Torah Reading Edited by Leib Moscovitz, pages 145–49. Jerusalem: Urim Publications, 2005.
- W. Gunther Plaut. The Torah: A Modern Commentary: Revised Edition. Revised edition edited by David E.S. Stern, pages 581–610. New York: Union for Reform Judaism, 2006.
- William H.C. Propp. Exodus 19–40, volume 2A, pages 317–19, 358–71, 534–623. New York: Anchor Bible, 2006.
- Suzanne A. Brody. "Bloody Water." In Dancing in the White Spaces: The Yearly Torah Cycle and More Poems, page 83. Shelbyville, Kentucky: Wasteland Press, 2007.
- James L. Kugel. How To Read the Bible: A Guide to Scripture, Then and Now, pages 30, 109, 151, 254–55, 257, 262, 281–84, 291, 315, 324–25, 404, 423, 439, 524–25, 606. New York: Free Press, 2007.
- Kenton L. Sparks. “‘Enūma Elish’ and Priestly Mimesis: Elite Emulation in Nascent Judaism.” Journal of Biblical Literature, volume 126 (2007): 637–42. (“Priestly Mimesis in the Tabernacle Narrative (Exodus 25–40)”).
- Shmuel Goldin. Unlocking the Torah Text: An In-Depth Journey into the Weekly Parsha: Shmot, pages 257–98. Jerusalem: Gefen Publishing House, 2008.
- Pekka Lindqvist. Sin at Sinai: Early Judaism Encounters Exodus 32. Eisenbrauns, 2008.
- Dmitri Slivniak. "The Golden Calf Story: Constructively and Deconstructively." Journal for the Study of the Old Testament, volume 33 (number 1) (September 2008): pages 19–38.
- Gloria London. "Why Milk and Meat Don't Mix: A New Explanation for a Puzzling Kosher Law." Biblical Archaeology Review, volume 34 (number 6) (November/December 2008): pages 66–69.
- The Torah: A Women's Commentary. Edited by Tamara Cohn Eskenazi and Andrea L. Weiss, pages 495–520. New York: URJ Press, 2008.

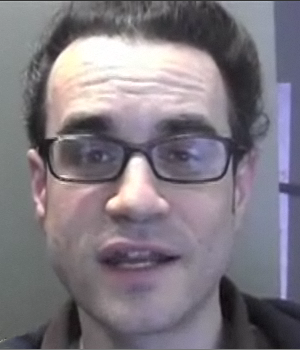
Goldstein

- Thomas B. Dozeman. Commentary on Exodus, pages 663–756. Grand Rapids, Michigan: William B. Eerdmans Publishing Company, 2009.
- Jonathan Goldstein. "The Golden Calf." In Ladies and Gentlemen, the Bible! pages 115–28. New York: Riverhead Books, 2009.
- Reuven Hammer. Entering Torah: Prefaces to the Weekly Torah Portion, pages 125–30. New York: Gefen Publishing House, 2009.
- Rebecca G.S. Idestrom. "Echoes of the Book of Exodus in Ezekiel." Journal for the Study of the Old Testament, volume 33 (number 4) (June 2009): pages 489–510. (Motifs from Exodus found in Ezekiel, including the call narrative, divine encounters, captivity, signs, plagues, judgment, redemption, tabernacle/temple, are considered.).
- Amichai Lau-Lavie. "Mounting Sinai: Parashat Ki Tisa (Exodus 30:11–34:35)." In Torah Queeries: Weekly Commentaries on the Hebrew Bible. Edited by Gregg Drinkwater, Joshua Lesser, and David Shneer; foreword by Judith Plaskow, pages 109–12. New York: New York University Press, 2009.
- Bruce Wells. "Exodus." In Zondervan Illustrated Bible Backgrounds Commentary. Edited by John H. Walton, volume 1, pages 257–64. Grand Rapids, Michigan: Zondervan, 2009.

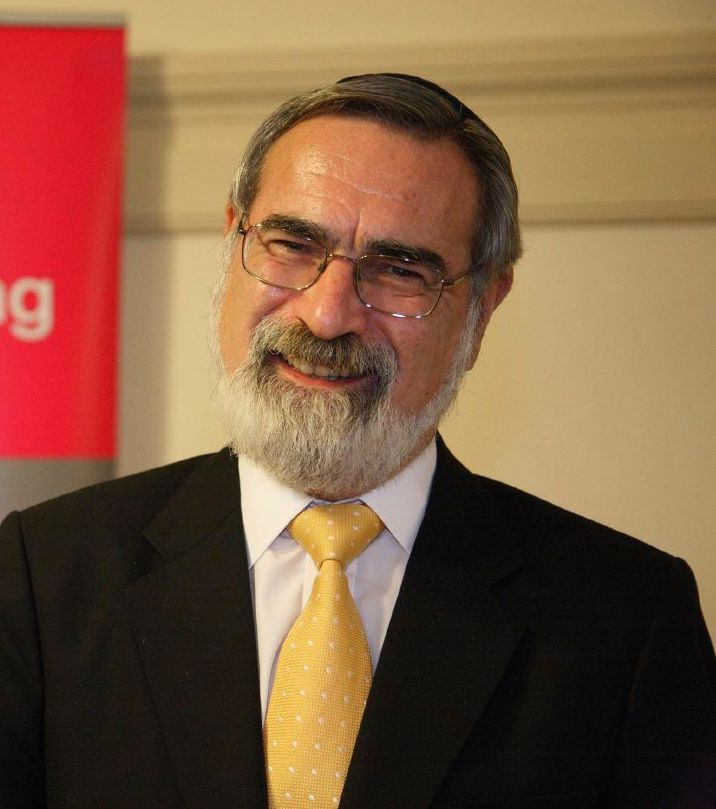
Sacks

- Julie Cadwallader-Staub. Joy. In Face to Face: A Poetry Collection. DreamSeeker Books, 2010. ("land of milk and honey").
- Jonathan Sacks. Covenant & Conversation: A Weekly Reading of the Jewish Bible: Exodus: The Book of Redemption, pages 249–76. Jerusalem: Maggid Books, 2010.
- Stefan Schorch. "'A Young Goat in Its Mother's Milk'? Understanding an Ancient Prohibition." Vetus Testamentum, volume 60 (number 1) (2010): pages 116–30.
- Idan Dershowitz. "A Land Flowing with Fat and Honey." Vetus Testamentum, volume 60 (number 2) (2010): pages 172–76.
- Joe Lieberman and David Klinghoffer. The Gift of Rest: Rediscovering the Beauty of the Sabbath. New York: Howard Books, 2011.
- James W. Watts. "Aaron and the Golden Calf in the Rhetoric of the Pentateuch." Journal of Biblical Literature, volume 130 (number 3) (fall 2011): pages 417–30.

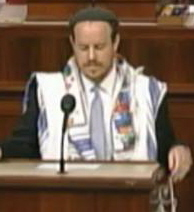
Herzfeld

- William G. Dever. The Lives of Ordinary People in Ancient Israel: When Archaeology and the Bible Intersect, page 244. Grand Rapids, Michigan: William B. Eerdmans Publishing Company, 2012.
- Shmuel Herzfeld. "Growing Our Congregation: The Numbers Game." In Fifty-Four Pick Up: Fifteen-Minute Inspirational Torah Lessons, pages 123–27. Jerusalem: Gefen Publishing House, 2012.
- Daniel S. Nevins, Committee on Jewish Law and Standards. The Use of Electrical and Electronic Devices on Shabbat. New York: Rabbinical Assembly, 2012.
- Torah MiEtzion: New Readings in Tanach: Shemot. Edited by Ezra Bick and Yaakov Beasley, pages 411–77. Jerusalem: Maggid Books, 2012.
- Amiel Ungar. "Tel Aviv and the Sabbath." The Jerusalem Report, volume 24 (number 8) (July 29, 2013): page 37.
- Anthony R. Petterson. "The Flying Scroll That Will Not Acquit the Guilty: Exodus 34.7 in Zechariah 5.3." Journal for the Study of the Old Testament, volume 38 (number 3) (March 2014): pages 347–61.
- Jonathan Sacks. Lessons in Leadership: A Weekly Reading of the Jewish Bible, pages 105–09. New Milford, Connecticut: Maggid Books, 2015.
- "The Hittites: Between Tradition and History." Biblical Archaeology Review, volume 42 (number 2) (March/April 2016): pages 28–40, 68.
- Jean-Pierre Isbouts. Archaeology of the Bible: The Greatest Discoveries From Genesis to the Roman Era, page 120. Washington, D.C.: National Geographic, 2016.
- Jonathan Sacks. Essays on Ethics: A Weekly Reading of the Jewish Bible, pages 131–36. New Milford, Connecticut: Maggid Books, 2016.
- Kenneth Seeskin. Thinking about the Torah: A Philosopher Reads the Bible, pages 101–12. Philadelphia: The Jewish Publication Society, 2016.
- Shai Held. The Heart of Torah, Volume 1: Essays on the Weekly Torah Portion: Genesis and Exodus, pages 203–12. Philadelphia: Jewish Publication Society, 2017.
- Steven Levy and Sarah Levy. The JPS Rashi Discussion Torah Commentary, pages 65–67. Philadelphia: Jewish Publication Society, 2017.
- Joep Dubbink. “‘Don’t Stop Me Now!’—Exod 32:10 and Yhwh’s Intention to Destroy His Own People.” In Viktor Ber, editor. Nomos and Violence: Dimensions in Bible and Theology. Vienna: LIT Verlag, 2019.

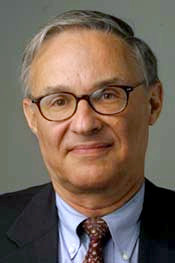
Kass

- Bill Dauster. "What’s God Like?" Washington Jewish Week, March 4, 2021, page 32.
- Leon R. Kass. Founding God's Nation: Reading Exodus, pages 512–73. New Haven: Yale University Press, 2021.
- David J. Fine and Barry J. Leff. Electric Cars on Shabbat: A Renewed Responsum on the Sabbath. OH 305:18c.2023. New York: Rabbinical Assembly, 2023.
- Lee M. Jefferson, "The Horns of Moses," Biblical Archaeology Review, volume 49, number 1 (spring 2023): page 58.
- Gary A. Rendsburg, "Moses as Pharaoh's Equal—Horns and All," Biblical Archaeology Review, volume 49, number 3 (fall 2023): pages 60–61.
- Abigail Pogrebin and Dov Linzer. It Takes Two to Torah: An Orthodox Rabbi and Reform Journalist Discuss and Debate Their Way Through the Five Books of Moses, pages 125–30. Bedford, New York: Fig Tree Books, 2024.

### Textos
- Masoretic text and 1917 JPS translation
- Hear the parashah read in Hebrew

### Commentarios
- Academy for Jewish Religion, California
- Academy for Jewish Religion, New York
- Aish.com
- American Jewish University—Ziegler School of Rabbinic Studies
- Chabad.org
- Hadar Institute
- Jewish Theological Seminary
- MyJewishLearning.com
- Orthodox Union
- Pardes from Jerusalem
- Reconstructing Judaism
- Union for Reform Judaism
- United Synagogue of Conservative Judaism
- Yeshiva University